# Storia di Montevarchi

## Le origini
La mancanza di sufficiente documentazione scritta per la "primitiva" Montevarchi, specialmente quella dei Borbone e quella dei conti Guidi, impedisce una ricostruzione storica dettagliata della nascita e dello sviluppo della Montevarchi antica. Questo vuoto documentario tuttavia è da imputare a vari fattori storico-sociali più che a una vera e propria non-produzione di documenti.
Nell'Alto Medioevo gran parte delle transazioni politiche ed economiche erano basate soprattutto sulla parola che non su atti scritti; solo i documenti della massima importanza venivano messi sistematicamente per iscritto, come i diplomi imperiali o le pergamene dei lasciti e delle donazioni, mentre per tutte quelle attività che si svolgevano senza contenzioso, come pagare il canone feudale o comprare e vendere cose o animali, si ricorreva ad accordi verbali.
Il radicale cambio di amministrazione nel passaggio di consegne tra i Bourbon e i Guidi comportò sicuramente la perdita di parte delle fonti archivistiche della prima Montevarchi aggravata poi dal trasferimento dell'intera comunità nel fondovalle che ne fece perdere altrettante. Rimangono dunque, di quel periodo, sparuti documenti conservati negli archivi ecclesiastici di istituzioni collocate al di fuori di Montevarchi come l'Abbazia di Badia a Coltibuono.
Quando nel 1273 i fiorentini presero definitivo possesso della città, portarono a Firenze per lo più pubblici atti notarili che sono utili per ricostruire il quadro politico generale della storia toscana e fiorentina ma di poco aiuto per scendere nel particolare di Montevarchi. Gran parte del patrimonio storico-archivistico della città lasciato in loco dagli ufficiali della repubblica fiorentina fu distrutta nel corso di successive devastazioni a cui Montevarchi fu sottoposta.
Nel XVI secolo, sotto la guida di Carlo Bartoli, vennero sistematicamente distrutti tutti i manoscritti, i libri, gli archivi notarili, i documenti pubblici e privati che rimanevano della Montevarchi dei primi secoli, in modo da eliminare ogni traccia del passato della comunità allo scopo di far accettare ai montevarchini la dittatura personale della famiglia Bartoli e dell'oligarchia cittadina, che fondavano tutto il loro potere nelle manovre della Fraternita del Sacro Latte a sua volta legittimate dalla leggenda, scritta nella sua forma definitiva dal Bartoli in persona, del conte Guido Guerra V e della reliquia del Sacro Latte.
Se a questo si aggiunge che la Fraternita, rimasta al comando della città fino alla fine del '700, favoriva con laute ricompense la produzione di trattati propagandistici come quelli di Jacopo Sigoni mentre usava metodi apertamente violenti con coloro che invece tentavano di ricostruire la verità, è chiaro perché la prima storia montevarchina rimane ancora un fumoso mistero. Il caso di Prospero Gasparo Conti, proposto di San Lorenzo, è un esempio di questo tipo di approccio "politico". Quando, nel 1790, dette alle stampe il suo lavoro sulla reliquia del Sacro Latte, venne prima minacciato di morte poi la sua casa fu assaltata, incendiata e tutte le copie del libro bruciate. Conti fu costretto a fuggire a Firenze e a trovare rifugio presso il duomo. Eppure, nonostante lo smantellamento leopoldino della Fraternita, le riforme napoleoniche e l'unità d'Italia, l'accurato manoscritto del Conti intitolato "Storia civile ed ecclesiastica della Terra di Montevarchi" non ha mai visto le stampe, se non la prima parte relativa a una storia generale dei Conti Guidi, ed è stato sempre, anche ai nostri giorni, mantenuto segreto all'opinione pubblica sia da parte della Collegiata di San Lorenzo, dove viene conservato, sia da parte dell'Accademia Valdarnese del Poggio che invece avrebbe dovuto farne un oggetto di studio e di dibattito.
La tendenza a secretare momenti importanti della storia e della vita della città cominciò a smorzarsi nel XIX secolo ma certe abitudini erano evidentemente dure a morire se ancora nel 1897 si pubblicò una versione, chiaramente manipolata, delle "Memorie sulla esistenza e Culto della sacra reliquia che si venera nella Insigne Collegiata di Montevarchi" del Conti. Anche in tempi piuttosto recenti, pertanto, si è volutamente evitato di raccogliere, analizzare, inquadrare e diffondere tutti quegli elementi che avrebbero permesso di ricostruire le origini di Montevarchi.
Le difficoltà di accesso alle fonti imposte dalle varie autorità montevarchine, come la recente chiusura "ufficiale" al pubblico e agli studiosi del "Fondo Toscano" come di tutta la Biblioteca dell'Accademia Valdarnese, o comunque il loro non impegno a renderle di pubblico dominio quali sono, come la digitalizzazione e la pubblicazione dell'archivio pre-unitario del Comune o quello di San Lorenzo o di Cennano o della stessa Accademia, rendono ancora più difficoltosa una ricerca già di per sé complessa.
Restano dunque, ad oggi, solo elementi circostanziali utili alla ricostruzione degli eventi che segnarono la Montevarchi feudale e pre-fiorentina. Elementi che però, pur basandosi in gran parte su modelli antropologici e storiografici generali piuttosto che su specifici percorsi documentari, non invalidano quelle fenomenologie storiche ancora tracciabili e che certamente, o tutto o in parte, visse anche Montevarchi tra l'XI e il XIII secolo.

### L'idea di Elemperto

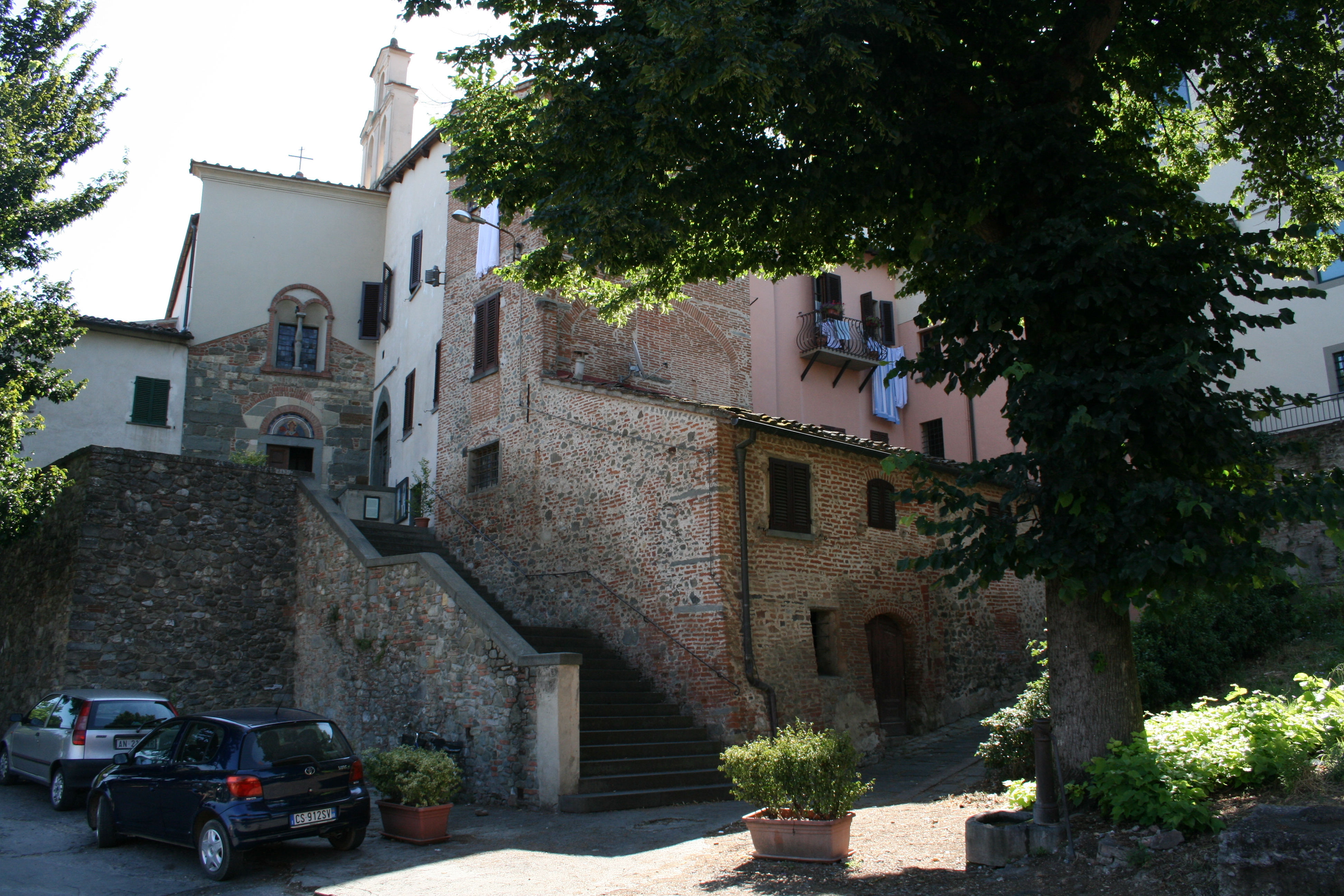
Quel che rimane del Monastero della Ginestra

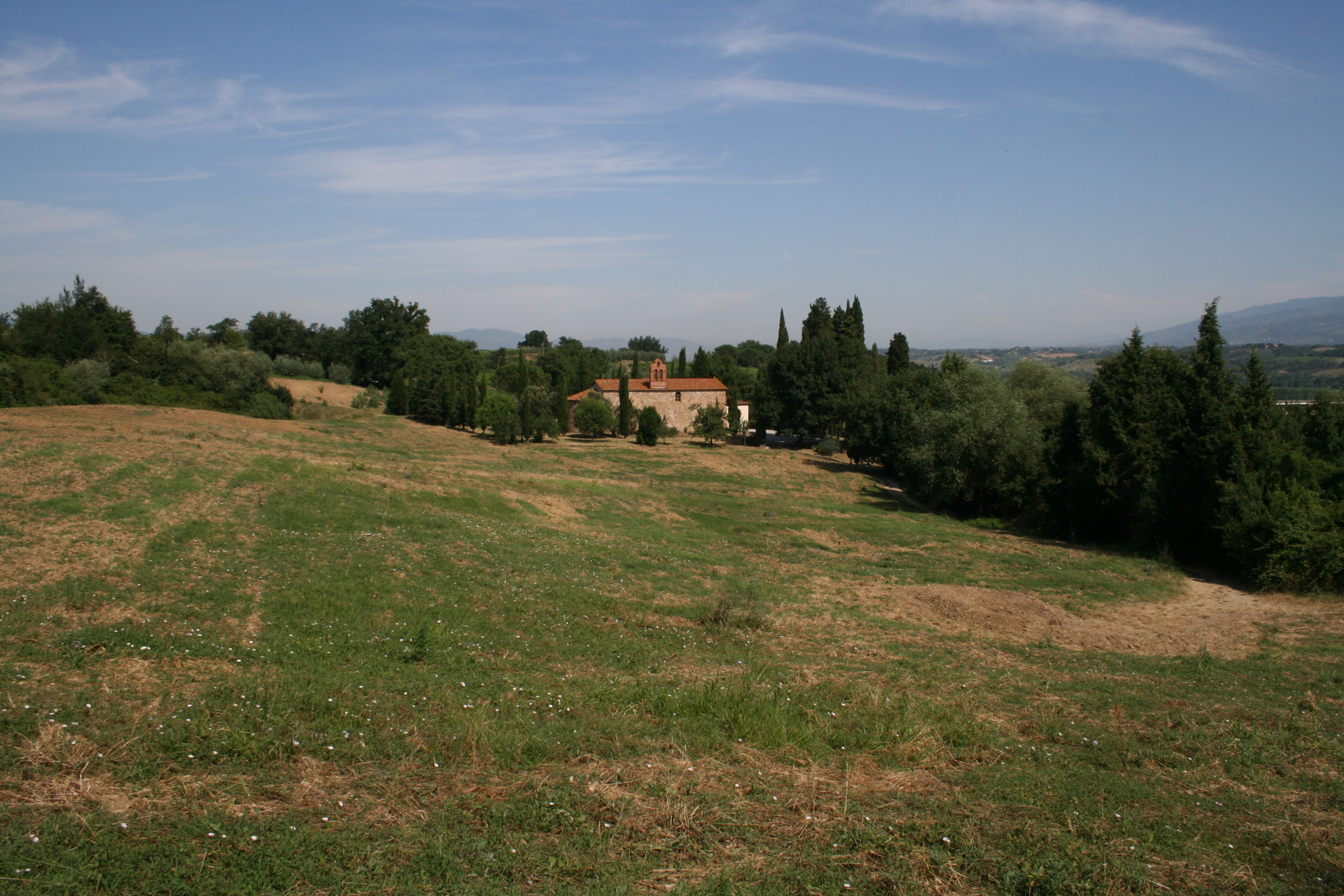
Il piano di Castelvecchio dove un tempo sorgeva il castello di Leona

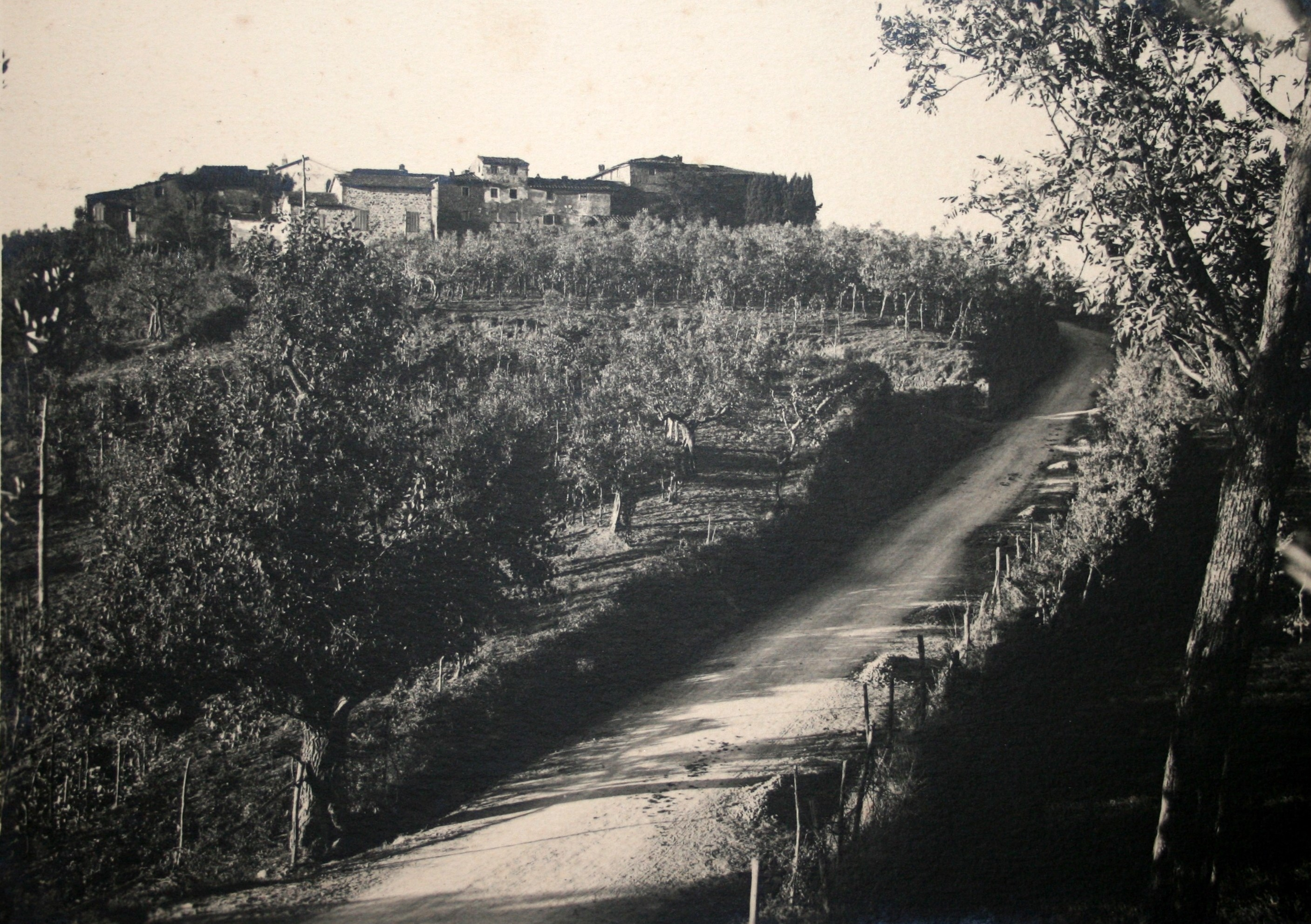
Moncioni in una foto del 1937

La storia di Montevarchi comincia con Elemperto, vescovo di Arezzo dal 986 al 1010, e con la sua decisione di trasformare il monastero benedettino di Sant'Angelo alla Ginestra, presente nel territorio fin dal VII secolo, in ospedale ovvero, secondo la pratica ospitaliera medievale, in ostello per i viandanti e per i pellegrini che si spostavano da e verso Roma.
Il vescovo aretino non prese questa decisione in virtù della sua funzione pastorale per venire incontro alle esigenze dei penitenti. O almeno non solo per questo. Infatti Elemperto oltre che essere il pastore della sua diocesi era anche un feudatario dell'Impero ovvero un vescovo-conte quindi, in quanto vescovo di Arezzo, era anche titolare della contea omonima che poi ricalcava esattamente i confini diocesani. Anzi tra le due, territorialmente parlando, non c'era nessuna differenza dato che Elemperto, su Arezzo, deteneva sia il potere spirituale che quello temporale. E Sant' Angelo alla Ginestra, pur trovandosi a poche centinaia di metri dal confine settentrionale della sua diocesi-contea, rientrava comunque sotto la sua giurisdizione. Poi, passato il torrente Dogana che scorre praticamente sotto il monastero, si entrava nella diocesi di Fiesole ed era tutta un'altra storia.
Elemperto inoltre, a titolo personale, era anche conte di Cesa in Val di Chiana e soprattutto apparteneva alla famiglia dei Bourbon del Monte Santa Maria che all'epoca era la più importante famiglia della Toscana feudale. Tanto importante che suo fratello, Ranieri, nel 1014 venne investito del titolo e dei poteri di "Marchese di Toscana" ossia signore di tutta l'Italia centro-occidentale e in posizione subordinata solo all'imperatore.

### I Bourbon del Monte Santa Maria in Valdarno
I possedimenti dei Bourbon del Monte, famiglia di origini e di legge franca, si estendevano tra le attuali regioni della Toscana e dell'Umbria e avevano le loro roccaforti principali nei castelli di Monte Santa Maria, oggi comune di Monte Santa Maria Tiberina, di Cà del Colle oggi in Sansepolcro, di Pierle, Sorbello e Petrella tutti e tre nei pressi di Cortona, di Petriolo nel territorio di Città di Castello. Ma tra i castelli per così dire secondari i Bourbon possedevano anche quelli di Leona nell'odierna Levane, Moncione e Tasso che gli permettevano di poter tenere sotto controllo l'intera vallata del Valdarno superiore tra Levane e Figline Valdarno.
Non che ci fosse poi molto da osservare. Tra la fine del X e l'inizio dell'XI secolo tutte le strade che toccavano la zona, come la Cassia antica o Cassia Vetus e alcune varianti della Via Francigena, passavano per le colline, tipo da Gropina, se non addirittura per le montagne, come da Lanciolina, ma non certo per il fondovalle perché la conca valdarnese, come del resto molte altre valli in tutta Europa, era sostanzialmente impraticabile. Non perché fosse piena di ladri e banditi come propagandato per secoli da una certa letteratura pseudo-storiografica ma perché era letteralmente disabitata e soprattutto perché, non passandoci nessuno né esistendo alcuna strada, non c'era niente da rubare.
Tutta l'area dove sorge l'attuale Montevarchi, come anche suggerisce il toponimo longobardo di Levane e di Levanella, era infatti coperta da una fitta foresta che, nelle radure e negli spazi aperti, si mescolava alla macchia ancora oggi tipica della zona. A questo ci si aggiungeva l'Arno che, prima della sua ricanalizzazione cominciata con Cosimo I e terminata in periodo lorenese, scorreva tortuoso nella vallata e, con i suoi affluenti, straripava spesso nei periodi di piena fertilizzando sì i terreni ma anche lasciandosi dietro paludi, pantani ed acquitrini. Oggi questo tipo di habitat, per le successive bonifiche sia agricole che forestali, rimane relegato ai crinali dell'impianto collinare circostante ed è addirittura oggetto di salvaguardia ambientale come nel caso dell'Oasi di Bandella a Levane. All'epoca però era una vera maledizione.

### L'eredità di Berulfo

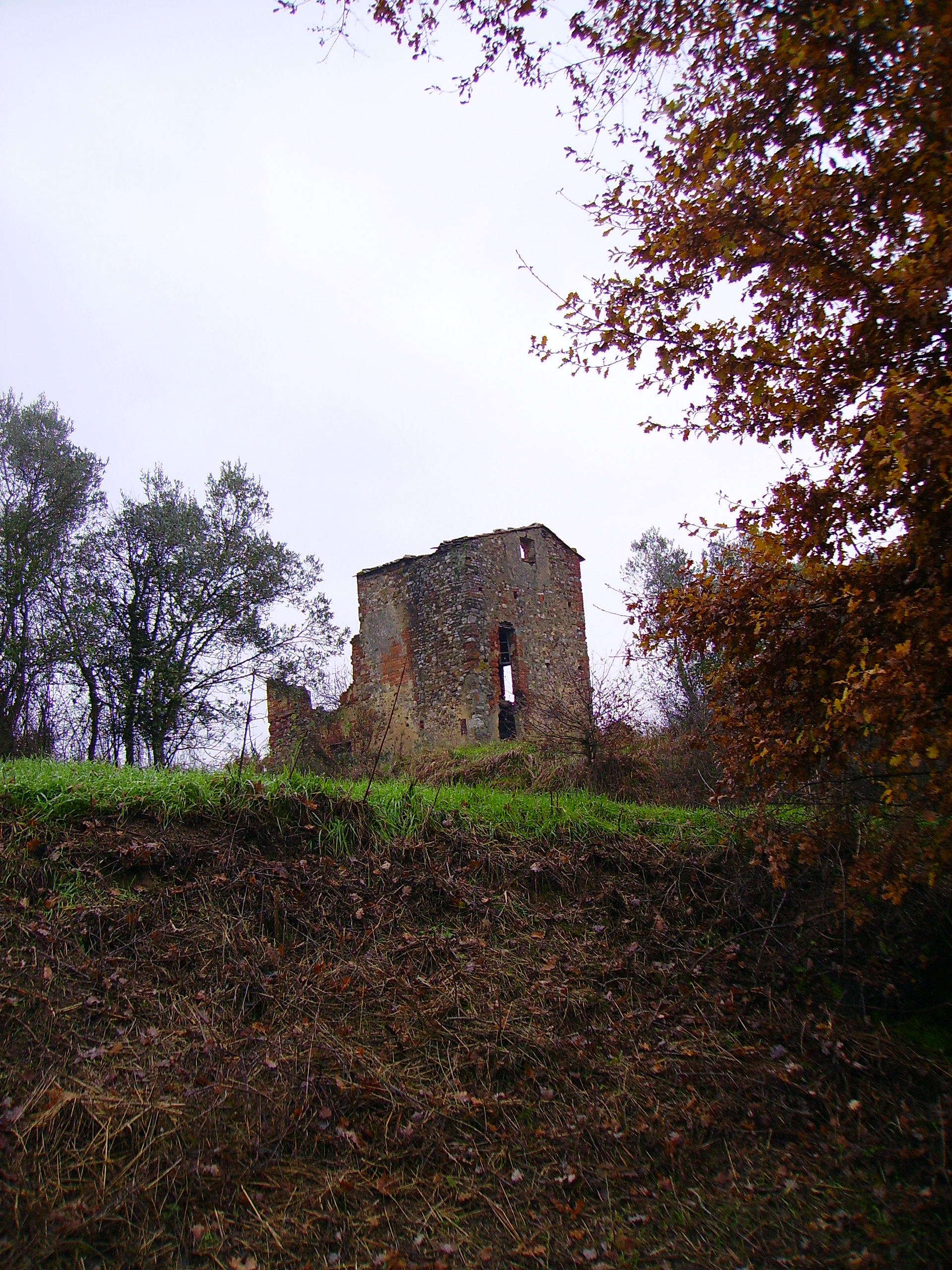
La torre longobarda del Guardingo sulle colline sopra l'Ornaccio. Da lassù gli armigeri potevano controllare con un solo colpo d' occhio La Ginestra e quegli insediamenti che poi divennero San Leonardo e Santa Croce a Pietraversa

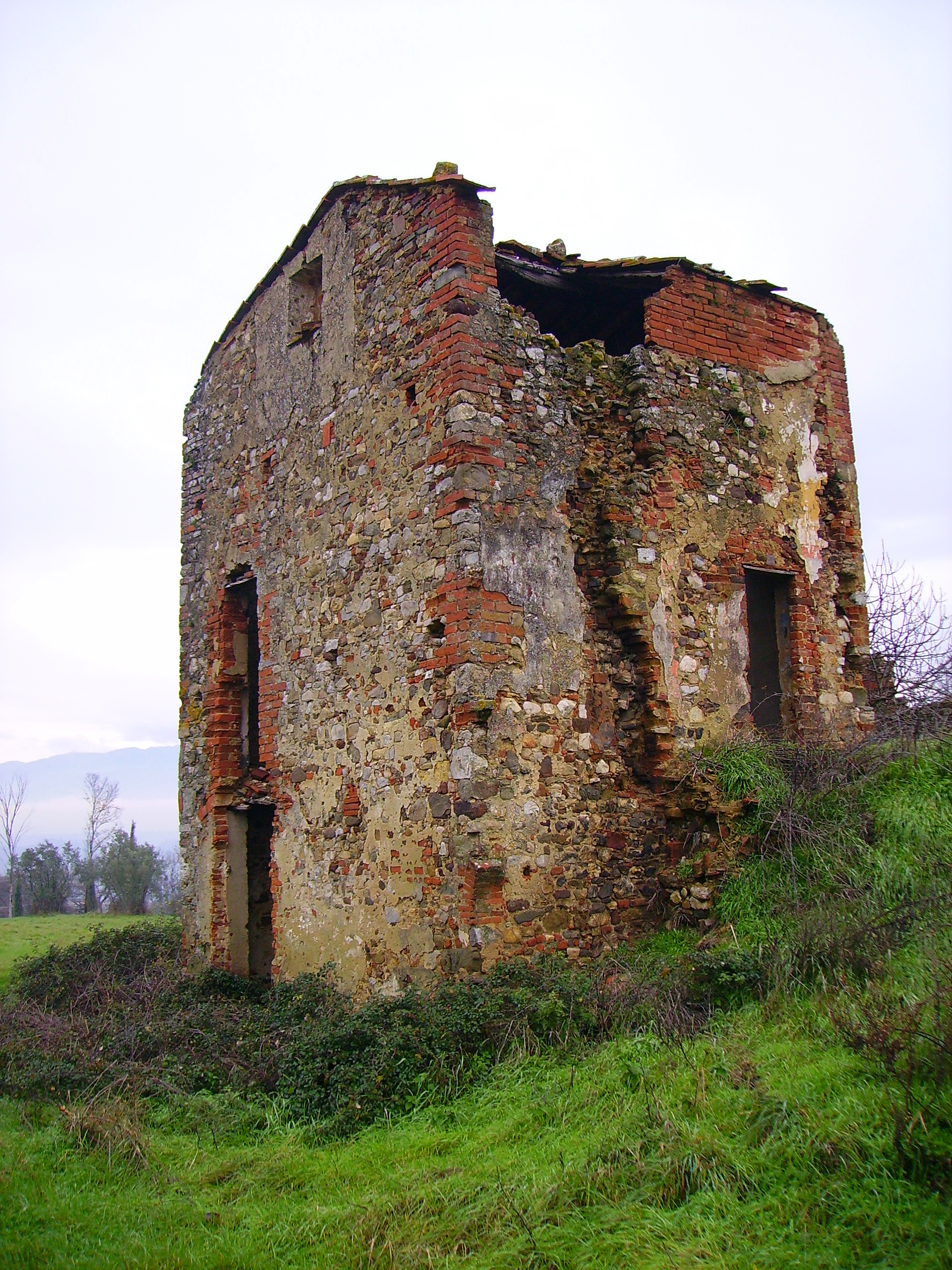
Il Guardingo: dettaglio

Per capire a pieno le ragioni e la portata del progetto di Elemperto è necessario però fare un passo indietro. Anzi più di uno.
Impossibile stabilire con certezza chi e come avesse popolato l'area di Montevarchi in periodo etrusco e romano e se per il fondovalle del Valdarno passassero allora strade o comunque arterie secondarie di traffico. Né è possibile stabilire se in epoca soprattutto romana l'area fosse stata bonificata in tutto o in parte e quindi abitata e trafficata. Nel corso dei secoli sono state rinvenute nelle vicinanze di Montevarchi alcune urne cinerarie romane e vari frammenti di terracotta del periodo etrusco e romano ma niente di veramente consistente. Anche perché non lo si è mai veramente cercato.
È certo però che a Levane già in periodo etrusco esistesse un insediamento chiamato "Leunal" che poi dette il nome di "Leona" al castello medievale che venne eretto sopra o nelle vicinanze delle sue rovine. Interessanti anche i toponimi Pietra Versa che richiama l'etrusco "velsa – velza" che si rifà alla città etrusca di Volsinii (velzna); Loccano dal substrato tirrenico laucanu con importante base etrusca lauc; Ucerano dall'etrusco ucira – uciranei; Ventena dal tipico suffisso etruscheggiante "-ena". E poi Campo Lucci, Monte a Lucci, Poggio a Luco, Rio di Luco dal latino "lucus" (bosco sacro); Moncioni che ricorda "Mons Junius" cioè un monte sacro dedicato a Giunone "Junia"; Caspri genitivo di appartenenza di "Casperius"; Pucciano o Pulciano da "Fundus Pancianus" o "Publicianus"; Sinciano da "Fundus Sincianus" tipico dell'uso latino di dare ai poderi il nome gentilizio o personale del proprietario con l'aggiunta del suffisso "-ianus"; Tegliaia dal latino "Tegularia" o fornace per tegole; Villole dal latino "Villulae" diminutivo di "Villae" ossia le fattorie romane in particolare del periodo imperiale tardo–antico; Ricasoli composto di "rio" e "casulae" diminutivo di "casae" o "case rustiche"; Coccoioni genitivo di "Cucurio" ovvero "Cucurionis"; Bracciano da "Fundus Braccianus". Ma soprattutto "Cennano" dalla base etrusca "kinni – kennu" per "montagna / piccolo monte" e "kinnienu – kennenu" per "piccolo monte su corso d'acqua". Tra l'altro sul Poggio di Cennano, poi dei Cappuccini, agli inizi degli anni cinquanta durante i lavori di costruzione della nuova e attuale strada che porta sul colle dal quartiere del Pestello, vennero alla luce frammenti ceramici di epoca romana.
Ma se anche il Valdarno fosse stato abitato e colonizzato anche per intero, si svuotò gradualmente dopo il 476 quando a seguito della deposizione di Romolo Augusto, ultimo imperatore romano d'Occidente, l'Italia venne invasa e saccheggiata a ondate successive da una serie di popoli e ulteriormente devastata dal tentativo bizantino di riprenderne il controllo. Con un simile vuoto di potere e le scorrerie di grandi eserciti o piccole bande sopravvissero solo quegli insediamenti collinari meglio riparati e fortificati mentre tutti quelli sul fondovalle, praticamente indifesi, vennero abbandonati o furono spazzati via dalle varie vicende belliche e dalla natura impetuosa della valle.
Questo stato di profonda inquietudine politica si protrasse per quasi un secolo fino a quando, nel 570, non arrivarono i Longobardi che distrussero seriamente sia Firenze che Fiesole per poi scendere verso Arezzo che venne invece scelta come sede amministrativa periferica del Ducato di Tuscia con capitale Lucca. Da un punto di vista più propriamente religioso mentre i Longobardi non ebbero pietà di Fiesole e della sua diocesi, che rimasero semi-distrutte e abbandonate a sé stesse fino al 599, mostrarono invece particolari riguardi verso la diocesi di Arezzo che aumentò notevolmente di dimensioni fino a divenire la più grossa della Toscana. Già da allora, pare, che il suo confine nord-occidentale passasse per il torrente Dogana.
Agli inizi del VII secolo, in un periodo che ipoteticamente si potrebbe indicare intorno al 615-620, perlomeno la parte aretina dell'attuale territorio di Montevarchi venne concessa in feudo a un certo Berulfo che volle venisse edificato, nella zona de La Ginestra, una chiesa e un monastero benedettino oppure, secondo altre interpretazioni, una chiesa c'era già e Berulfo la fece ingrandire e la dotò di una congrega di monaci. La scelta dei benedettini, un ordine tutto sommato giovane per i tempi, non era totalmente casuale anzi stava ad indicare che il monastero sarebbe sorto in un'area non troppo isolata dalle principali rotte di traffico ma abbastanza selvaggia da necessitare l'intervento dei monaci, e tutto l'indotto di un monastero, per poter essere più propriamente antropizzata. Difficile dire se Berulfo avesse anche costruito o rinforzato il castello di Leona per tenerlo a protezione del monastero ma sicuramente, in virtù dei loro toponimi, l'area di Levane e di Levanella erano da lui o dai suoi predecessori utilizzate come riserve di caccia. Senza contare che nei pressi di Levanella, la località "il Guardingo" richiama direttamente il termine utilizzato dai Longobardi per contraddistinguere le loro torri di vedetta o di avvistamento.
Tuttavia è certo che alla morte di Berulfo il suo feudo non venne riassegnato a nessuno anche perché il regno longobardo, a cavallo tra il VII e l'VIII secolo, visse una serie di crisi di potere che evidentemente non permisero un'altra investitura. E il monastero della Ginestra e tutte le sue pertinenze, pur rimanendo sotto il controllo ecclesiastico del vescovo di Arezzo, rimasero senza un signore fino alla fine dell'era longobarda per poi, con l'arrivo dei Franchi e l'integrazione della penisola nel Sacro Romano Impero, andare a far parte dei beni della Corona D'Italia. In tempo di pace il monastero se la cavò benissimo da solo ma quando nell'849 sciamarono per la Toscana i Saraceni, La Ginestra, trovandosi in una posizione piuttosto vulnerabile, venne completamente distrutta. Proprio per le complicazioni di natura feudale legate all'"eredità" di Berulfo i vescovi di Arezzo non poterono riedificarlo subito e passarono quasi trent'anni prima che il vescovo Giovanni, nell'876, ottenesse da Carlo il Calvo un diploma che assegnava alla Cattedrale di San Donato la proprietà del monastero. Da una bolla di papa Giovanni VIII, che confermava le decisioni imperiali, sappiamo che il monastero della Ginestra tornò ad ospitare i monaci nella seconda metà dell'anno 877. Se il vescovo Giovanni spese così tante energie per far ripartire il monastero è chiaro che La Ginestra era tutt'altro che un avamposto di confine nella "giungla".

### Problemi di traffico

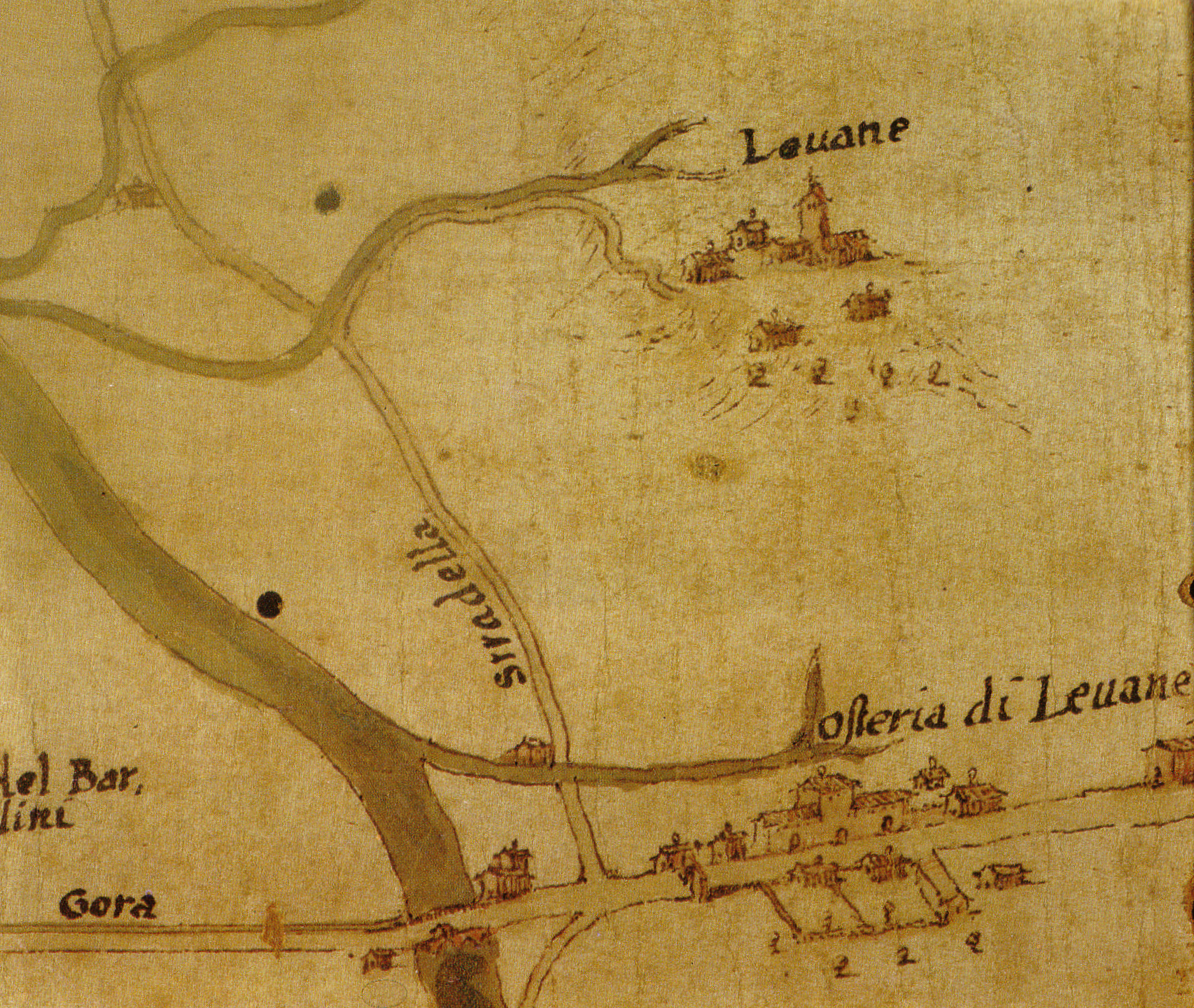
Levane nel XVII secolo con l'edificio della dogana sul ponte sull'Ambra

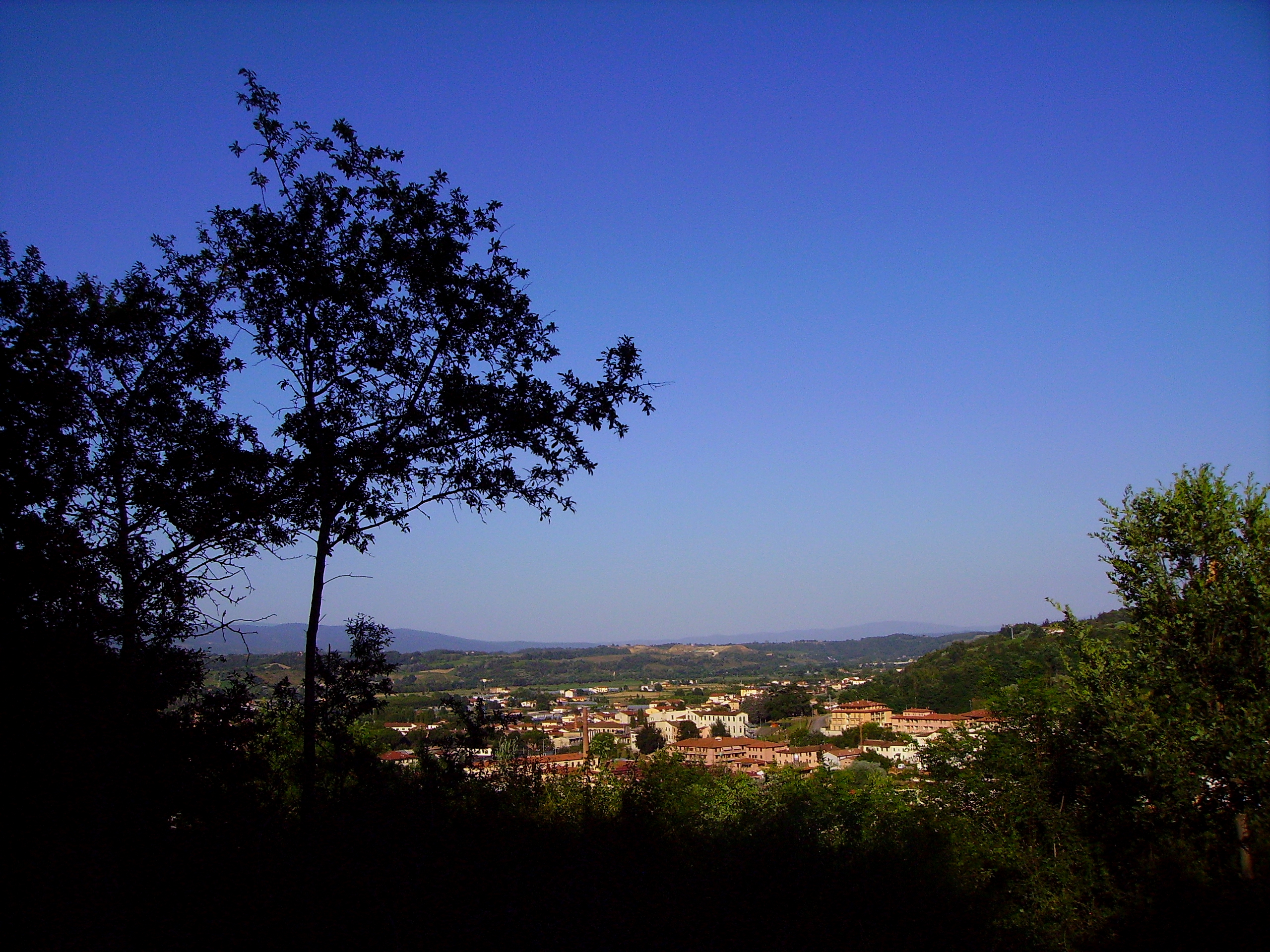
Il monastero della Ginestra visto dal Poggio di Cennano

Nonostante le difficoltà e le complicazioni politico-ecclesiastico-militari, in circa tre secoli i monaci benedettini della Ginestra, così come gli abitanti dei castelli collinari, avevano disboscato e bonificato parte della zona in particolare quella tra Levane e Montevarchi tanto che, ai tempi di Elemperto, era evidentemente già possibile attraversarla altrimenti al vescovo non sarebbe venuta l'idea dell'ospedale. Certo bisognava fare in modo che il traffico di merci e di persone abbandonasse i colli, le cui strade erano disagevoli per ovvie ragioni, e si spostasse, almeno per quel tratto, nel fondovalle. Ma quale miglior modo se non quello di offrire da mangiare, da bere e da dormire gratis come si faceva allora nei monasteri e negli ospedali.
Anche stavolta Elemperto non guardava solo al bene delle sue pecorelle, che comunque ci sarebbe indubbiamente stato, quanto al presente e alle tasche della sua famiglia. Infatti il castello di Leona aveva diritto di riscuotere pedaggio da tutti coloro che attraversavano l'Ambra ma, a parte i locali, in pochi sentivano questa necessità perché le due maggiori direttrici di traffico dell'epoca semplicemente non toccavano Levane pur passandoci davvero vicine. L'analisi della disposizione degli insediamenti altomedievali valdarnesi, oggi ridotti a mere frazioni o località dei comuni della valle, nel tratto compreso tra Arezzo e Cavriglia, il più meridionale dei castelli fiesolani, mostra chiaramente che le due maggiori direttrici di traffico che da sud si muovevano verso Firenze erano il cammino di Siena attraverso la Valdambra e quello di Arezzo dalla Val di Chiana attraverso Civitella. Entrambi i percorsi, in quasi tutte le loro varianti, s'incontravano a Bucine per poi, attraverso varie diramazioni, raggiungere Cavriglia e infine il fiorentino. Insomma saltavano Levane di neanche 3 chilometri. Se si fosse riusciti a far fare alle carovane una deviazione di appena 10 chilometri in più la dogana di Levane avrebbe registrato entrate da record che promettevano ai Bourbon favolosi guadagni.
C'era però una piccola falla nei piani del vescovo e della sua famiglia perché, per convincere i viandanti a cambiare la strada vecchia per la nuova, bisognava dar loro prova non solo della comodità ma anche della sicurezza del rinnovato tracciato. In questo caso Leona, Moncione e il Tasso erano troppo lontani per poter intervenire rapidamente e con efficacia nella zona della Ginestra e per difendere il monastero dagli attacchi esterni. Tant'è che i Bourbon, o qualunque altro feudatario franco ci fosse stato prima di loro, nulla avevano potuto fare nell'849 per evitarne il saccheggio e la distruzione da parte dei saraceni. Serviva insomma un fortilizio più vicino al monastero ma l'unica altura che facesse al caso loro, ossia il Poggio di Cennano oggi dei Cappuccini, si trovava di là dal Dogana e dunque in territorio fiesolano dove solo l'imperatore in persona poteva autorizzare un conte e una diocesi a costruire un insediamento stabile nel territorio di un altro conte e di un'altra diocesi. L'imperatore o chi ne faceva le veci. Tipo il marchese di Toscana.
Per questo è logico ritenere che il Castello di Montevarchi sia stato edificato in un arco di tempo che va dal 1014 al 1027 quando cioè Ranieri Bourbon del Monte di Santa Maria sedeva sul trono più alto di Toscana.

## La fondazione
Il primo documento, ad oggi disponibile, relativo al nuovo castello dei marchesi Bourbon porta la data del 1079 e la dicitura "actum in comitatu florentino intus castello de Monte Guarco" che starebbe per "rogato nel contado fiorentino dentro al castello di Monte Guarco". Questo atto notarile è interessante principalmente per due ragioni. La prima è relativa al nome di Monte Guarco che era stato dato al nuovo castello e la seconda è che venne redatto, come si legge nella pergamena, per conto della contessa Sofia vedova del marchese Arrigo I e madre del marchese Arrigo II che comunque l'anno prima si era risposata con un conte Alberto di Mangona.

### Etimologia del nome Montevarchi
In un diploma di papa Celestino II datato 1144, sempre che non si tratti di errori di dizione o di copiatura, si fa riferimento a un «Montis Guartii» insieme a un «Montis Gunzoni» e «Montis Cereti» che sembrerebbero ben adattarsi all'abitudine longobarda di distinguere alcune proprietà demaniali tramite l'utilizzo di nomi propri personali di origine germanica.
In questo contesto il nome «Montis Guartii», letteralmente «di Guarco», sarebbe riconducibile ad un originario germanico «Montis/Wargho-Warcho» con evoluzione fonetica della lettera W in G, con processo analogo a quanto accaduto con la parola longobarda «werra» evolutasi nell'italiano "guerra". D'altra parte occorre non sottovalutare la presenza dell'elemento longobardo nel contesto della storia montevarchina dato che ancora in un documento risalente all'anno 1170 viene confermata la presenza di figure tutoriali ed usanze longobarde quali il "Mundualdo" ed il "Morgincap" pur quattro secoli dopo la fine del Regno Longobardo in Italia.
In quanto accertata terra di confine tra il fiorentino/fiesolano e l'aretino fin dal VI secolo, in virtù di alcuni ritrovamenti etruschi e romani nell'area e dei numerosi toponimi antichi tutt'intorno, si potrebbe credere che il Dogana segnasse il confine già all'epoca delle lucumonie etrusche prima e/o dei municipia romani di Arezzo-Firenze-Fiesole poi. Ma allo stato attuale degli studi storici, archeologici e documentali questo scenario, soprattutto in riferimento all'origine del nome "Montevarchi", non supera il livello di ipotesi.
Di certo troviamo così menzionata Montevarchi:
- Monte Guarco nel 1079
- Monte Guarchi nel 1098
- Montis Guartii nel 1144
- Montem Guarky nel 1157
- Monte Guarchio nel 1170

Soltanto intorno all'anno 1169 in un documento proveniente dall'Archivio Diplomatico di Vallombrosa incominciò ad essere usata la dizione "MonteVarkensi" in cui è forte il riferimento ai vocaboli latini "vadum" (guado) e al verbo, sempre latino, "varicare".

#### Vadum
Il termine latino "vadum" evolutosi nel sardo "vadu", nello spagnolo "vado", nel portoghese "vau", nel catalano antico "guau", nel provenzale "guà", nel francese "gué" da un antico "gued" contiene, all'interno della parola, una forte componente germanica dell'antico tedesco "wat" e del tedesco meridionale antico "vad" o "vadh", dell'anglosassone "väd", dell'olandese "wadde" termini che indicano tutti l'azione del "passaggio" specialmente in presenza di acqua. Nelle lingue romanze la "w" si trova sempre riprodotta come "gu" e il "vadum" ha insito il verbo "vadere" cioè "andare" che trae la sua origine da una radice "GA" modificatasi in "GVA" o "VA" tanto che in sanscrito le radici "GVAN-" e "GBAN-" indicano proprio l'azione del muoversi e "gadham" sta appunto per guado inteso come un punto dove si può attraversare un corso d'acqua.

#### Varicare
L'italiano "varcare", "valicare" e "divaricare" sono tre evoluzioni differenti di un unico verbo latino che è "varicare" che letteralmente stava per "allargare le gambe" e che poi assunse l'accezione di "camminare". In fondo, per la stessa ragione, la parola "passo" fa capo a "pandere" ossia "aprire, spalancare" e si riallaccia a "varicus" ovvero "che allarga le gambe" che a sua volta si rifà a "varus" che significa "declinante dalla linea retta" e, indirettamente, "piegato molto in fuori" o, se vogliamo, "storto". La radice di "varicare" è da ritrovarsi nel sanscrito KVAR- = KVAL- che, nei suoi composti, sta ad indicare l'azione del "curvare" o dell'"andare attorno". Non a caso il significato esatto del volgare "varcare", escluse accezioni e formulazioni più moderne tipo "varcare la soglia", era "passare al di là" di un territorio.

#### Monte Guarco
Considerando dunque tutte le implicazioni linguistiche del toponimo "Guarco" è abbastanza intuitivo giungere alla conclusione che il castello di Montevarchi era tutto questo: curvare o fare una deviazione dalla strada vecchia per fermarsi alla Ginestra, passare un corso d'acqua che in questo caso era l'Ambra per arrivare all'ospedale e il Dogana per raggiungere il castello, passare al di là in quanto venendo in "Montevarchi" si abbandonava la contea-diocesi di Arezzo per quella di Fiesole, ma anche varcare perché dopo i colli della Val di Chiana o della Valdambra si giungeva finalmente in pianura.
Se però quel termine che si stabilizzerà poi in "Montevarchi" abbia una diretta origine latina o sia solo una corruzione, per noti fenomeni linguistici, in "latinorum" di un precedente toponimo longobardo non è, ad oggi, possibile stabilirlo.

### Una questione di geopolitica
Pur non restando ormai più niente dell'antico castello di Monte Guarco varie cronache cittadine, come quella di Jacopo Sigoni, lasciano capire che fosse stato strutturato dai Bourbon non solo per meri scopi difensivi, nel qual caso avrebbero tirato su solo una torre, ma anche e soprattutto per creare tutt'intorno un borgo fortificato che avrebbe potuto ospitare diverse abitazioni, una chiesa parrocchiale e possibilmente anche un mercato.
L'esigenza di poter offrire un riparo sicuro non solo ai marchesi e ai loro dignitari ma anche al popolino che lavorava o gravitava attorno al castello nasceva probabilmente dalla necessità di attrarre abitanti che lavorassero quella che era una terra tutta nuova da colonizzare. Senza contare che il monastero della Ginestra, per fornire vitto e alloggio ai "pensionanti", aveva bisogno di una larga quantità di manodopera per coltivare le terre di sua pertinenza e per produrre derrate alimentari.
Nessuno però, senza garanzie certe di sicurezza, si sarebbe trasferito a Monte Guarco considerando la sua situazione geo-politica estremamente traballante. Il territorio del castello infatti confinava a nord-ovest con i possedimenti dei Conti Guidi che erano allora in parabola tutta ascendente mentre più a Nord dominavano i Firidolfi, poi Ricasoli, che, come consorteria feudale, era piuttosto agguerrita. Bastava dunque che il vescovo di Fiesole facesse un cenno o si mettesse d'accordo con uno o entrambi i potentati, oppure che chiedesse un intervento dall'alto, che Monte Guarco e dintorni sarebbero stati messi a ferro e fuoco.
Non bisogna dimenticare che tra il 1024 e il 1038 era vescovo a Fiesole Jacopo il Bavaro, un politico intelligente e un vescovo decisionista, che era strettamente legato all'imperatore Enrico II e teneva buoni rapporti con i Guidi. Monte Guarco, comunque fosse, era e rimaneva nel suo territorio ma gravitava politicamente nell'orbita di Arezzo dove i Bourbon possedevano anche un palazzo fortificato ed erano una delle famiglie nobiliari più influenti. Quanto bastava per scatenare una guerra globale visto e considerato che tirava aria pesante un po' ovunque per l'imperversare della lotta per le investiture.
Difficile dire se nel breve periodo l'idea di Elemperto di spostare il traffico dei viandanti verso la Ginestra ebbe successo. Certo è interessante notare che proprio nei primi decenni dell'esistenza del castello tutto il mondo sembrò all'improvviso occuparsi del monastero montevarchino: il vescovo Adalberto nel 1013 e nel 1015, Enrico II di Sassonia nel 1021, il vescovo Tedaldo degli Azzi nel 1028, Enrico III nel 1047, papa Stefano IX nel 1057, papa Alessandro II nel 1064 ed Enrico IV nel 1081. Qualcosa, e qualcosa di grosso, si stava evidentemente muovendo.

### Montevarchi comeCurtis
Ma stabilire esattamente se il vescovo Elemperto avesse elevato il Monastero di Sant' Angelo al rango di enorme "autogrill" per impiegare meglio i surplus produttivi della struttura, oppure per incassare ricchi pedaggi al ponte di Leona, o ancora più semplicemente perché i Bourbon volevano mettere le mani sui territori fiesolani al di là del Dogana, alias il Rismazio o Rimario come si chiamava all'epoca, e colonizzarli come avevano fatto con il levanese è, in fondo, del tutto secondario.
Quello che è certo è che, dalla sua fondazione, il castello su Cennano e la sua comunità si presentavano, strutturalmente, come una tipica "curtis" altomedievale. Tutti i latifondi longobardi, d'altra parte, con l'arrivo dei Franchi e in particolare dopo il Mille si organizzarono in curtes che poi erano lo sviluppo o la fase successiva delle villae romane.
Le curtes avevano una parte abitata dotata di mura e strutture difensive dove vivevano il feudatario, i suoi uomini e servi, e dove si sviluppava il piccolo borgo dei coloni. Fuori dalle mura si estendeva l'area coltivata a cereali, oliveti, vigneti e prati mentre al di là di questa si aprivano i pascoli e le foreste comuni usati per la raccolta di legname e per il pascolo dei maiali o eventualmente anche di altri animali. Tutto il resto era macchia o foresta usata per la caccia. Cennano, nella sua struttura geomorfologica, ha subito troppe variazioni nel corso dell'ultimo millennio quindi è impossibile, senza l'aiuto di studi specifici che non sono mai stati realizzati, indicare con precisione dove e come il castello murato, le terre coltivate, e la parte comune si estendessero ma se lo si guarda attentamente, soprattutto dal satellite, ci si può comunque rendere conto di come avrebbe potuto ipoteticamente essersi sviluppata la curtis montevarchina.
L'economia e l'organizzazione di ogni curtis si basava sul principio della conduzione mista delle terre ovvero una parte dipendeva o apparteneva, sia per il lavorato che per i prodotti, direttamente al signore feudale ed era chiamata dominicum o pars dominica dall'appellativo di dominus che veniva riservato al padrone. L'altra parte, detta massaricium o pars massaricia, era invece suddivisa in tanti lotti e ognuno di questi era affidato a coloni.
Per coltivare la propria parte di terra il feudatario, i Bourbon nel caso di Montevarchi, si affidava al lavoro dei suoi servi ma non "servi della gleba" o, meglio, adscripti glebae o adscripti che, nonostante siano divenuti popolari grazie alla storiografia ottocentesca poi smontata nei suoi differenti lavori da Marc Bloch, erano rari se non rarissimi. I servi "domestici" erano coloro che offrivano al loro signore prestazioni lavorative dirette in cambio di vitto e alloggio oppure coloro che non erano disposti ad accettare i rischi della produzione in proprio.
I coloni, quelli del massaricium, pagavano un affitto al signore parte in quote dei raccolti e parte in denaro oltre a fornire gratuitamente una serie di giornate di lavoro sulle terre padronali ovvero le corvées che corrispondevano alla corvaria o corvata latina che era letteralmente una "richiesta forzosa". Tuttavia le corvées non erano una tassa, o un abuso signoriale, o uguali per tutti. Erano solo uno dei tanti modi in cui i coloni pagavano il loro affitto al padrone e quindi, nella qualità e nella quantità, variavano da colono a colono. Come per altro impose Carlo Magno a tutti i signori del suo impero con il Capitulare de villis.
Grazie a questo tipo di organizzazione il dominus poteva portare avanti l'attività agricola del suo feudo con una forza lavoro minima perché integrata da quella dei coloni. Ma che la curtis fosse un'economia chiusa dove le transazioni commerciali avvenivano per mero baratto con scambi in natura è un concetto ormai, storiograficamente, del tutto superato. Certo il "Capitulare" carolingio puntava all'autosufficienza curtense ma era questo un obiettivo economico quasi impossibile da raggiungere. Quantomeno a Montevarchi. Intanto perché il castello s'inseriva in un contesto complesso e articolato di scambi e di contatti con i castelli vicini appartenenti ai Bourbon o ad altre consorterie feudali. Inoltre i Bourbon come anche i Guidi, i Firidolfi, gli Ubertini, portavano avanti politiche, specialmente militari o diplomatiche, di più ampio respiro e quindi più che di pani e prosciutti avevano bisogno di denaro liquido. A Montevarchi dunque, come un po' dappertutto, il signore feudale chiedeva sì canoni in lavoro e in natura che servivano all'autosostentamento della curtis ma è certo che preferisse in particolar modo pagamenti in denaro o comunque in beni che poi era possibile commerciare e rivendere sul mercato locale o altrove per incassare contanti con, tra l'altro, un ulteriore margine di guadagno. Le due monete di bronzo rinvenute nel passato sul Poggio di Cennano, oggi sparite, e la tradizione "mercatalesca" montevarchina sembrerebbero confermare questa tendenza.
Sul piccolo mercato locale settimanale, forma di scambio comune a tutta l'Europa dell'XI secolo, non vendeva solo il signore, o chi per lui, ma anche le famiglie contadine che riservavano alla vendita parte del loro surplus produttivo o addirittura il frutto di terre strappate all'incolto padronale e coltivate di nascosto. L'afflusso di pellegrini verso la Ginestra non faceva dunque che aumentare le possibilità commerciali dei Bourbon e dei primi montevarchini giuridicamente liberi.

## L'arrivo dei Conti Guidi

### La successione dinastica

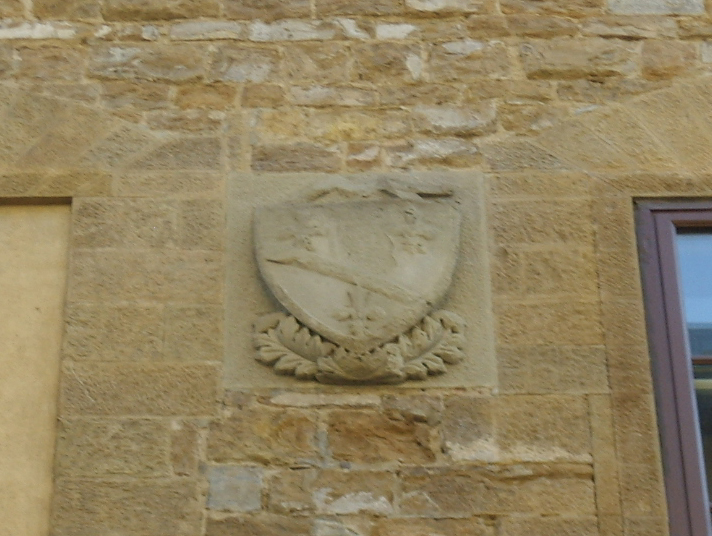
Lo stemma dei Bourbon del Monte sulla facciata di Palazzo Peruzzi a Firenze

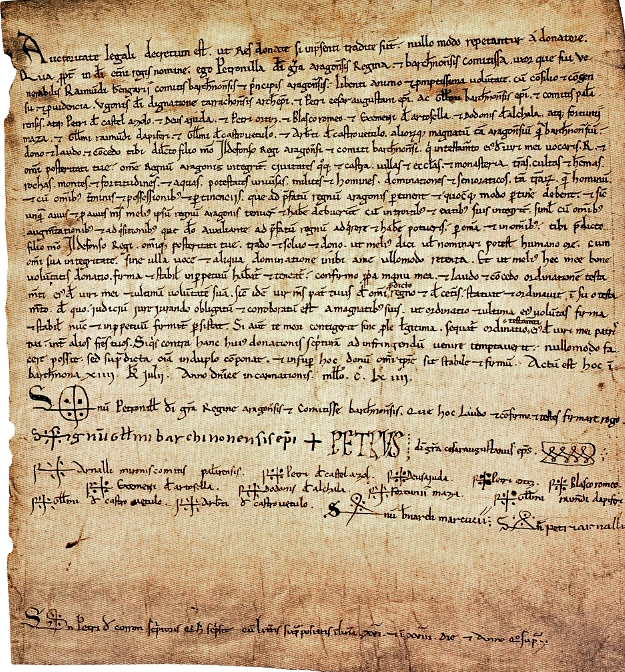
Un testamento del 1164. Questo è di Petronila regina di Aragona e contessa di Barcellona

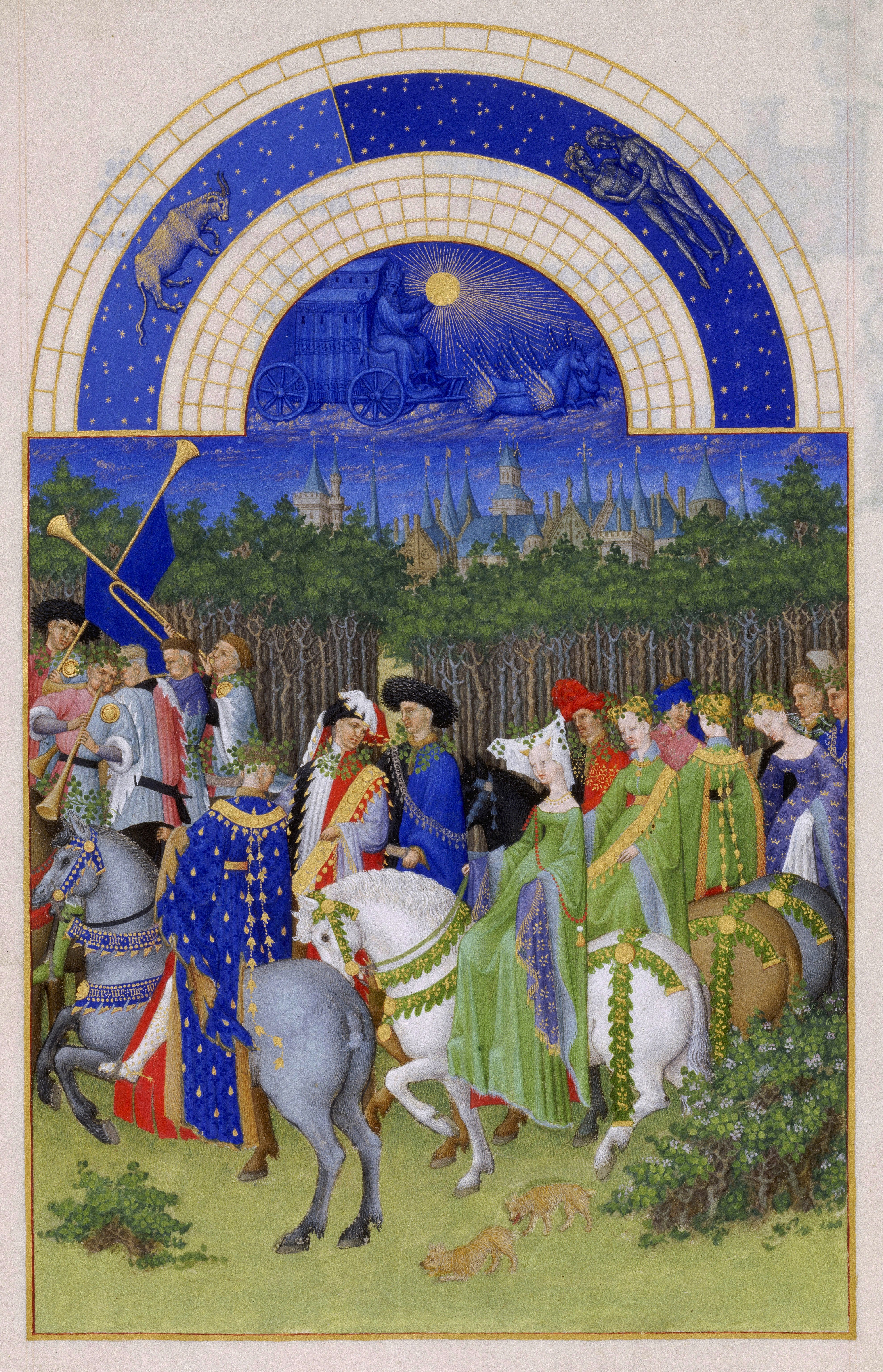
Nobili e cortigiani, illustrazione de "Les Très Riches Heures du duc de Berry", Mars the Musée Condé, Chantilly

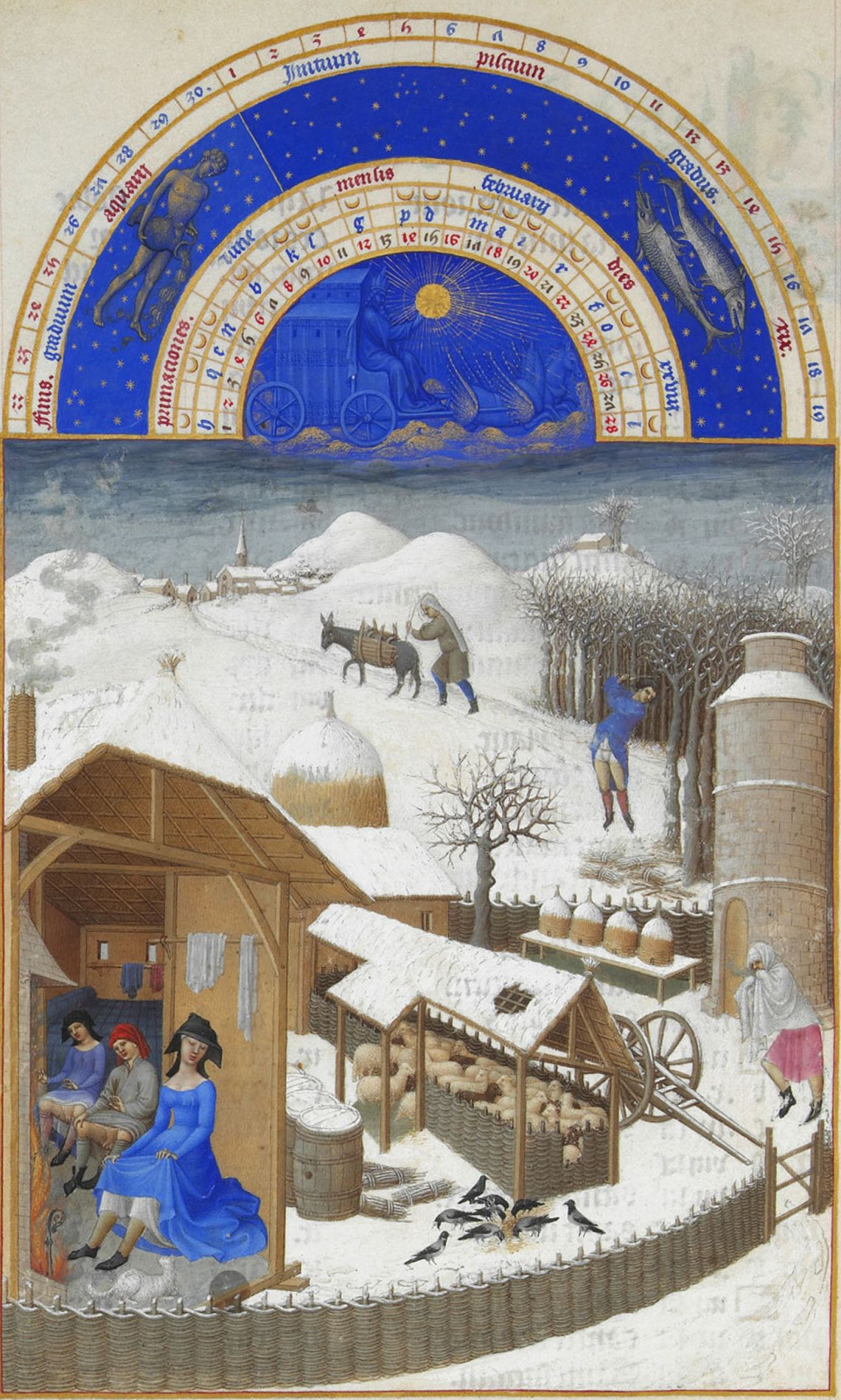
Tempi morti di febbraio, illustrazione de "Les Très Riches Heures du duc de Berry", Mars the Musée Condé, Chantilly

Nel 1098 il marchese Arrigo II nel suo castello di Pierle, nel territorio dell'odierna Cortona, fece testamento a favore di sua nonna la contessa Sofia e di sua madre la contessa Adelagita. Il marchese, scapolo e ancora giovane, lasciava alle due donne, tra le altre cose, anche la sua parte dei castelli valdarnesi di Leona, del Tasso, di Moncione e di Montevarchi. Dopo questa data, e questo atto notarile, il nome dei Bourbon scompare dai documenti relativi al Valdarno sostituito da quello dei conti Guidi.
Per capire come Montevarchi e gli altri castelli passassero dai Bourbon del Monte ai Conti Guidi bisogna dunque rifarsi al famoso primo documento relativo a Monte Guarco e più precisamente all'indicazione del secondo matrimonio della contessa Sofia con il conte Alberto di Mangona. Da questo, nonostante la fragilità dei riscontri documentari, si può con una certa sicurezza tentare una ricostruzione.
Quel conte Alberto citato nel rogito del 1076 era figlio di un altro conte Alberto e della contessa Lavinia e fratello di Gottifredo vescovo di Firenze. Suo padre, il conte Alberto marito di Lavinia, morì intorno al 1090 e fu allora che quell'Alberto ereditò la titolarità sui castelli di Vernio e di Mangona in Val di Sieve, oggi nel comune di Barberino di Mugello. Alberto e Sofia, per evidenti cause di forza maggiore, dovettero dunque trasferirsi da Montevarchi, dove risiedevano, nei feudi di famiglia e qui ebbero tre figli: Alberto, Bernardo detto Nontigiova e Gottifredo. Tuttavia Alberto, da un precedente matrimonio, aveva avuto una figlia di nome Ermellina che poi era andata sposa al conte Guido V dei conti Guidi. Che l'Alberto di Mangona secondo marito di Sofia fosse lo stesso Alberto di Mangona padre di Ermellina lo fa pensare il fatto che in una donazione dei coniugi Guido ed Ermellina al monastero di Vallombrosa datata 1068 s'indica il padre di Ermellina come "marchese Alberto". Un titolo che poteva aver acquisito, o per sbaglio gli era stato attribuito, solo sposando una marchesa quale era Sofia.
Ermellina e Guido ebbero tre figli: Teudegrimo, Guido o Guido Guerra I e Ruggieri morto però in tenera età. Di Ermellina si sa poi che morì prima del 1093 perché nel novembre 1094 e ancora il 21 gennaio 1096 il conte Guido donava dei beni alla Badia di San Fedele di Strumi in suffragio per l'anima della moglie.
Siccome nel 1098 il marchese Arrigo II lasciava tutto alla madre e alla nonna e siccome la famiglia di Sofia era di legge salica, cioè seguiva nei criteri di ereditarietà la legge franca, alla morte delle due donne tutti i loro beni sarebbero dovuti passare al primo o ai primi maschi in linea di successione. Ma Arrigo II non aveva avuto né moglie né figli quindi non aveva alcuna discendenza maschile diretta. E Alberto, secondo marito di Sofia, era morto nel 1092 allorché la contessa Lavinia, madre di Alberto, e Sofia offrirono molti beni al capitolo della cattedrale fiorentina in suffragio dell'anima del conte e di Gottifredo evidentemente scomparso anche lui.
La legge e le consuetudini saliche non permettevano che una donna ereditasse il titolo e i possedimenti "storici" della famiglia, come nel caso di molti monarchi, ma non escludevano affatto l'ereditarietà femminile. Per esempio alla morte di Alberto di Mangona, Sofia non avrebbe potuto ereditare il titolo di conte e i feudi "ancestrali" degli Alberti che in questo caso infatti passarono direttamente ad Alberto e al Nontigiova. Ma se Alberto le avesse lasciato, per testamento, sue proprietà personali o comunque non rientranti nel patrimonio identificabile come "di famiglia", nessuno avrebbe potuto contestare a Sofia la legittimità del lascito.
Quello che fa pensare che Monte Guarco e gli altri castelli valdarnesi non rientrassero nel "portafoglio" storico dei Bourbon, meno che mai in quello degli Alberti, è il fatto che Arrigo II li possedesse solo in parte e non per intero ma che quella parte che non era sua non apparteneva comunque ai marchesi tanto che si è più volte ipotizzato che fossero proprio Sofia e Adelagita a possederne il resto. Infatti Arrigo II nel 1098 lasciò alle due donne anche la sua parte del castello dei Bourbon posto in Arezzo ma, in via di esecuzione del testamento, quel castello rimase alla famiglia tanto che venne confermato ai Bourbon nel 1162 da un diploma imperiale. Monte Guarco, Moncione, Leona e Tasso invece seguirono una via differente.
Non essendo "ancestralmente appartenuti alla famiglia", come il Monte Santa Maria, ma essendo stati acquisiti o costruiti dai Bourbon solo successivamente e non avendo collegato nessun titolo, tipo "Marchese di Leona" o "Conte di Moncione", i castelli valdarnesi erano esclusi dal diritto di primogenitura e pertanto, in via di assegnazione, si doveva scendere in linea di successione diretta senza badare al sesso. Nel caso di Sofia e Adelagita si arrivava dunque ad Ermellina, figlia acquisita ma maggiore anche dei suoi due fratellastri, i cui diritti patrimoniali però, essendo ormai defunta, erano passati ai figli. Anzi all'unico figlio di Ermellina ancora in vita: Guido Guerra I.

### Il passaggio di poteri
In qualunque modo sia avvenuto, il cambio di regime dai marchesi Bourbon del Monte ai Conti Guidi non fu per Montevarchi un mero avvicendamento di famiglie nobiliari al potere né, nell'analisi di questo frangente, vale il «se tutto deve rimanere com'è, è necessario che tutto cambi» di gattopardiana memoria per altro validissimo per epoche storiche successive.
L'arrivo dei Guidi a Montevarchi segnò un vero e proprio cambio di rotta per il castello e la sua comunità. Non tanto, o non solo, perché con i nuovi signori arrivavano nuovi comandanti, nuovi soldati, nuovi funzionari, nuovi castellani con conseguente congedo, e logico disappunto, di quelli vecchi. I Guidi, legati alle idee e ai principi ottoniani, portavano con sé tutta una serie di novità politiche, giuridiche, amministrative proprie di quello che viene chiamato "rinascimento medievale" e che si perfezionerà poi nelle costituzioni comunali.
Le novità tecniche e tecnologiche in campo agricolo, come l'aratro a versoio o la rotazione triennale delle colture o ancora il mulino ad acqua, facevano aumentare considerevolmente la produttività e la redditività delle terre ma richiedevano una manodopera impiegata più efficientemente e soprattutto più specializzata. L'investimento di tempo nell'apprendere ad impiegare nuove tecniche e nuovi strumenti unito a una maggiore concentrazione di soggetti specifici addetti a mansioni specifiche, mandò ovviamente in crisi il sistema feudale classico che si basava sull'impiego a necessità di tutta la manodopera disponibile. In altre parole le corvées.
Il castello o la corte del castello aveva specifiche ma non troppe esigenze: la produzione di cibo, i servizi interni quali quelli dei maniscalchi o degli stallieri, la cura e il taglio dei boschi per ragioni energetiche (cucine, riscaldamento, fonderie), il mantenimento di mulattiere, strade, fossati. Tutte mansioni alle quali attendevano i castellani, domestici o coloni, in cambio di vitto, alloggio gli uni e protezione gli altri.
Ovviamente la maggior parte delle risorse umane di una unità feudale era concentrata sulla produzione agricola ma poiché il lavoro nei campi era piuttosto primitivo, molto empirico, e limitato nelle esigenze e nelle quantità produttive, i villici nei loro numerosi tempi morti venivano impiegati altrove o per fare altro in base alle necessità che si presentavano di volta in volta: una frana e c'era da rifare la strada, un buco in un tetto e c'era da ripararlo, un albero caduto su una via e c'era da segarlo.
Ma con il mugnaio occupato tutto il giorno al mulino che d'altra parte solo lui sapeva far funzionare, con il carpentiere o il fabbro impegnati ad imparare come modellare i nuovi meccanismi meccanici o come fondere un aratro di tipo nuovo, con la necessità di costruire strade con criteri sempre più ingegneristici piuttosto che di tradizione, la figura del servo tuttofare tramontò per sempre aprendo nuovi scenari economici, sociali, culturali e quindi politici.
Scrive in proposito Gianfranco Maglio ne "L'idea costituzionale nel Medioevo":
Ovviamente questo tipo di mutamenti a Montevarchi, come nel resto d'Europa, avvennero gradualmente e con il passare dei decenni e non certo tutto d'un tratto per decreto di un qualche conte o per testamento di qualche nobile. Nonostante questo è comunque vero che i Guidi introdussero nei loro domini tutta una serie di novità, anche piuttosto illuminate, che presero poi forma in quello che è considerato uno degli strumenti giuridici medievali più interessanti tra quelli pervenuti fino ad oggi: lo Statuto della Val d'Ambra.

### Problemi di lingua e di legge
Il subentrare dei Guidi ai Bourbon si portava dietro anche tutta un'altra serie di cambiamenti di natura culturale. Di profondi cambiamenti. Intanto i Guidi e i loro ufficiali, funzionari, soldati e uomini di fatica parlavano una lingua differente rispetto a quella dei Bourbon o meglio un miscuglio peculiare di latino volgarizzato e parole pescate qua e là dalle lingue germaniche che era della stessa matrice del linguaggio usato dai Bourbon ma un miscuglio differente. I due modi di esprimersi suonavano familiari gli uni agli altri ma di fatto sostanzialmente incompatibili. Per questo chi viveva passando da una comunità all'altra, come i cantastorie, usava una lingua-non lingua di facile comprensione per tutti qualsiasi idioma locale utilizzassero: il grammelot. E non è un mistero il fatto che, pur nel XXI secolo, è ancora possibile cogliere differenze, curiose ma in qualche modo distintive, nell'italiano parlato nelle varie comunità valdarnesi.
Gli studi di grammatica e linguistica comparata tra le diverse lingue "barbariche" e come queste si siano fuse con il latino dando vita ai vari volgari italici alto-medievali mostrano chiaramente che l'Europa in generale si presentava come una babele di idiomi che, pur avendo origini comuni, differivano nella fonetica, nella sintassi, nell'uso dei costrutti tanto da essere o risultare incomprensibili tra loro.
Fino a tutto il '600 chi aveva un'educazione sapeva e usava il latino tanto nella lingua scritta quanto in quella parlata e in latino comunicava con i forestieri. Non deve quindi stupire se i primi documenti relativi a Montevarchi sono in lingua latina anzi, spesso, latineggiante. Latineggiante perché, come per tutte le lingue, c'era chi il latino lo sapeva meglio o perfettamente (i vescovi, i chierici) e chi lo sapeva peggio (per esempio i notai di provincia). In fondo c'erano problemi di "latinitate" persino all'interno della curia papale tant' è che ancora nel Quattrocento si questionava sull'uso corretto del latino scritto.
Non per pura coincidenza si occupò del volgare toscano e, minimizzando, delle influenze longobarde proprio il montevarchino più celebre di tutti i tempi ovvero Benedetto Varchi che, come fatto notare più volte, stranamente si contraddiceva quasi volesse dimostrare qualcosa al di là delle sue mere tesi linguistiche:
Certo la faccenda è alquanto complessa e molto dibattuta ancora oggi tuttavia il Varchi, nel corso della sua carriera di storico e di intellettuale, della montevarchinità ne fece la sua croce e delizia: prima negandola, poi timidamente ammettendola, piano piano accettandola e infine difendendola a spada tratta.
Il problema della lingua era comunque diretta conseguenza del cambiamento giuridico che i Guidi si portavano dietro ossia la legge Ripuaria, un misto di consuetudini giudiziarie germaniche e longobarde, che andava a sostituire e/o a sovrapporsi alla legge salica o semi-salica, cioè franca nella ratio, seguita principalmente dai Bourbon. Un altro mondo in quanto i due principi giuridici differivano in gran parte nel diritto civile e quasi del tutto in quello penale. Pesi, misure, figure istituzionali, regole di successione, pene, diritti e doveri, formulazione dei contratti, amministrazione della giustizia ordinaria: tutto diverso. Sebbene in generale, e particolarmente per Montevarchi, non sia ancora chiaro, per la frammentarietà dei documenti disponibili, quanto e come diverso. È sicuro però che a Monte Guarco, o come lo si volesse chiamare, con l'arrivo dei Conti Guidi accadde l'imprevedibile.

### La piccola Empoli

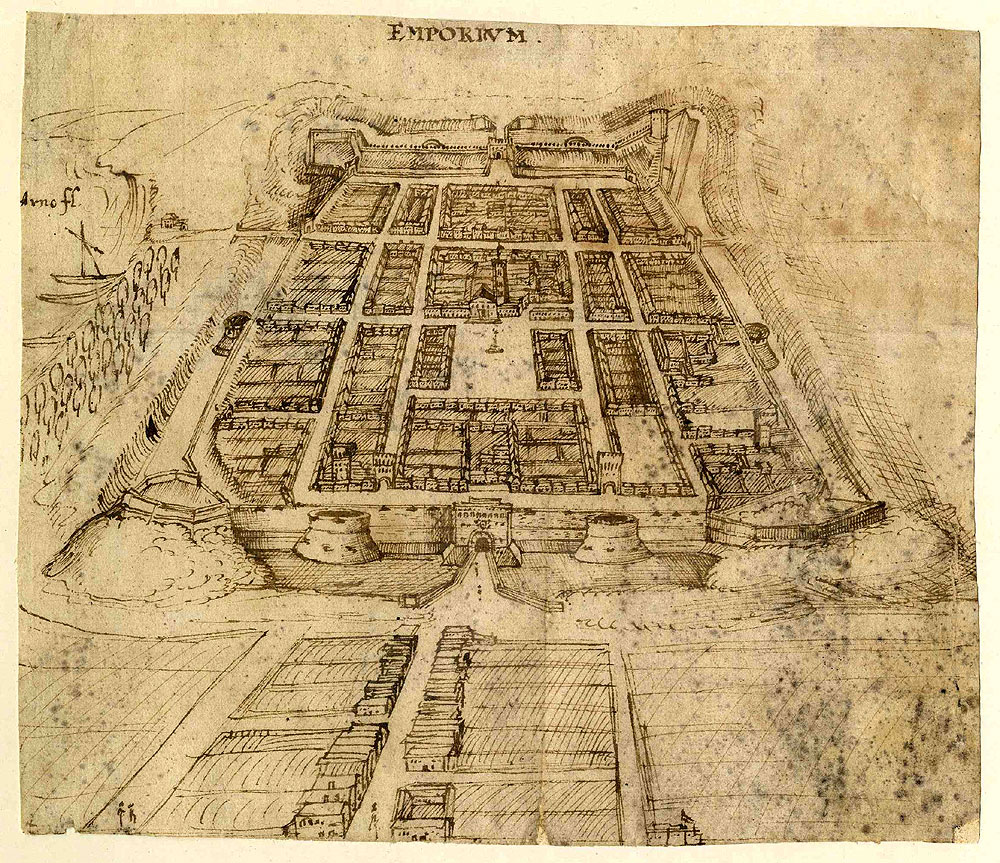
Come appariva Empoli nel XVI secolo

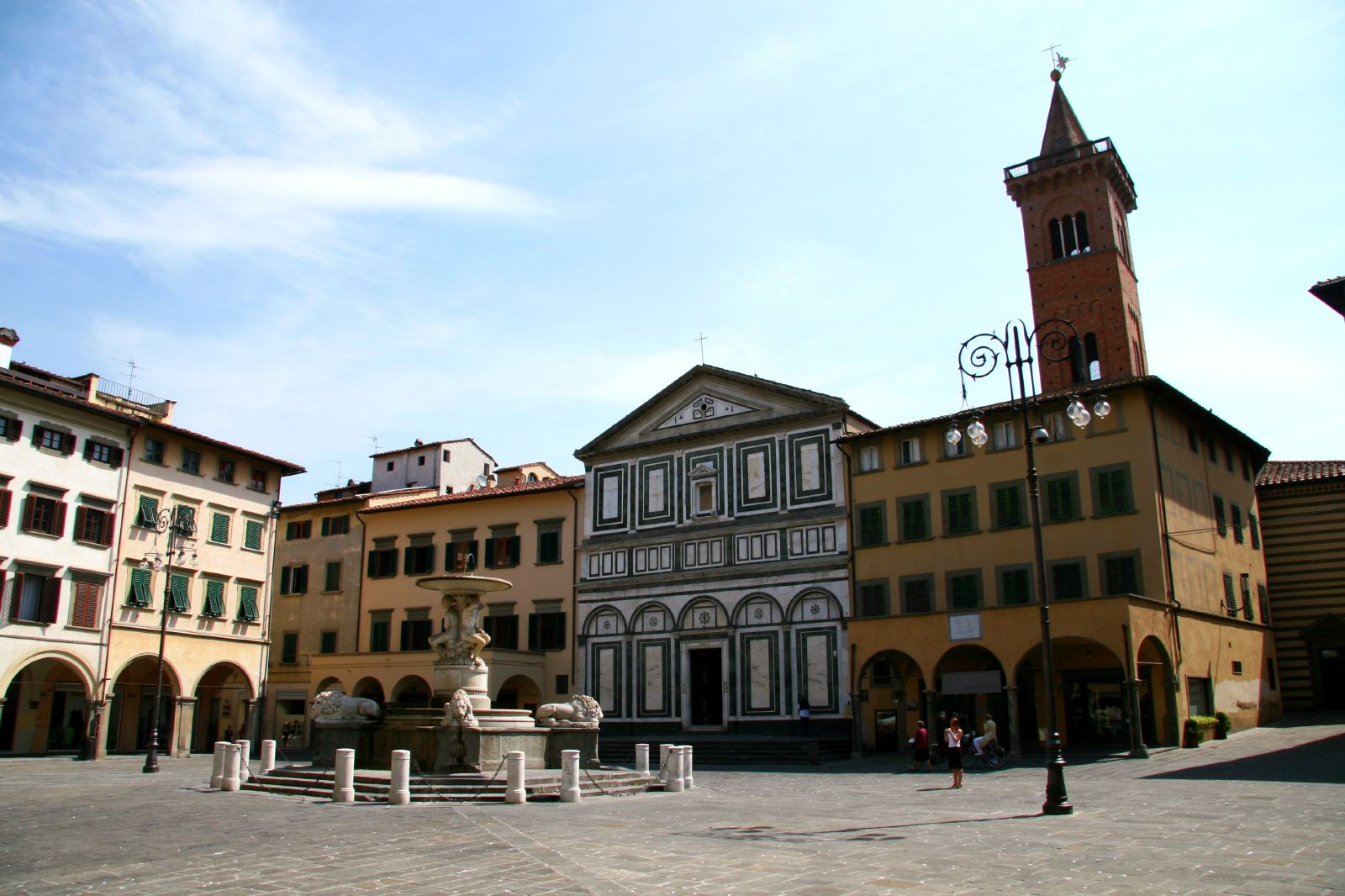
La piazza centrale di Empoli con la collegiata di Sant' Andrea al centro

Un altro castello dei conti Guidi cioè Empoli, volgarizzazione dal latino "Impolum" "Empulum" "Emporium", presenta strabilianti analogie con quello di Montevarchi. Intanto la posizione geografica e la sua naturale vocazione mercantile:
Poi la presenza di una "Empoli Vecchia" precedente ai Guidi:
Infine l'abbandono delle antiche strutture abitative, religiose, commerciali per una più comoda e moderna "location" a forte vocazione urbana:
Il ritornare dei nomi, delle situazioni, le evidenti e molteplici similarità con la realtà montevarchina fecero pensare già a Emanuele Repetti e fanno pensare ancora oggi due cose: o i Conti Guidi nell'organizzare Montevarchi si rifecero a quanto ottenuto a Empoli o i Conti Guidi nell'organizzare Empoli si rifecero a quanto ottenuto a Montevarchi. Questo perché, a parte le incredibili coincidenze cronologiche, le due realtà cittadine, mutatis mutandis, per le similarità geografiche, sociali ed economiche seguiranno un percorso di sviluppo unico ma molto simile almeno fino a tutto l'Ancien Régime e la loro storia, direttamente o specularmente, s'intreccerà più volte tanto che non è del tutto fuori luogo definire Montevarchi come la piccola Empoli, e a tratti l'anti-Empoli, del Valdarno Superiore.

## All'ombra di due campanili

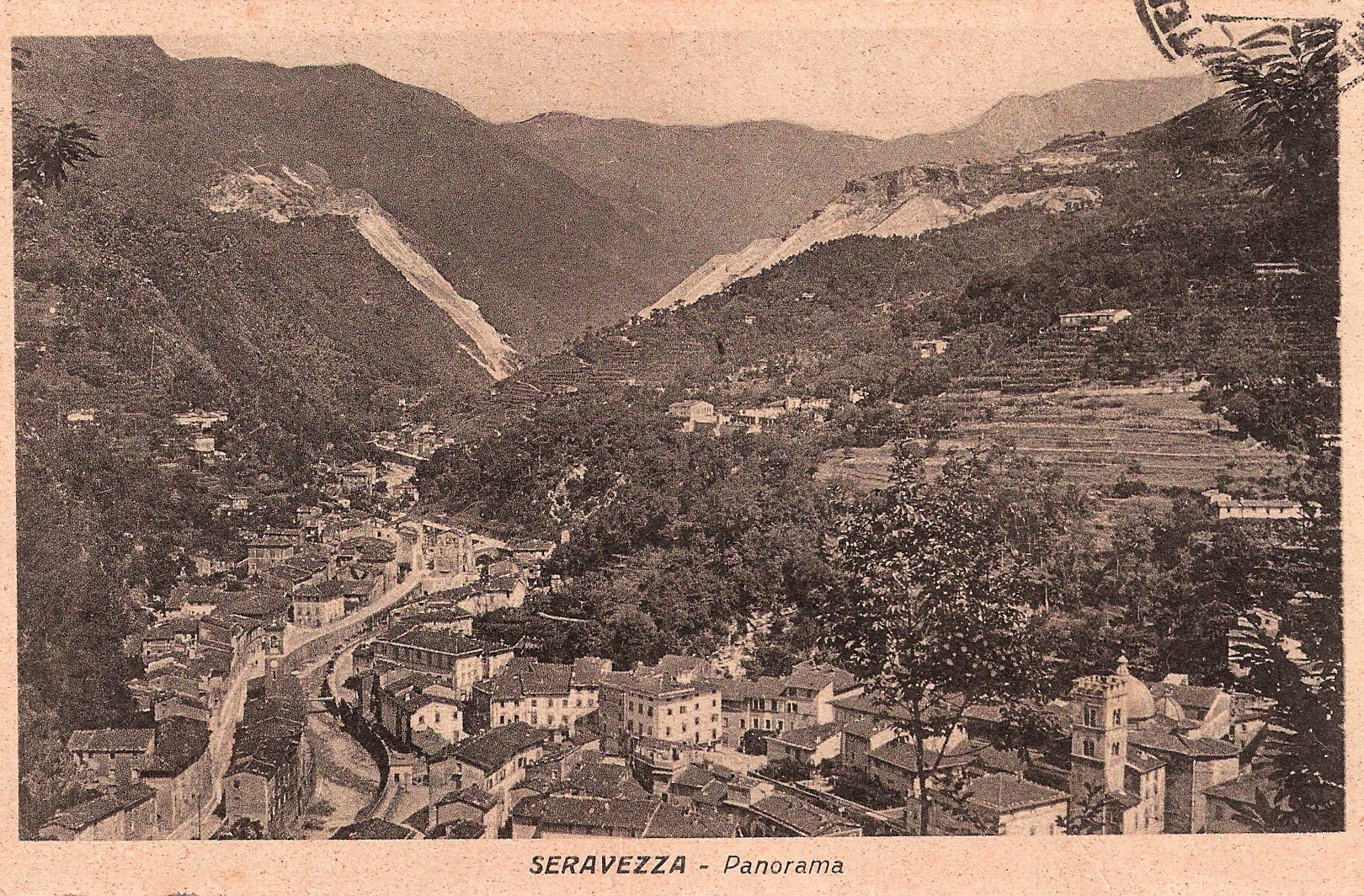
Serravezza negli anni cinquanta

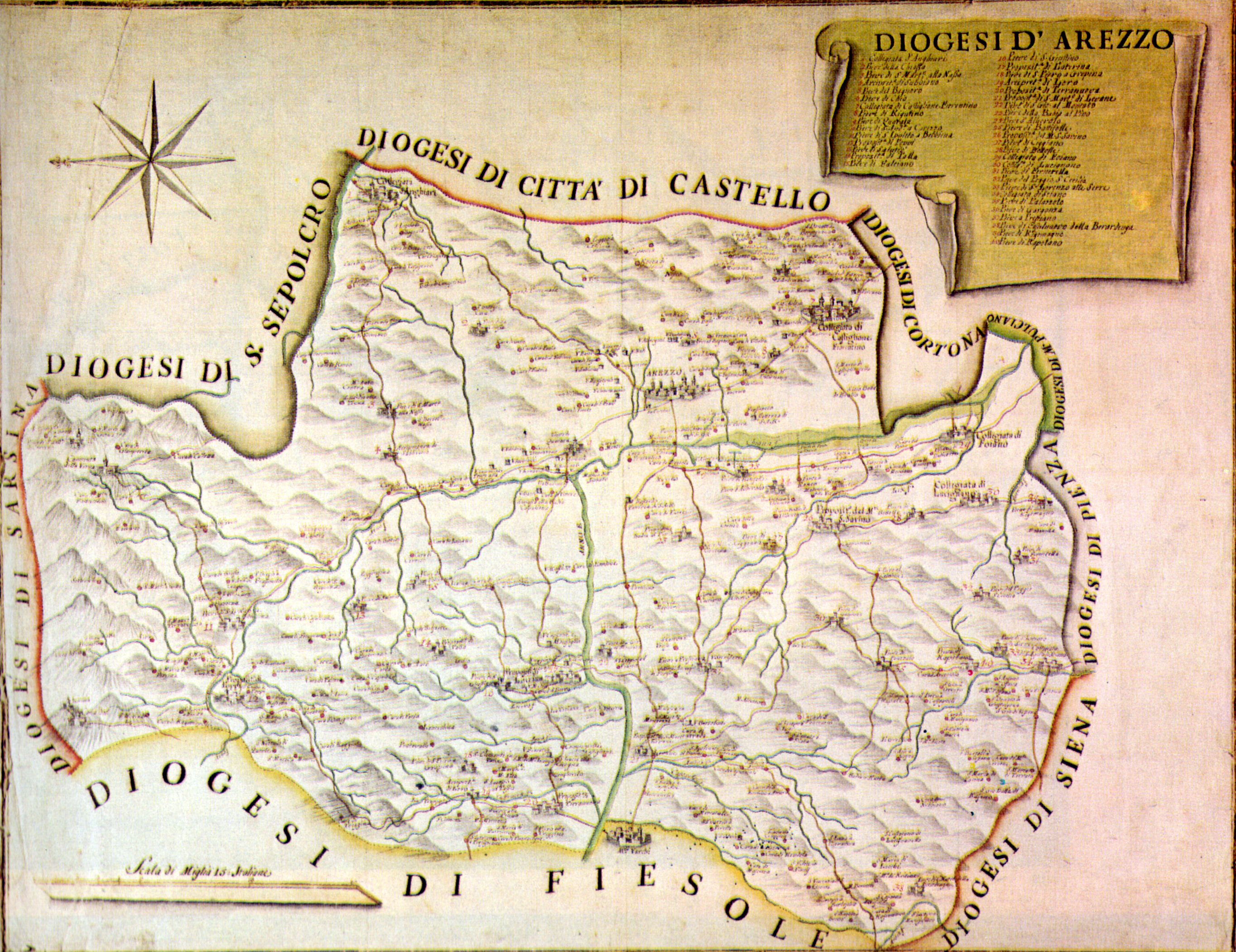
La Diocesi di Arezzo nel Settecento con Montevarchi appena sotto il suo confine meridionale

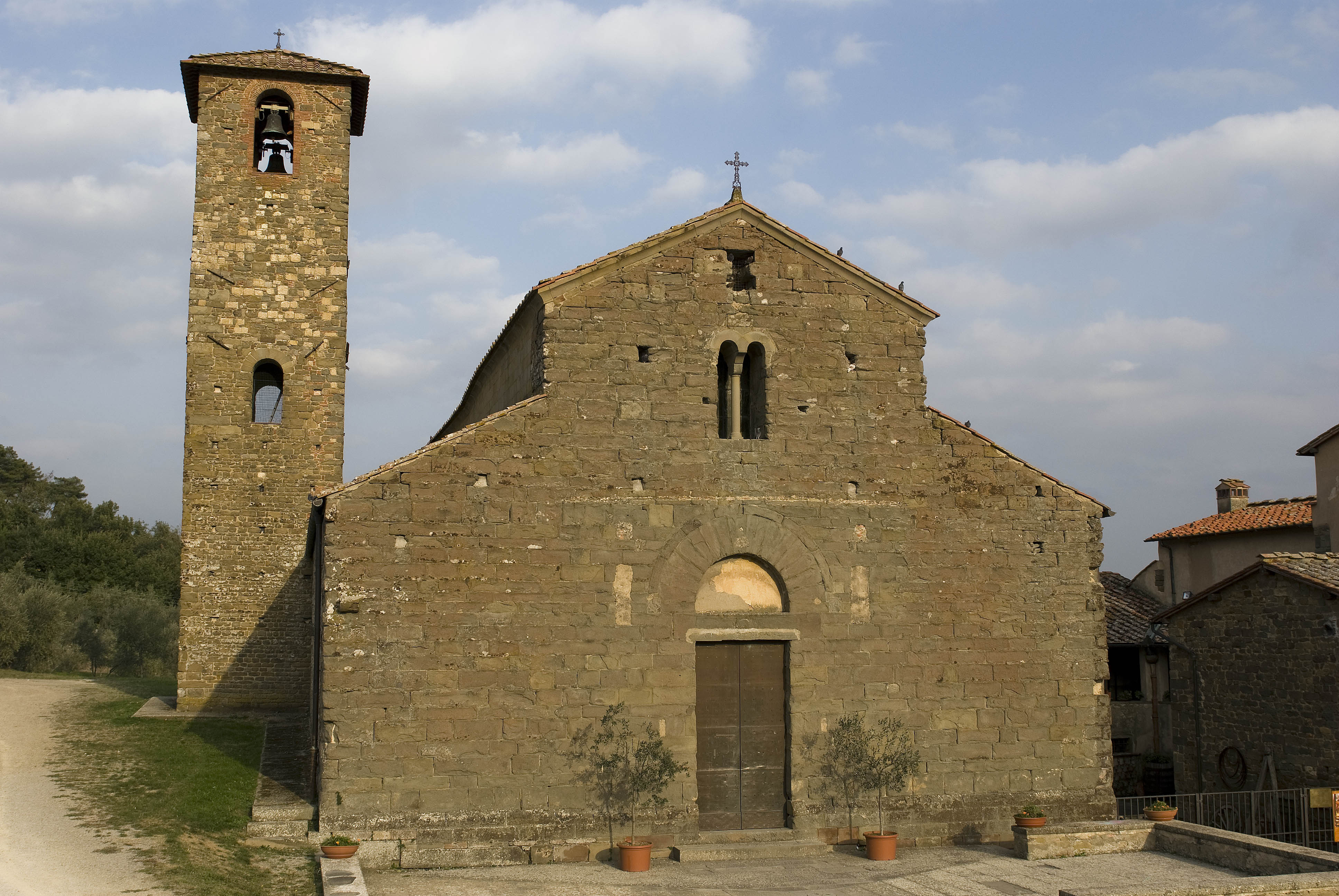
La Pieve di San Romolo a Gaville feudo storico degli Ubertini valdarnesi

Non rimanendo, o non essendo ancora stata rinvenuta, nessuna prova documentaria, o di altro tipo, che possa fare chiarezza su che cosa veramente successe nel castello di Montevarchi quando arrivarono i Guidi, rimangono senza risposta alcuni degli interrogativi fondamentali di questa come dell'intera storia montevarchina: come e perché nacque e si sviluppò il mercatale o mercato nel fondovalle, come e perché cominciarono a sorgere piccoli gruppi di case o borghi ai piedi del castello, come e perché il castello venne abbandonato e tutti, servi e padroni, si trasferirono dabbasso nella Montevarchi che tutti conosciamo. Ma soprattutto: da dove saltò fuori la parrocchia di Sant' Andrea a Cennano.
Infatti il principale motore dell'esistenza e dell'essenza della Montevarchi ancien régime, cioè praticamente dai tempi dei Guidi fino al XIX secolo inoltrato, non era tanto il mercato che comunque nella prima metà dell'Ottocento risultava essere diventato uno dei tre maggiori del Granducato di Toscana insieme ad Empoli e Seravezza; non era neanche il numero dei monasteri e dei conventi che nel XVI secolo era salito a quattro e non erano neppure gli innumerevoli spedali di carità che, sull'esempio di quello della Ginestra, erano spuntati come funghi e nel XV secolo erano sparsi tra Levanella, Montevarchi-città, il distretto del Giglio e Ricasoli. Quello che giocò un ruolo di primo piano nella formazione dell'identità montevarchina e nel susseguirsi delle vicende politiche, economiche, sociali e culturali della comunità di Montevarchi fu senz' altro il dualismo San Lorenzo-Cennano che, francamente, era ed è davvero bizzarro. Perché in questo caso non ci troviamo in presenza delle classica "poltrona per due" ovvero due grandi chiese per una piccola comunità con ovvie frizioni e rivalità perché le due chiese non erano grandi e comunque la comunità le ha sempre potute splendidamente mantenere entrambe sia per quanto riguardava lasciti, donazioni, rendite e proprietà fondiarie che per ristrutturazioni, abbellimenti, opere d'arte. Il fatto è che San Lorenzo apparteneva, come d'altra parte ci si dovrebbe aspettare, alla Diocesi di Fiesole mentre Sant' Andrea Apostolo a Cennano era inspiegabilmente sotto la Diocesi di Arezzo.
In prima battuta verrebbe da dire che Cennano era in diocesi di Arezzo in quanto prima chiesa del Monte Guarco dei Bourbon che era appunto nato sotto l'egida del vescovato aretino e dunque che San Lorenzo venne fondata solo successivamente con l'arrivo dei Conti Guidi perché i Guidi con la diocesi di Arezzo erano da sempre in conflitto e quindi non ne volevano, anche se in parte, essere parrocchiani oppure volevano che loro e i loro uomini fossero liberi di scegliere a quale diocesi appartenere e quindi quale appoggiare.
In effetti i Guidi nel prendere possesso dei castelli valdarnesi dei Bourbon si erano tenuti per sé solo quelli che territorialmente rientravano sotto Fiesole ovvero Montevarchi e Moncione mentre avevano lasciato agli Ubertini, loro vassalli valdarnesi, tutti quelli in diocesi di Arezzo ossia Leona e Tasso senza apparentemente nessun riguardo alle interessanti prospettive economiche dirette che offriva, ad esempio, la dogana di Levane. Certo in questo modo la difesa militare della vallata, dalla sua imboccatura nord presso l'odierna Figline Valdarno e dall'ingresso a sud rappresentato dalla stretta di Levane più tutte le strutture militari collinari di qua e di là dall'Arno, era interamente a carico degli Ubertini che, perché rimanessero affidabili, dovevano per forza trovarci una convenienza e riscuotere i pedaggi a Levane era dunque un modo per compensarli del loro "servizio d'ordine". Una strategia che mostra tutta la fiducia che i Guidi riponevano nello sviluppo di Montevarchi che, così ben difesa dall'esterno, poteva dedicarsi serenamente alla colonizzazione della valle o all'implementazione dei commerci senza ansie di mura o di torri di guardia che invece limitavano l'espansione di altre realtà proto-urbane. Non bisogna però dimenticare che i Guidi e i vescovi aretini erano in forte attrito tanto che nel 1099 i conti Ugo e Alberto di Romena cedettero a Fiesole i monasteri di Santa Maria a Pietrafitta o agli Alti Monti, sotto Consuma, e di Santa Maria a Poppiena, presso Pratovecchio, con la clausola che non passassero mai alla Diocesi di Arezzo. Come se non bastasse, anche se in un periodo leggermente posteriore, i Guidi a Firenze erano parrocchiani di Santa Maria in Campo, una piccolissima enclave della diocesi di Fiesole appena dietro il duomo fiorentino. Quindi il non voler prendere diretto possesso di feudi sottoposti, almeno ecclesiasticamente, ad Arezzo potrebbe aver avuto anche una valenza politica come di conseguenza l'installare, in Montevarchi, una San Lorenzo fiesolana che si contrapponeva a una Sant' Andrea aretina.
Questa ipotesi potrebbe però essere almeno parzialmente smentita dall'interpretazione, alquanto controversa, data a una pergamena datata 15 aprile 1082 e conservata presso l'Archivio di Stato di Firenze tra le carte dell'Archivio Diplomatico nel fondo Strozzi-Uguccioni, in cui si sostiene che i contraenti Ventre del fu Mencarino e Mingarda sua moglie avrebbero donato delle loro proprietà poste nel contado aretino "in costa de polo mulino de Rupinata et est infra finis sicut terre gremite de piano de lato gonketo usque ab Abra de ex lato est terra Farsinga" al "Priore di San Lorenzo" di Montevarchi. Ma sinceramente, da una prima analisi del documento, il nome di San Lorenzo sembra non comparire sebbene il quinto rigo, comunque calligraficamente e sintatticamente confuso, presenti parole o pezzi di parole che potrebbero assomigliare a "presbitero" o "priore" o "monte var-" più uno scarabocchio. L'attribuzione a San Lorenzo di questo documento è quindi, al momento, alquanto forzosa e fa sospettare un certo grado di manipolazione interpretativa in favore di quella che dal 1564 sarà la chiesa collegiata montevarchina. Infatti non comparendo, all'apparenza, la dizione "S. Lorenzo" non si può davvero dire se, ammesso che leggervi "presbitero" e "monte var-ki" sia corretto, quei terreni non fossero stati donati proprio a Cennano. A occhio la pergamena si direbbe un normale lascito o passaggio di proprietà tra genitori e figli ma se la tesi filo-laurenziana si rivelasse fondata si dovrebbe per forza argomentare che San Lorenzo esistesse in Montevarchi ben prima del turnover tra i Bourbon e i Guidi. L'ipotesi più corretta sarebbe dunque quella che i Bourbon avessero ottenuto la concessione di edificare il loro fortilizio in territorio fiesolano a patto che venisse dotato, oltre che di una parrocchia facente capo alla loro diocesi cioè quella aretina, anche di una chiesa appartenente alla diocesi di Fiesole.
Ma non avendo, allo stato delle ricerche, adeguati riscontri storiografici e quindi dovendo obbligatoriamente rimanere nel campo delle ipotesi si potrebbe azzardare anche una terza soluzione, più articolata delle altre due, ma non per questo meno credibile: prima dei Conti Guidi il castello di Montevarchi non aveva nessuna chiesa e si serviva, per le sue funzioni e i suoi bisogni religiosi e spirituali, del solo Monastero della Ginestra. Come e perché i Guidi dettero a Montevarchi due chiese appartenenti a due diocesi diverse, e rivali, potrebbe essere più complesso di una banale faida paesana.

### Il giuramento di Friburgo

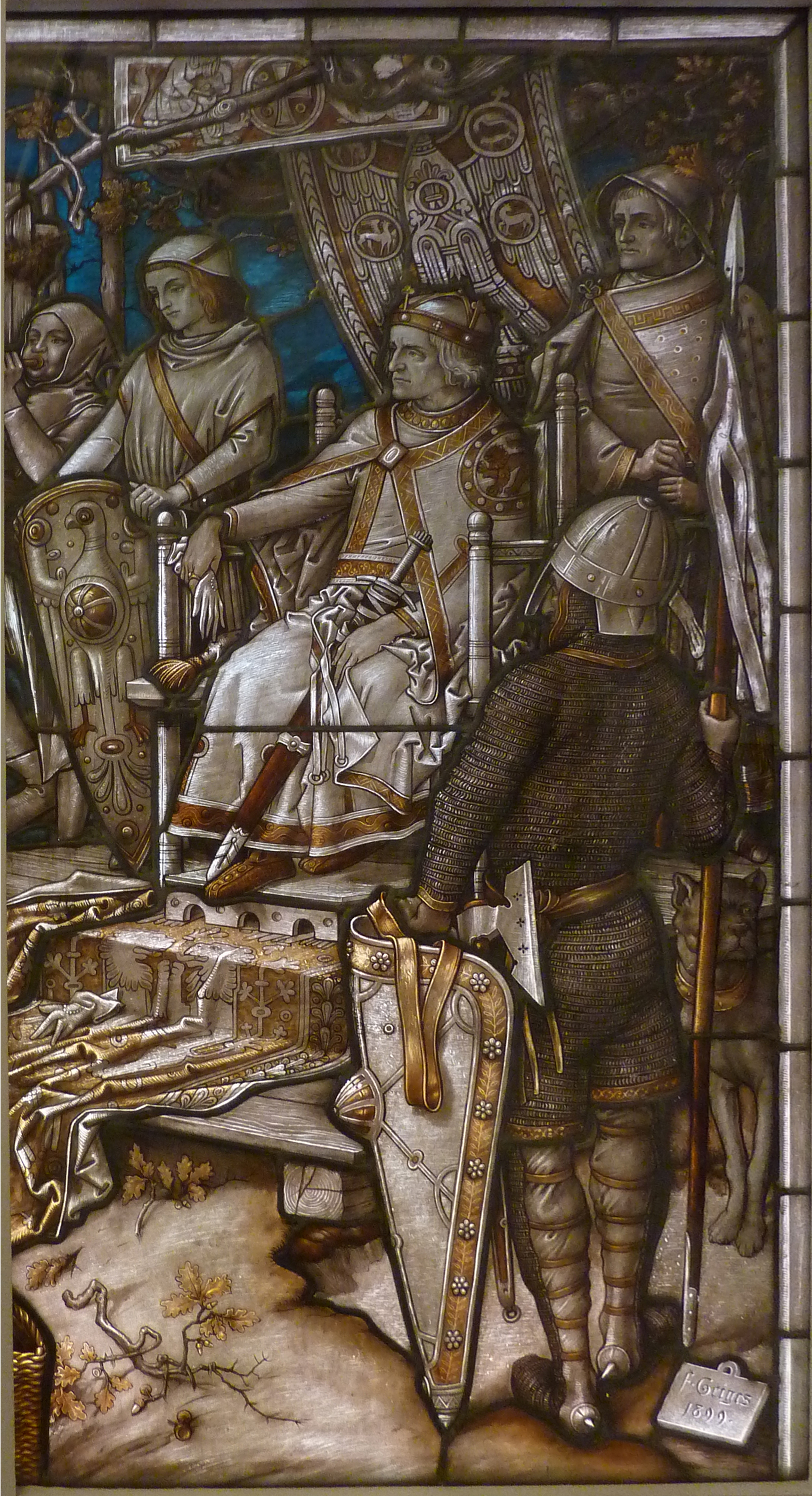
Corrado di Zähring mentre detta il "Giuramento di Friburgo"

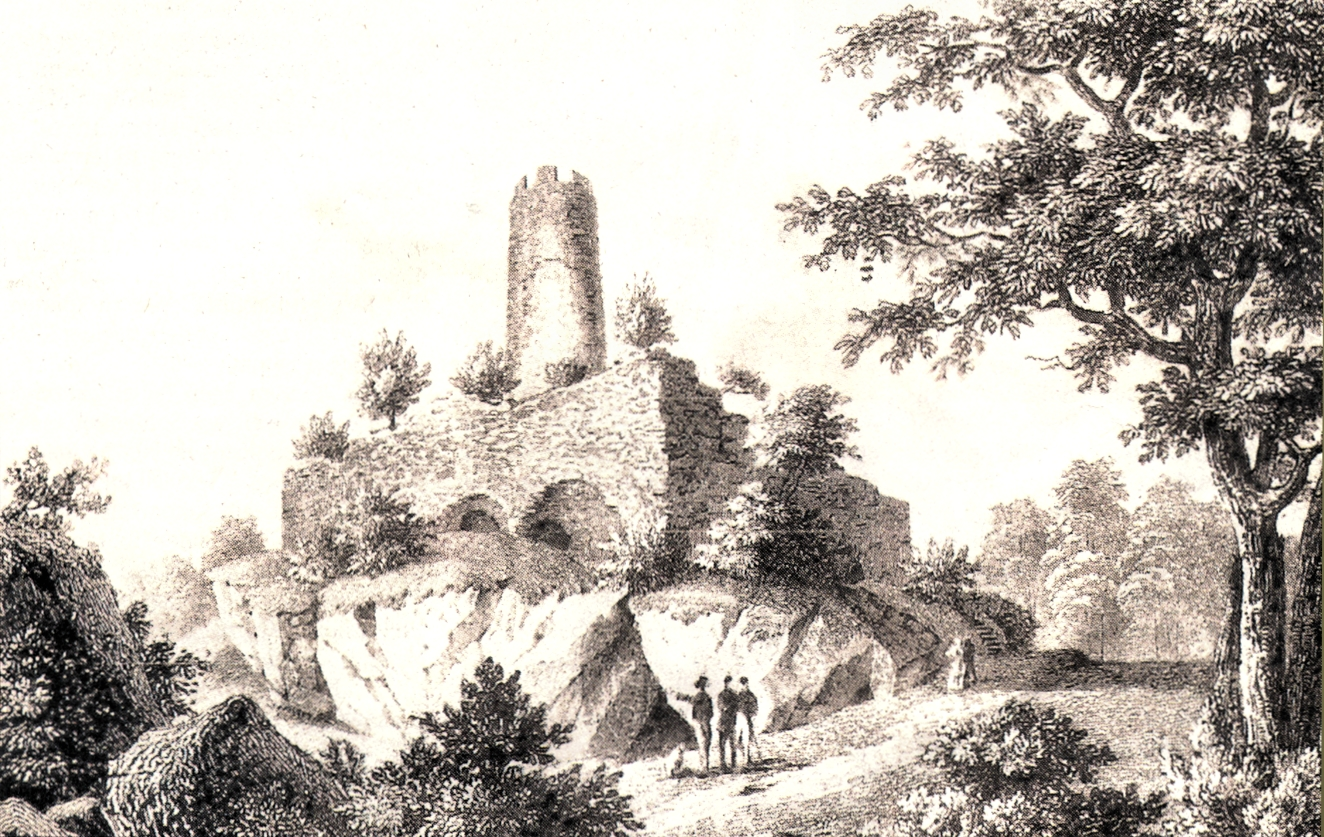
Rovine dell'antico castello di Friburgo

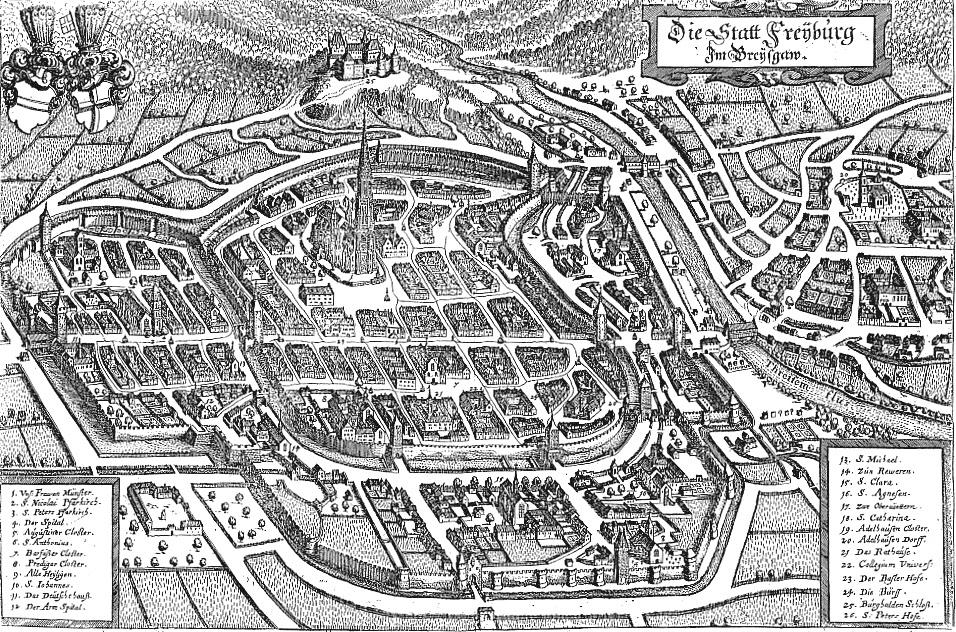
La nuova Friburgo: le similarità urbanistiche tra la città tedesca e Montevarchi sono strabilianti

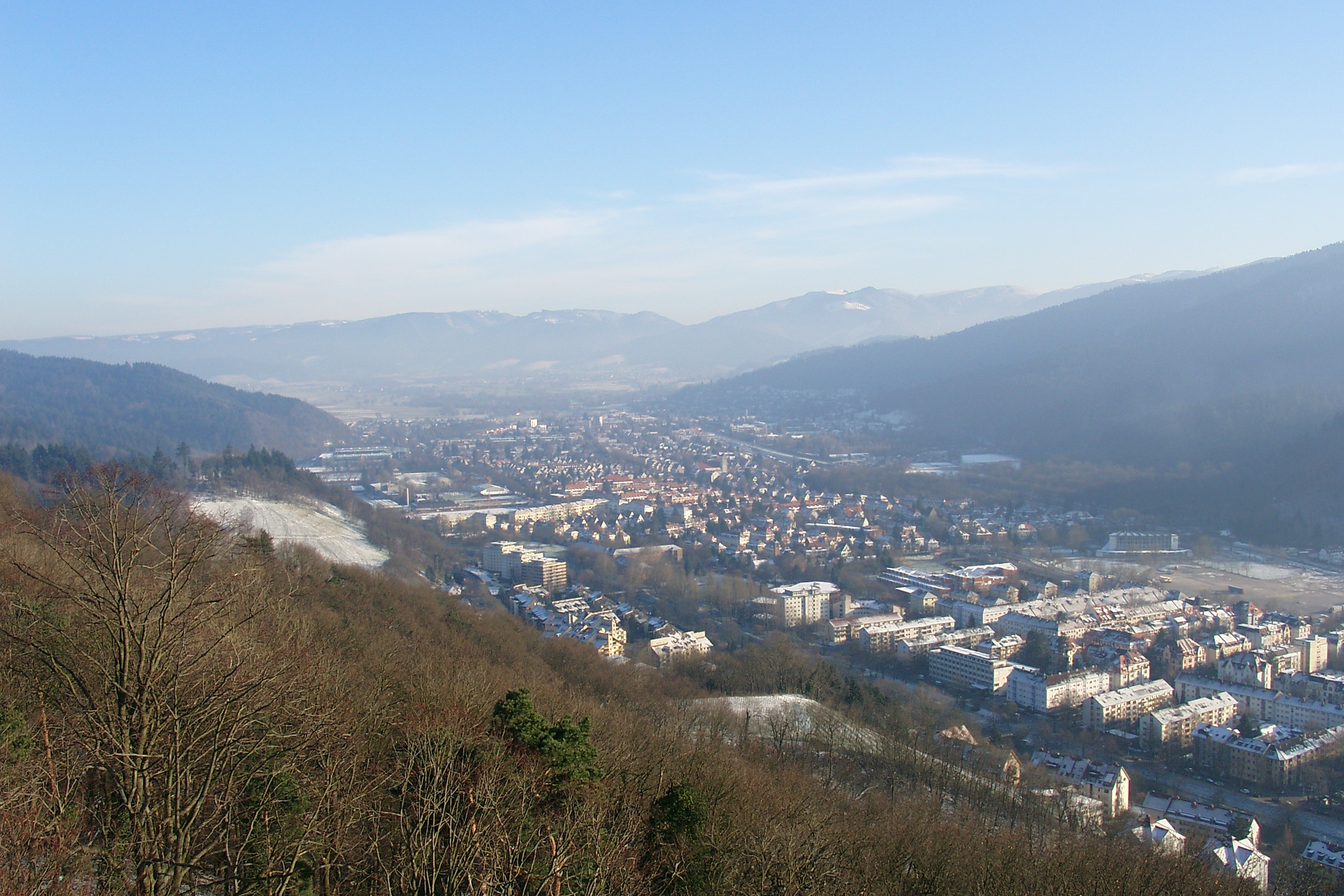
Tratto della valle in cui sorge Friburgo e che ricorda molto da vicino il Valdarno

Non solo Montevarchi, tra la fine dell'XI e l'inizio del XII secolo, viveva momenti di profondo cambiamento. Il riassetto urbanistico-abitativo delle comunità gravitanti attorno agli antichi castelli dovuto non solo a cambi di gestione signoriale ma soprattutto alla fine di un'economia prettamente curtense per una organizzazione più mercatalizia e comunale fu, all'epoca, un fenomeno piuttosto comune in particolare nell'Europa imperiale.
I conti Guidi nel 1119 fecero in modo che tutti gli abitanti sparsi alla spicciolata sui colli empolesi si trasferissero in un unico conglomerato nel fondovalle riunito attorno a una chiesa, Sant' Andrea, e in particolare al mercato. Molto più a nord, nella Germania meridionale, ma neanche un anno più tardi, nel 1120, Corrado di Zähring, signore della contrada di Friburgo in Brisgovia, fece lo stesso:
Prometto dunque, fin dove arrivano il mio dominio e il mio potere, pace ed un viaggio sicuro a tutti quelli che visitano il mio mercato; se uno di loro venisse derubato su questo territorio e mi rendesse noto il nome del ladro sarebbe ripagato da questi del maltolto, o in ogni caso sarei io stesso a risarcirgli il dovuto. Se muore uno dei miei cittadini sua moglie ed i suoi figli avranno diritto a tutta la sua proprietà e potranno conservare senza alcuna condizione tutto quanto ha lasciato loro il marito.[Se però muore uno che non ha moglie né figli né altri eredi legittimi, i 24 giurati del mercato dovranno conservare in mano loro e sotto la loro tutela tutta l'eredità per un anno intero, facendo quindi in modo che se qualcuno dovesse richiedere l'eredità legittimamente possa riceverla e possederla secondo giustizia. Se non c'è nessun erede che rivendichi il pagamento del lascito, un terzo di questo dovrà essere devoluto ai poveri per la salvezza eterna del defunto, un secondo terzo dovrà essere utilizzato per la costruzione della città o per l'addobo della sua chiesa, l'ultimo terzo spetterà al Duca].
A tutti i residenti nel mercato concederò di aver parte ai feudi dei miei concittadini nella misura che a me parrà, e infatti potranno utilizzare senza alcun divieto prati, fiumi, campi e boschi. Tutti i mercanti saranno dispensati dai dazi di mercato. Mai imporrò ai miei concittadini senza averli prima consultati un nuovo balivo o un nuovo parroco; ma al contrario quando li avranno eletti loro stessi, otterranno poi il mio consenso. Le liti e le controversie tra i miei cittadini non saranno giudicate secondo il mio metro o quello del loro preposto; il caso sarà invece deciso in base al diritto consuetudinario riconosciuto da tutti i mercanti [...]. Se il bisogno e la mancanza dello stretto necessario costringono qualcuno a vendere i propri averi questi è libero di farlo e a chi preferisce. Il compratore, però, dovrà pagare per la parcella il canone previsto.
[Chi viene sopraffatto nella sua proprietà non è passibile di alcuna pena qualunque cosa faccia al suo aggressore. Se qualcuno disturba la quieta convivenza dei cittadini e in preda all'ira picchia intenzionalmente qualcuno a sangue, al colpevole sarà tagliata la mano; se poi uccide l'altro, verrà decapitato. Se però sfugge alla cattura allora la sua casa sarà rasa al suolo fino alle fondamenta.] [...] [Il colpevole sconterà la pena prescritta in qualunque momento dovesse essere catturato in città. Se il duca è chiamato dal re alle armi un suo servitore potrà prelevare al pubblico mercato da un qualsiasi calzolaio a sua scelta i migliori sandali per il fabbisogno del Duca. Allo stesso modo potrà procurarsi dai rifinitori di stivali le migliori calzature]. [...] [Sarà permesso, poi, a chiunque arriverà in questo luogo di abitarvi liberamente, sempre che non sia servo di nessuno e confessi il nome del suo signore. In questo caso il signore potrà lasciare il servo nella città o, su suo desiderio, portarselo via.] [...] [Se però uno resta in città per anni e anni] [...] [può rallegrarsi di una sicura libertà per il futuro]. [...] [Nessuno dei feudatari o ministeriali del Duca e nessun cavaliere può abitare nel comune, se non su accordo e per patto generale di tutti i cittadini].
Per far sì che i miei cittadini non nutrano troppa poca fiducia nelle promesse su elencate ho garantito insieme a dodici dei miei più virtuosi ministeriali, che tutti insieme hanno giurato sulle reliquie del Santo, che io ed i miei discendenti ci atterremo sempre ai sunnominati punti. E perché io non rompa mai questo giuramento neanche in una situazione difficile, vi ho giurato eterna fedeltà attraverso una stretta di mano con l'uomo libero [nome non riportato] e con i giurati del mercato, Amen.»
Certo sia Empoli che Friburgo erano realtà locali già allora densamente popolate e in qualche modo più strutturate di Montevarchi che era invece solo agli albori ma la posizione geografica e la situazione geopolitica della terra montevarchina facevano ben sperare per il futuro con una valle di qua e di là dall'Arno tutta da colonizzare e un flusso continuo di gente che passava andando e venendo da e verso Roma. Sempre che non sia andato perduto o distrutto, la mancanza di un atto di "rifondazione" come quello di Empoli o di Friburgo si potrebbe imputare proprio alle ridotte dimensioni della realtà di Montevarchi che, per molte cose, poteva dunque essere amministrata "a voce" e senza bisogno di un notaio.

### Cluedo montevarchino

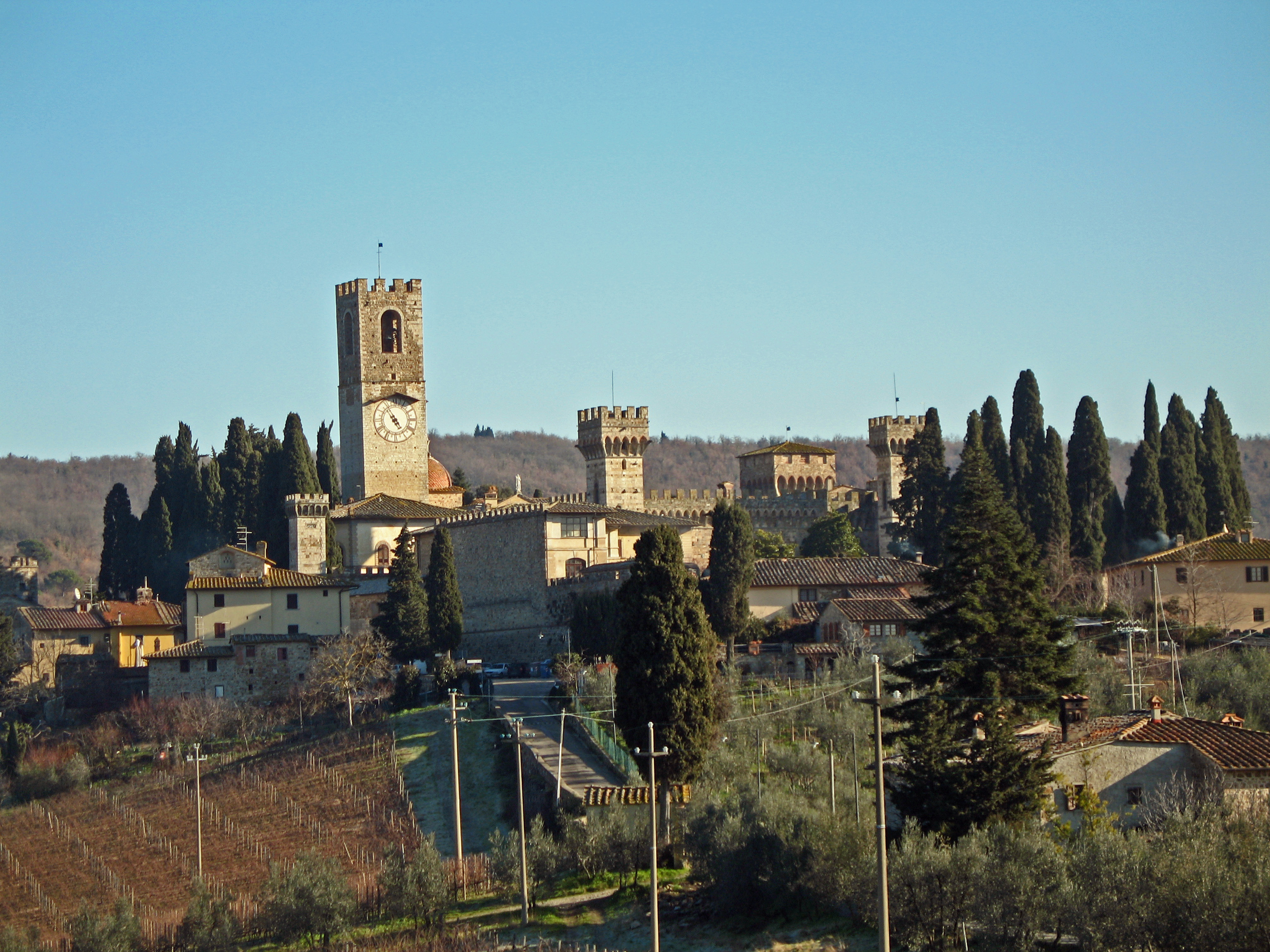
La Badia a Passignano oggi nel comune di Tavarnelle Val di Pesa

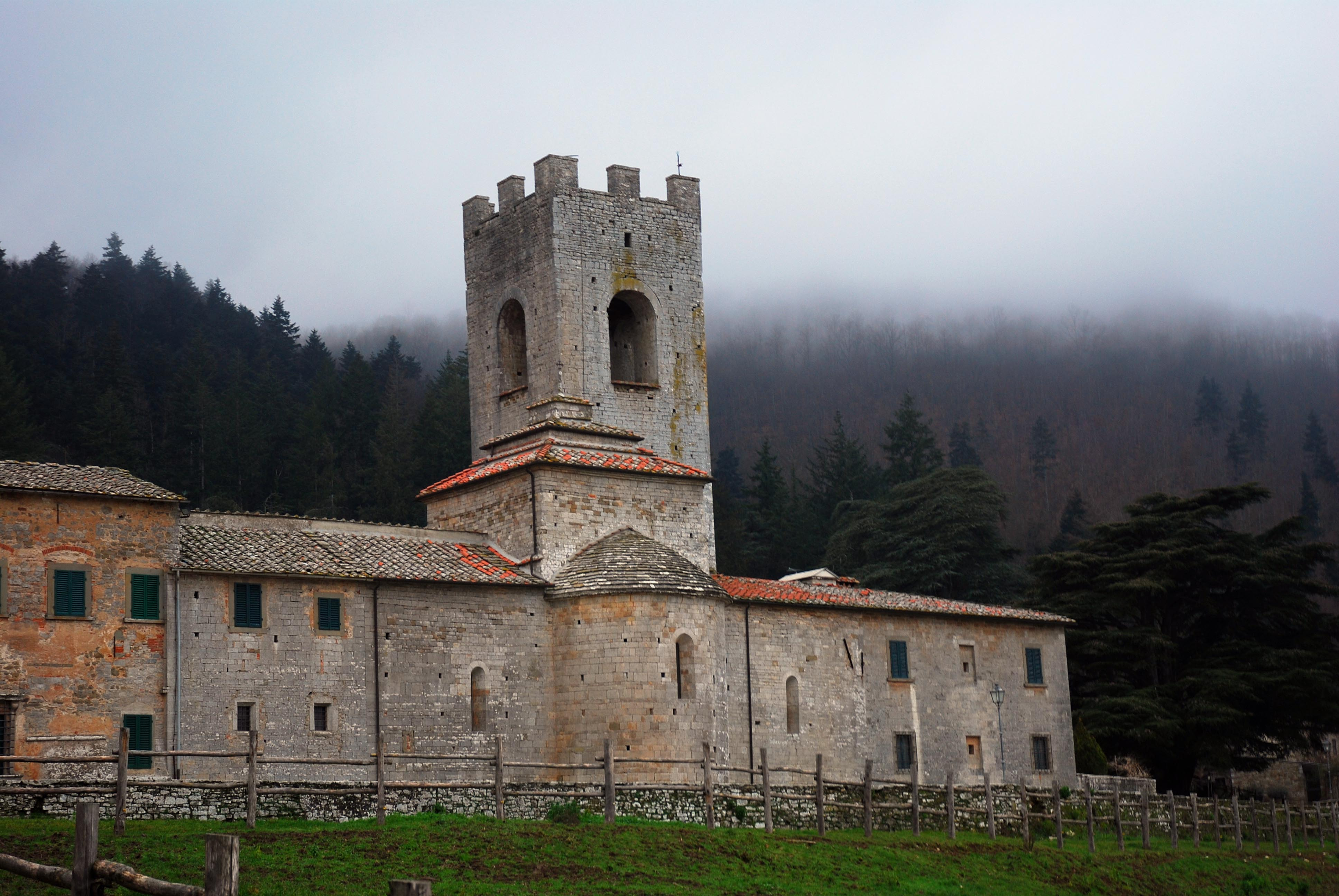
La Badia a Coltibuono

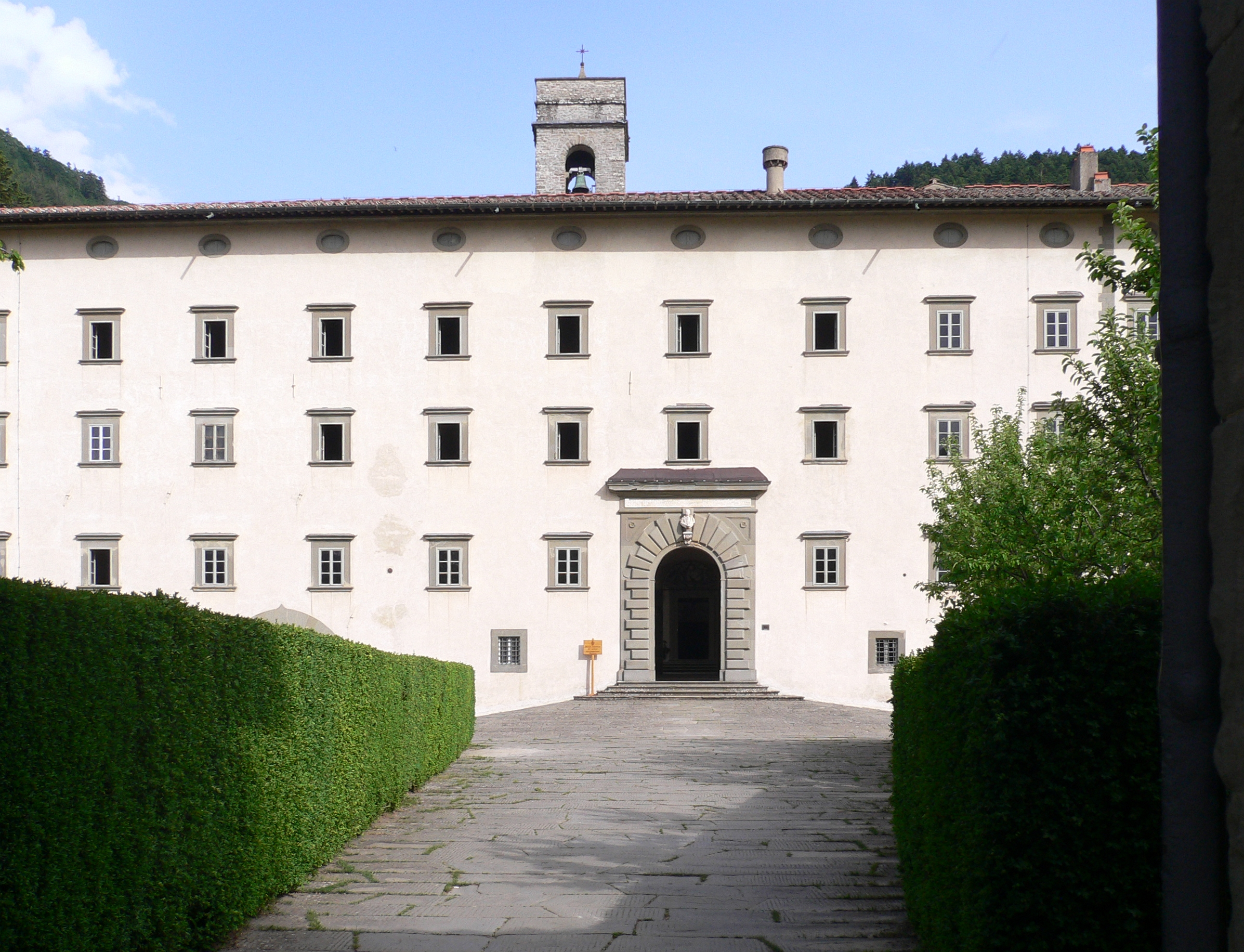
L'abbazia di Vallombrosa

Attenendosi strettamente alle sole fonti documentarie note, perché solo quelle ci sono, i vari soggetti attivi, se si escludono i diplomi imperiali rilasciati ai Guidi a conferma dei loro possessi, in questo processo storico si trovano così menzionati:
- Conti Guidi

- - 1157 - Un conte Guido muore vicino a Montevarchi. Nel 1203 un testimone al famoso processo di Rosano[13], una disputa tra il monastero di Rosano e i Conti Guidi che ne avevano il patronato, dichiarò alla badessa Sofia, anche lei una Guidi, che: «vidit Comitem Guidonem patrem istius comitis, qui mortus est apud Montem Guarky jam sunt xlvii anni»[14]

- Castello di Monte Guarchio

- - Giugno 1170 - Regesto di Coltibuono in tomo 51 carta 131 V. In una donazione a nome di Flandina di Bucco si fa riferimento ad una località, Ulmeto, «in comitatu florentino in curia de Monte Guarchi» e l'atto è rogato proprio in «Monte Guarchio». Tra le altre cose, nel documento, si fa un appunto sull'usanza del morgincap di tradizione longobarda evidentemente ancora viva[15].

- - 19 marzo 1229. I Conti Guidi nel contratto di vendita ai fiorentini di Montemurlo s'impegnano a cedere, come penale nel caso la transazione fosse andata a monte, una serie di loro feudi tra cui anche il castellare montevarchino[16].

- Mercato

- - marzo 1169- Archivio Diplomatico di Vallombrosa. Dalle pergamene conservate dall'istituzione vallombrosana si fa per la prima volta menzione di un mercatale: «Actum in foro Montevarkensi»[17].

- - 13 marzo 1207 - Archivio della Badia di Passignano. Benincasa del fu Alberto dona allo Spedale di Ubaldo un pezzo di terra posto nella Corte di Pian Alberti e anche lui registra l'avvenuto passaggio di proprietà presso il mercato di Montevarchi[18].

- San Lorenzo

- - 1144 - Diploma di Celestino II. Il papa con questo documento confermava i doveri d'obbedienza, in materia di elargizioni, testamenti e decime, nei confronti della Pieve di San Giovanni Battista di Cavriglia da parte dei Presbiteri e del Populus delle Cappelle di Montevarchi, Montegonzi, Sereto e Pian Alberti: «Sancisum quoque et Presbiteri et Populus Montis Guartii et Montis Gunzoni et Montis Cereti et Plani Alberti [...] absque Fesulani Episcopi et Vestru assensu presumat».

- - 1183 - Bolla di Lucio III. Nel riconfermare i diritti della Pieve di Cavriglia si definisce la chiesa di San Lorenzo come "canonica"[19] ovvero avente più di un sacerdote officiante.

- - 7 agosto 1218 - Lettera di Onorio III. Il pontefice concede all'«Ecclesia S.Laurentii de Monte Guarchi» il diritto di dotarsi di un fonte battesimale[20].

- - 6 novembre 1227 - Un Maestro Giovanni di Ughetto, medico in Montevarchi, in quella data donava alla canonica di San Lorenzo, nella figura del priore Bonagiunta, un'abitazione: «sita apud Monteguarchi in Burgo de Pugnacoda».

- - 15 ottobre 1241 - Contratto di affitto. In questo documento si cita un "molendinum et gualcherias" ossia un mulino situato "a le Campora iuxta flumen Ambre, in curte de Bucino" concessi "ad meliorandum" da Guido "canonice et ecclesie Sancti Laurenti de Montisvarchi" ad Accaptapane "spedalingo e Rettore dello Spedale di Sieperna"[21].

- Cennano

- - Al 29 agosto 1231 rimanda un'iscrizione murata sull'architrave di Cennanuzzo, la cappellina eretta nei pressi dell'antica Sant' Andrea: «[anno] mill [ssim]o ducentesimo trigesimo primo quarta k[a]l[endas] sept[em]b[ris] ind[ictione] quarta».

- - 1254 - Archivio delle Riformagioni di Firenze. Negli atti di cessione di Montevarchi da parte dei Guidi in favore di Firenze si fa riferimento a dei «cennano veterii» letteralmente "antichi Cennanesi".

Tracce documentarie che, comunque, di per sé non dicono nulla e risultano di fatto essere marginali alla storiografia montevarchina senza un'adeguata chiave di lettura. Ma, almeno in questo caso, una "stele di rosetta" c'è ed è un arbitrato pontificio del 16 luglio 1249, conservato in origine presso la Badia di Passignano. La decisione papale però perderebbe parte del suo significato se si tralasciasse di ricordare il primo fatto d'armi della Terra di Montevarchi registrato dalle cronache ossia quella che è passata alla storia come la "Battaglia di Montevarchi".

### La Battaglia di Montevarchi

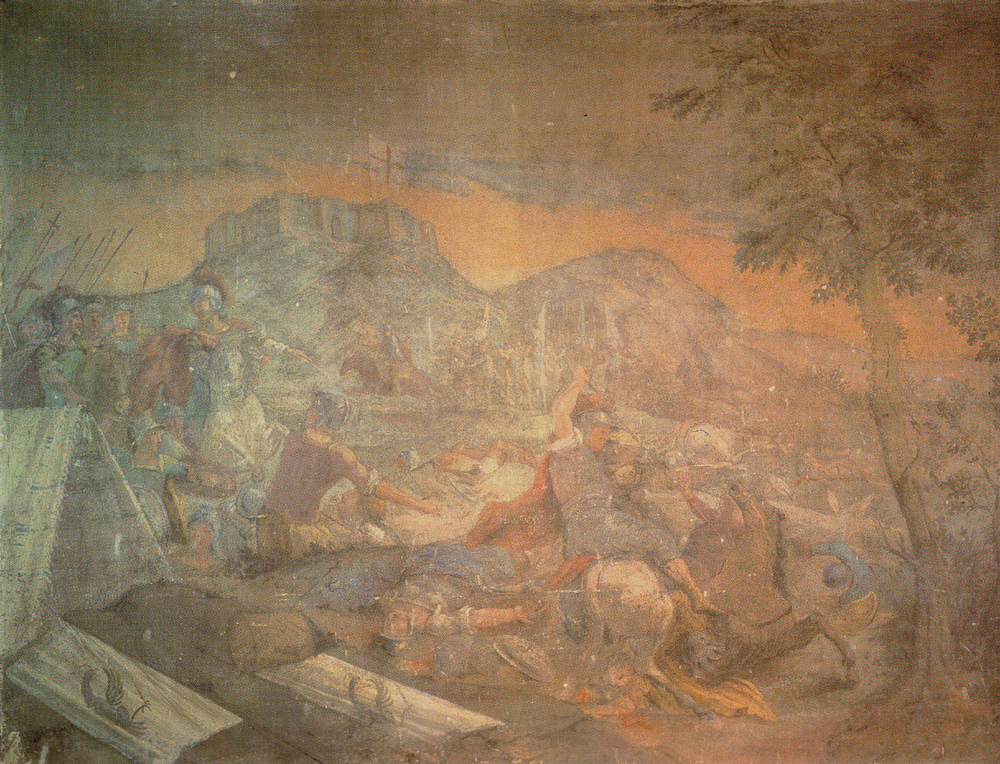
Fantasiosa ricostruzione della battaglia di Montevarchi in uno degli affreschi settecenteschi di Palazzo Mari

Annota Giovanni Villani nella sua Cronica:
	 
Avvenne che infra l'anno medesimo ch' è guelfi furono cacciati di Firenze, quelli ch'erano a Montevarchi furono assaliti dalle masnade de' tedeschi che stavano in guernigione nel castello di Gangareta nel Mercatale del detto Montevarchi, e di poca gente fu aspra battaglia, infine nell'Arno, dagli usciti guelfi di Firenze à detti tedeschi; alla fine i tedeschi furono sconfitti, e gran parte di loro furono fra morti e presi; e ciò fu [ne]gli anni di Cristo 1248.»
Secondo il cronachista trecentesco Marchionne di Coppo Stefani al libro II, capitolo 82 della sua Istoria Fiorentina il battaglione che attaccò Montevarchi aveva come effettivi 1500 cavalieri e 500 fanti di nazionalità o origine tedesca. Ma non è tutto.
Nel Giornale Storico degli Archivi Toscani, Francesco Bonaini in un articolo intitolato "Della parte guelfa in Firenze" precisa e aggiunge che:
Mentre ciò succedeva, in Firenze era un terribile ruinio di case e di edificii in odio de' guelfi che gli abitavano; maledizione non più veduta [...] Volevansi esterminate cose ed uomini; talché a que' furibondi pareva grazia di Dio il tenere a loro soldo, come ministri d' inesorabili vendette, ottocento cavalieri tedeschi.
Non andò bene la prova quando s'affrontò la masnada tedesca di Ganghereto [1248] coi guelfi ridottisi a Montevarchi [...] Ma uno maggiore ne chiedevano a grande istanza i ghibellini di Firenze; e ad essi, quasi vassallo, [Federigo] non disdegnava compiacere. Comandò invero prima si accecassero, quindi si mazzerassero tutti quanti [...]
Non però si scoravano i guelfi, ma per opposto cresceva loro coraggio la partenza di Federigo [...] per cui Ostina, castello del Valdarno superiore, ribellavasi. Bisognò porvi assedio, cautelandosi tuttavia in guisa, che parte degli armati si portasse a Figline ad impedire i soccorsi che potevano venire da Montevarchi. Inutile espediente; la notte seguente al 21 settembre 1250 riuscì fatale agli assalitori, tantoché il giorno seguente scornati dovettero levar l'oste, e ridarsi poco onorevolmente a Firenze.»
Eppure, nonostante tutta questa ulteriore documentazione, l'indizio più interessante da cui cominciare la ricostruzione della serie di processi che portarono i montevarchini a dividersi in due parrocchie appartenenti a due diverse diocesi e poi a trasferirsi tutti nel fondovalle dove tenevano un mercato o dove c'era un mercatale ce lo fornisce per prima la famosa pergamena del 1079 redatta per conto della contessa Sofia, moglie e madre di un Bourbon, nel, per la prima volta riportato nelle cronache, "Castello di Montevarchi". Quella povera contessa Sofia che, nata chissà dove, andò in sposa a un Bourbon, poi in seconde nozze ad un Alberti e si ritrovò infine nonna di un Guidi mentre le tre famiglie da, forse, secoli si facevano guerra l'un l'altra.

## Il ripristino della catena di comando
La, come direbbe il Repetti, membrana del 1079 porta una dicitura che apparentemente sembrerebbe del tutto secondaria ma che invece, inserita nel suo contesto, si rivela di fondamentale importanza storiografica perché proprio su quel documento il notaio rogante, senza alcuna esitazione, ha annotato "actum in comitatu florentino" ossia che Montevarchi, già nel 1079, era non più in contea di Fiesole ma direttamente in quella di Firenze.
Questo spiega moltissime cose. Il conte-vescovo di Arezzo Elemperto non aveva dunque chiesto al conte-vescovo di Fiesole il permesso di fondare il castello di Montevarchi previa la mediazione ex imperio del marchese Ranieri suo fratello come potrebbe sembrare a una prima analisi. Infatti, come testimonia quella carta, i vescovi di Fiesole avevano evidentemente perso da tempo la signoria, temporale non pastorale, sul Valdarno superiore settentrionale che dunque nell'XI secolo era già entrato a far parte del territorio comitale, la contea, di Firenze. Certo la fondazione di Montevarchi coinvolse comunque il vescovo Elemperto, il Marchese Ranieri, e il vescovo di Fiesole ma, con l'entrata in scena di Firenze, cambia la percezione storica degli equilibri e dei rapporti di forza tra i differenti soggetti politici coinvolti.

### Feudalesimo à la montevarchinoise
Il sistema di organizzazione politica feudale era tutt'altro che insensato. Il feudalesimo franco-longobardo infatti, come forma associativa proto-statale, aveva una ratio fondata su solide e antichissime basi socio-antropologiche e ne è prova, tra le sue caratteristiche più innovative, la dissociazione tra difesa fisica e produzione economica.
Nelle società primitive i maschi giovani della tribù, equivalente umano del branco animale, erano coloro che per ovvie ragioni di forza fisica e vigore giovanile s'incaricavano della caccia e quindi della fornitura alla tribù del cibo più pregiato, in termini nutrizionali, per l'uomo preistorico: la carne. I cacciatori però mettevano a disposizione le loro abilità con le armi anche per proteggere dalle minacce esterne i soggetti più deboli, ma altrettanto preziosi, del clan ossia donne, vecchi e bambini che in cambio fornivano ai cacciatori la frutta e la verdura che coltivavano e raccoglievano oltre a fornire loro tutte quelle cure e attenzioni sociali che fanno definire un gruppo di persone "una comunità" e un certo luogo "casa". In pratica ogni membro della tribù faceva quello che sapeva fare in funzione degli altri sapendo che anche gli altri facevano quello che sapevano fare in funzione sua o, in altre parole, un individuo metteva a disposizione di tutti le sue abilità e così risolveva un problema agli altri mentre gli altri, mettendo a disposizione le loro abilità, risolvevano a lui molti problemi. Certo non tutti i gruppi sociali preistorici si saranno comportati così ma è sicuro che sopravvissero all'era glaciale solo quelli che seguivano modelli di tipo mutualistico e cooperativo in tutte le sue possibili sfumature. Anche quei gruppi umani che fin dal Paleolitico inferiore si erano stabiliti nel Valdarno.
Titanici e innegabili sono gli infiniti progressi in filosofia e pratica politica fatti dalle comunità umane tra il 10000 a.C. e la caduta dell'impero romano ma nel frangente della fine violenta e improvvisa del predominio culturale romano e la sua inevitabile rapida fusione con popoli di culture e civiltà anche molto differenti, segnò il ritorno a un'epoca non barbara ma primitiva dove cioè tornavano ad essere di primaria importanza non il teatro, la filosofia, la poesia, la politica, l'oratoria, la giurisprudenza, e tutto quello che nel mondo greco-romano aveva rappresentato la più alta sfida alle possibilità e potenzialità umane; crollate quelle istituzioni, eredi delle esperienze delle polis greche prima e delle civitas romane poi, che da tempo immemorabile erano state delegate dagli individui che se ne dichiaravano cittadini a provvedere ai loro bisogni primari di cibo e sicurezza perché quegli stessi individui si potessero dedicare ad altro, tra cui la produzione di cibo e la difesa ma perché lo volevano non perché ci fossero costretti, ovviamente il problema di trovare da mangiare per sé e la propria famiglia e difendere se stessi e i propri congiunti passò da essere un affare collettivo a un problema individuale: ognuno doveva pensarci da sé e non poteva così più delegare il farlo ad altri per dedicarsi a quello che davvero gli interessava. Dall'amalgama dei differenti tentativi di rispondere alle esigenze di produzione alimentare in assoluta sicurezza e quindi, nei tempi morti, dedicarsi ad altro nacque quello che noi oggi chiamiamo feudalesimo. Montevarchi fu uno di questi tentativi.
Senza entrare nel merito della sociologia del feudalesimo, soprattutto di quello macropolitico, che è, di per sé, articolatissima e rimanendo soltanto a quei latini che agli inizi del V secolo abitavano, si ritiene, pacificamente il Valdarno ed erano discendenti di coloro che nei secoli lo avevano colonizzato, quando si videro arrivare masse di guerrieri organizzati sia in grandi eserciti come in medie guarnigioni o in piccole bande che, parlando lingue incomprensibili e vestendo abiti decisamente bizzarri per un latino, si portavano via tutto il cibo e, probabilmente, nel far questo si lasciavano andare a qualsiasi violenza fosse necessaria o non necessaria senza più nessun tribuno, console, legione che li difendesse è chiaro che per poter aumentare le loro chance di sopravvivenza furono costretti a chiedere asilo presso quelli che potevano fisicamente provvedere alla loro sicurezza: i padroni delle fattorie collinari facili da fortificare e difficili da raggiungere come quelle di Villole o Pietraversa.
Ma se questo sembrò funzionare almeno all'inizio, la complessità dell'organizzazione e della messa a regime di mezzi di difesa adeguati alla rapida escalation politico-militare delle vicende europee ossia mura solide, soldati ben armati e addestrati, ufficiali competenti e leali prendeva così tanto tempo e assorbiva così tante energie, anche economiche, che coloro che erano impiegati nelle pratiche militari non potevano partecipare al processo di produzione delle risorse necessarie al sostentamento proprio e degli altri. Allo stesso tempo l'attività agricola e zootecnica, già difficile per definizione, si era fatta nel tempo anche così tecnicamente complessa che solo dei professionisti dedicati costantemente al lavoro dei campi e delle fattorie potevano portare avanti ma questo d'altra parte non lasciava loro il tempo di imparare a maneggiare un'arma e, meno che mai, a essere parte di un'armata.
La gestione della soddisfazione reciproca delle esigenze di queste due essenziali componenti sociali venne affidata alla figura del signore che era quello ufficialmente incaricato di distribuire ai guerrieri la loro parte di cibo prodotta dagli agricoltori e allo stesso tempo garantiva personalmente agli agricoltori la protezione militare che necessitavano. Per questo il signore era collettore di tutte le tasse in natura e in denaro in quanto spettava a lui redistribuire ai soldati e a tutto l'indotto militare (fabbri ferrai, paggi, stallieri) questa parte di risorse prodotta dagli agricoltori ma allo stesso tempo era anche comandante in capo e condottiero delle forze militari ogni qual volta si presentavano emergenze difensive. Era insomma signore in quanto si faceva personalmente garante del rispetto dei patti fondanti la comunità. Proprio in virtù di ciò spettava al signore il compito di arbitrare i conflitti che eventualmente potevano sorgere tra i due gruppi, tra sottogruppi o singoli individui di un gruppo e sottogruppi o singoli individui dell'altro, tra consorterie o singoli individui dello stesso gruppo: e già allora si chiamava "Giustizia". Anche Berulfo, il leggendario fondatore de La Ginestra o comunque il suo ultimo signore prima del vescovo Giovanni, era tutto questo.
Dopo la conquista franca del regno longobardo e l'istituzione del Sacro Romano Impero si riallacciò in maniera definitiva la catena di comando che partiva dall'ultimo vassallo e arrivava fino al sovrano attraverso tutti i gradi intermedi passando per il conte, generalmente signore di una città e del suo territorio, e, salendo ancora, per i duchi, titolari di un ducato cioè di un insieme di contee, e per i marchesi, sorta di duchi di seconda classe perché titolari di terre di confine e quindi meno votati alla politica e più militarizzati. Quindi agli inizi dell'XI secolo, quando il castello di Monte Guarco venne fondato, il feudo era sì di proprietà dei Bourbon ma i Bourbon ne dovevano rispondere al conte di Firenze o, meglio, alla contea fiorentina che a sua volta faceva capo alla Marca o Marchesato di Tuscia.
Vero è che il territorio dell'odierna Montevarchi era stato in precedenza soggetto al potere temporale di Fiesole, come dimostra ancora oggi l'appartenenza diocesana della cittadina, ma, pur non sapendo né quando né come, prima del 1079 la signoria sul Valdarno a nord del Dogana era passata a Firenze. E questo complicava enormemente le cose.

### Guelfi o Ghibellini ossia fiorentini o aretini?

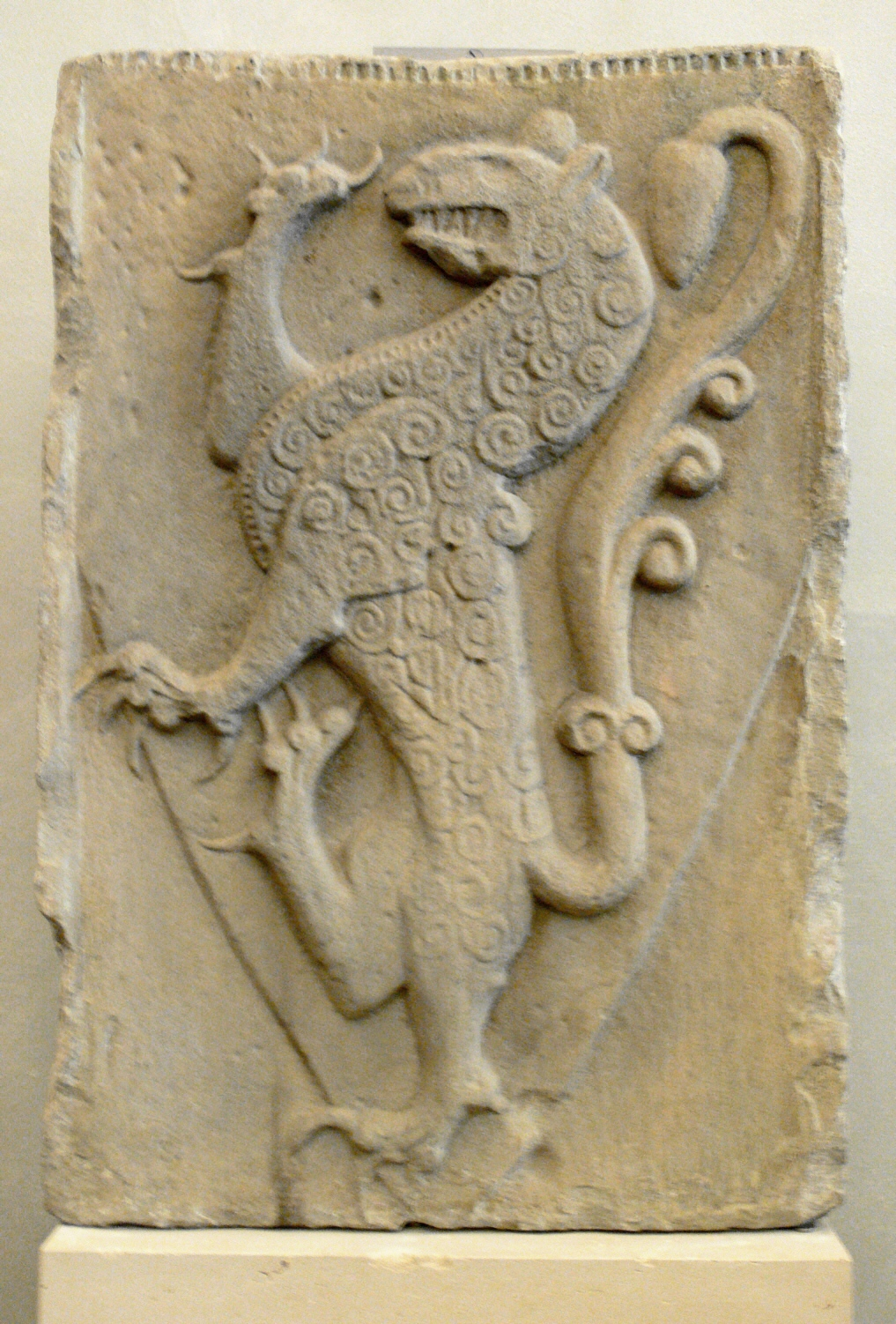
Lo stemma dei Welfen, da cui l'italiano "guelfo", nell'abbazia di Steingaden in Bavaria

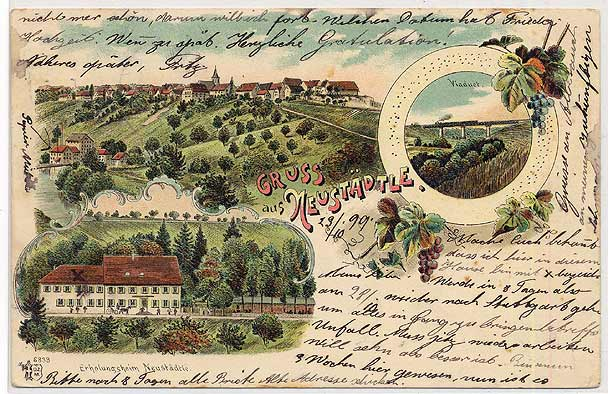
L'ex castello poi borgo di Waiblingen nel Baden-Württemberg da cui presero il nome i Ghibellini. I due aggettivi, distorti nel loro significato originale, furono legittimati in Italia da Federico Barbarossa

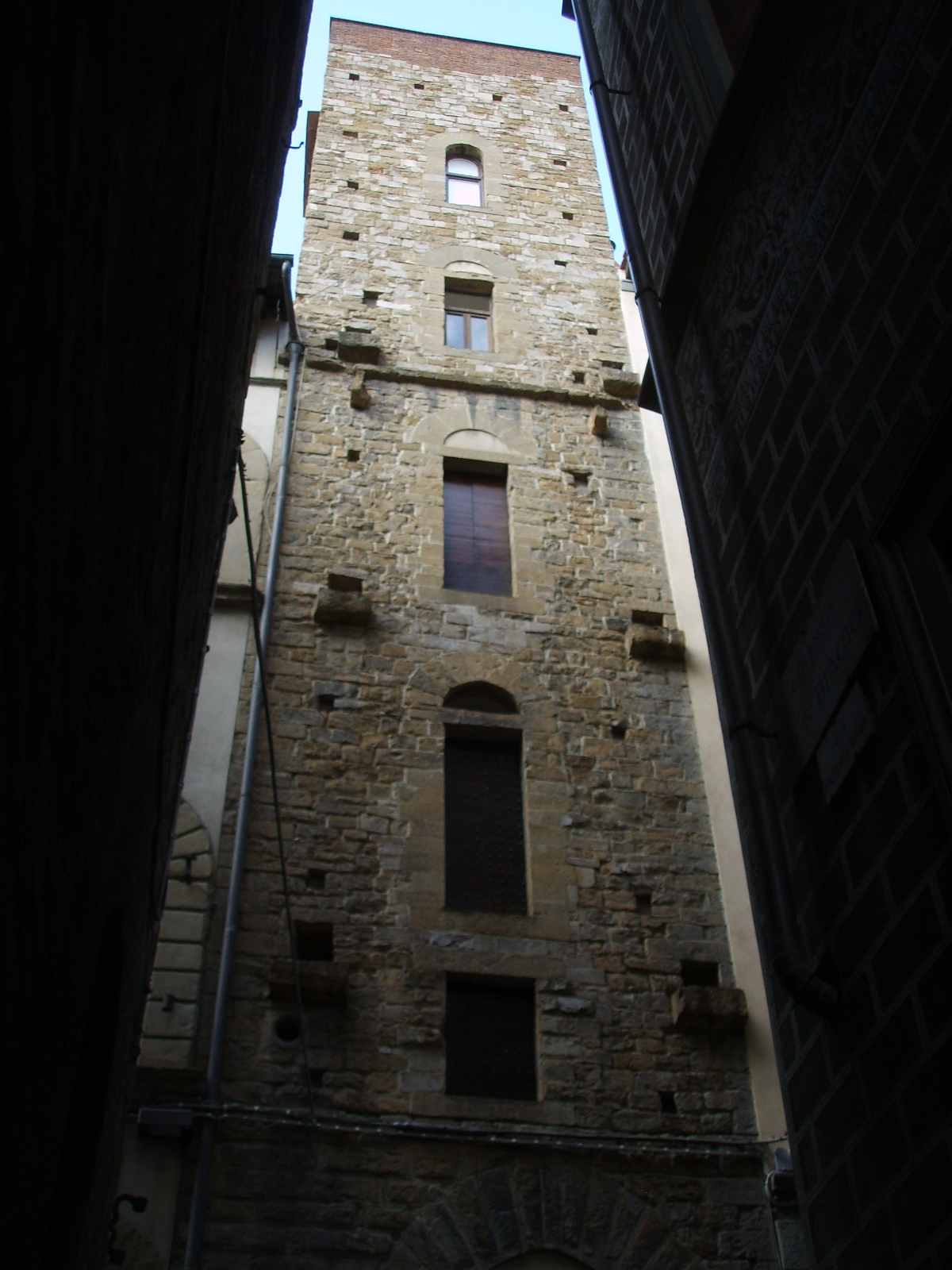
La torre dei Buondelmonti a Firenze

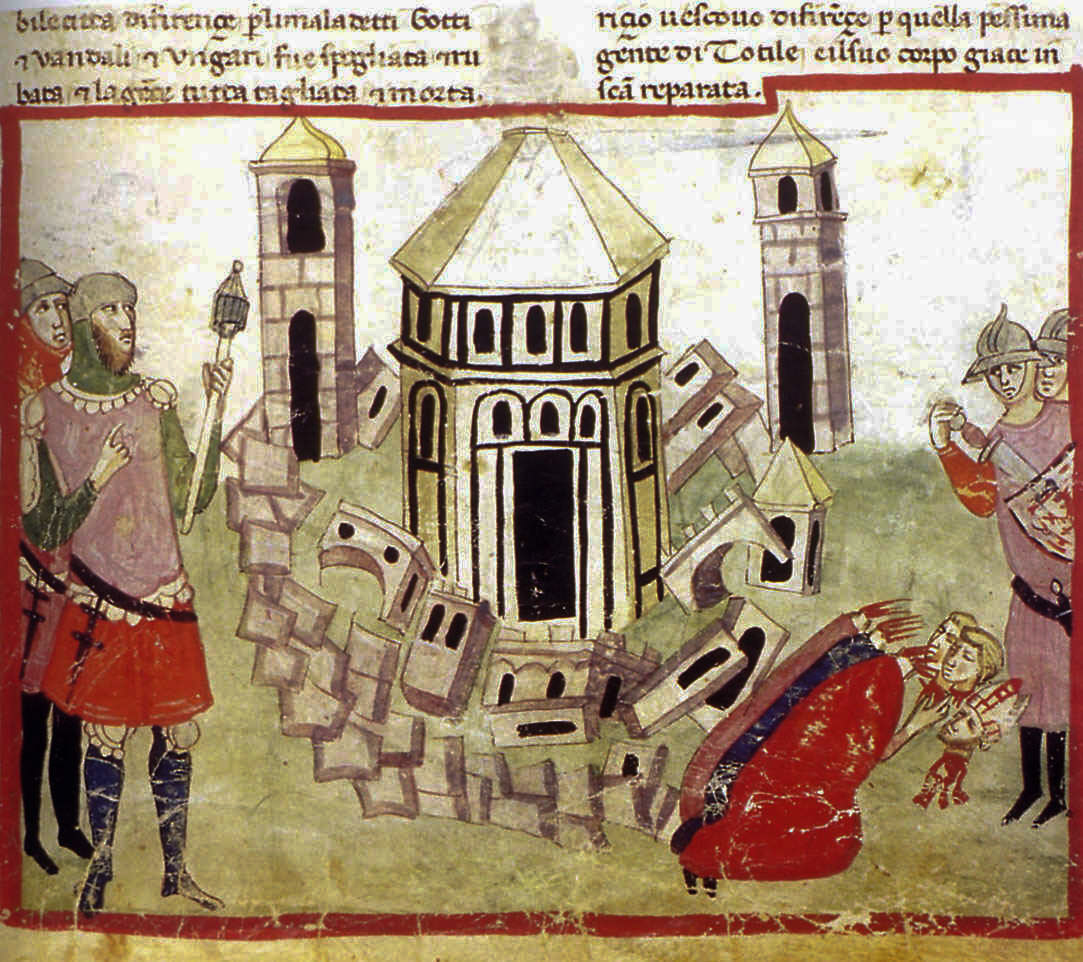
Totila fa distruggere Firenze. Uno dei decapitati in primo piano è un vescovo

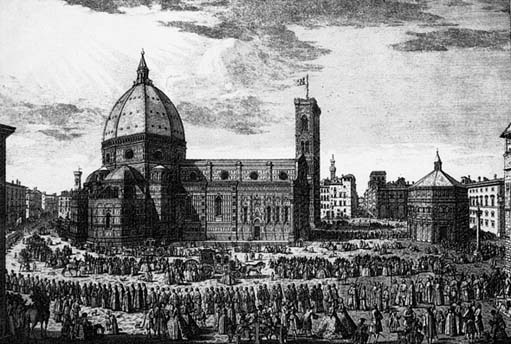
Una imponente processione in Piazza Duomo secondo Giovanni Stradano

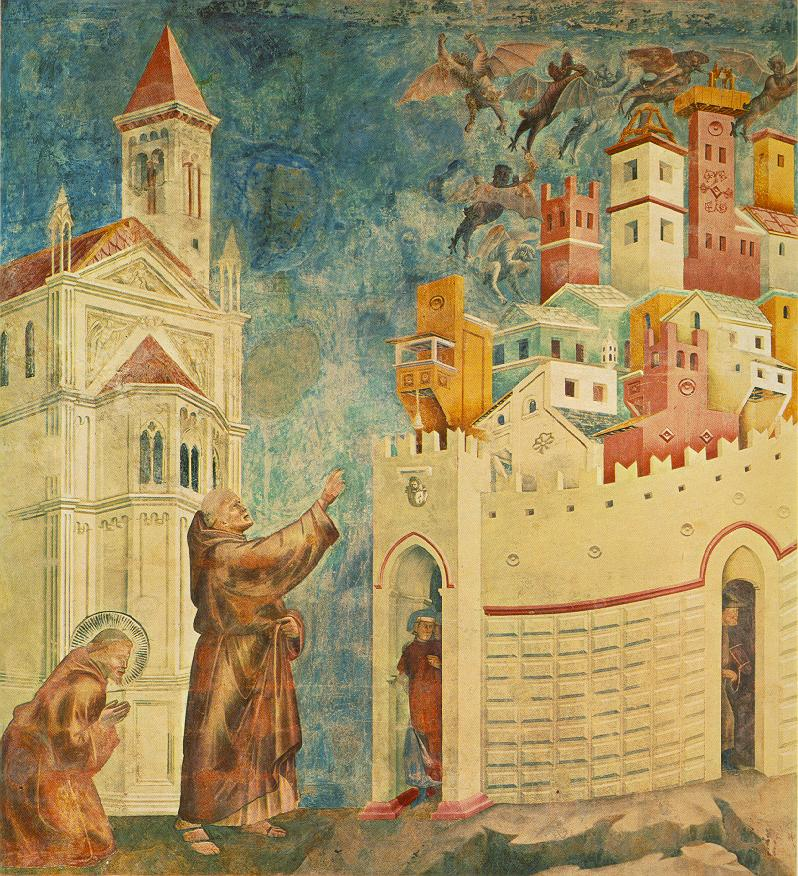
Giotto, San Francesco scaccia i demoni da Arezzo, affresco della Basilica di Assisi. Da notare la cattedrale al di fuori dalle mura cittadine quasi non la si volesse far entrar dentro

Scrive Dino Compagni, il cui più grande studioso per inciso fu proprio il montevarchino Isidoro del Lungo, al capitolo I della Cronaca:
Se anche tutto questo fosse vero Compagni riporta soltanto l'evento scatenante della sanguinosa faida che divise Firenze prima e tutta la Toscana poi ma non spiega le origini e le cause di quei conflitti latenti che aspettavano soltanto un pretesto per scatenarsi apertamente e quindi violentemente come poi avvenne. Un po' come nel caso dell'assassinio a Sarajevo dell'arciduca Francesco Ferdinando che innescò quelle forze che di lì a poco si produssero nella prima guerra mondiale le quali però erano sospinte da ben altri motivi e motivazioni che vendicare un attentato terroristico.
Al di là delle circostanze fortunose, delle ambizioni imperiali sassoni e sveve, e soprattutto delle leggende anche recenti i Guelfi e i Ghibellini non erano partiti politici, non erano organizzati in forma piramidale e non avevano una direzione centrale. In questo caso sarebbe infatti più corretto parlare di guelfismo e di ghibellinismo piuttosto che di Guelfi e Ghibellini.
Il fatto è che la società feudale classica, quella del triangolo signore-agricoltore-guerriero, stava entrando in crisi perché nel frattempo con la stabilizzazione politica e militare dell'Europa, il ripristino cioè della catena di comando tra il sovrano e il singolo suddito, si erano affacciati nuovi attori sulla scena come i mercanti, attivissimi da quando si era cominciato a registrare un po' ovunque surplus produttivi e la viabilità era sempre più trafficabile e sicura, o come le élite intellettuali (letterati, giuristi, notai) o addirittura come i manifattori che compravano materia prima altrove e la trasformavano in prodotto finito magari da rivendersi in quelle stesse regioni che avevano esportato il grezzo. E poi c'era il popolo, il popolo libero cioè non al servizio di qualcuno da cui poi venivano tutte le nuove figure e che non era assolutamente inconscio, come si è tentato di far credere per lungo tempo, delle proprie potenzialità come collettività tant'è che a Firenze Boccaccio leggeva serenamente Dante al popolo e il popolo fiorentino era solito cantare terzine dantesche. Per dare un termine di paragone in tempi recenti, anche soltanto a leggere pubblicamente la Divina Commedia, ci hanno provato in tanti ma, a parte le barzellette semmai prima o i tagli teatrali semmai poi, dallo scarso eco nella società di queste lecturae danctis è pacifico pensare che, pur nel XXI secolo e con un tasso altissimo di scolarizzazione, la Divina Commedia in quanto tale abbia interessato, e dunque l'abbia capita, solo una piccolissima minoranza di ascoltatori-spettatori.
Ovviamente tutte queste nuove figure che stavano pian piano emergendo e prendendo coscienza di sé come entità politiche chiedevano un riconoscimento ufficiale, una rinegoziazione dei patti sociali fondanti la comunità che includesse anche loro, dopodiché volevano partecipare e contare, ognuna a suo modo, nella gestione della res publica. Ma per far questo dovevano per forza confrontarsi con i feudatari grandi e piccoli che erano gli unici ad avere il potere di aprire un tavolo per le trattative. O di chiuderlo per sempre.
In alcuni casi, come in quello dei Conti Guidi, il signore accettò di riscrivere le regole in altri casi, come per i Ricasoli o gli Ubertini, non se ne poté neppure parlare. La moltitudine, non disponendo di armate proprie e non potendone disporre, chiaramente aveva finito per ritrovarsi tutta o quasi tutta a farsi rappresentare e difendere dalla chiesa contro gli abusi e le riottosità del potere feudale. In effetti i vescovi, prima dell'imposizione delle nomine imperiali, erano eletti dalla comunità e lo stesso papa, primus tra loro perché vescovo di Roma, era comunque scelto dai Romani nel loro insieme. Senza contare che l'abito monacale o la tonaca erano l'unica possibilità di riscatto sociale e intellettuale per tutti coloro che non avevano abbastanza denaro. E poi le attività assistenziali ed educative che sanavano, per quello che potevano, piaghe sociali enormi come l'abbandono minorile o l'analfabetismo intellettuale, la preservazione della memoria e della cultura nei monasteri e nelle biblioteche, e infine la partecipazione popolare a riti e rituali ciclici di massa come messe, benedizioni, processioni, prediche pubbliche, che si annodavano poi a tutta una fitta e intricata rete di culti privati e di piccoli gruppi con cappelline, madonnini, confraternite, santi e santini patroni. Insomma la chiesa nelle sue forme più appariscenti e massive e la religione anche nelle sue manifestazioni più laropenatesche erano parte del popolo e il popolo vi s'identificava.
Il caso di Firenze è emblematico. Dopo essere stata demolita dai Longobardi, la città che aveva anche perduto i suoi leader, uccisi o deportati dai vincitori, si ricompattò attorno alla figura del suo vescovo per ricominciare e per ricostruire tutto ma stavolta meno anfiteatri e colonne e più case torri e mura di pietra. La città diventò così un difficilmente espugnabile labirinto-fortezza pieno di trappole, trabocchetti e di uomini armati pronti a spuntare da ogni dove: i soldati di mestiere allora non servivano più. La città, sicura come un castello ma libera e senza signori, diventò polo di attrazione per tutti coloro che volevano sfuggire alle angherie nobiliari oppure erano interessati a fare qualcos'altro che arare i campi o sellare i cavalli oppure semplicemente volevano morire in un posto diverso da quello in cui erano nati.
Ma a mano a mano che aumentava la popolazione cresceva anche il numero di ettari di terra produttivi, con annessi e connessi (frantoi, mulini, allevamenti), necessari a sfamare la città. Firenze così cominciò a espandere il suo contado o meglio la sua campagna dato che la contea altro non era che la capacità massima di una singola unità politica di gestire produttivamente al meglio una porzione di territorio. Al meglio perché tutta la catena di comando feudale beneficiava di una parte di produttività attraverso le gabelle e dunque più si produceva, più si guadagnava, più alte erano le gabelle e maggiore era la ricchezza di quelli al vertice della struttura gerarchica sociale. Chiaramente quelli al vertice reclamavano il diritto alla fiscalità in quanto quei canoni andavano a coprire le spese signoriali per l'amministrazione della giustizia e per la difesa anche se, a guardar bene, i feudatari non facevano che estorcere denaro col ricatto della violenza offrendo in cambio protezione giuridica e militare da sé stessi. Oggi si definirebbe "pizzo".
Firenze però era arrivata a potersi difendere da sola, la giustizia se l'amministrava già per conto proprio e come garante dei patti sociali correnti tra i fiorentini c'era il vescovo, nientemeno che un uomo di Dio, e dunque il signore feudale era semplicemente di troppo. O meglio, era una spesa di troppo. La profonda sinergia fiorentinesca tra la città e il vescovato è palesata dal fatto che quella che diverrà in seguito la Repubblica Fiorentina portava avanti una politica interna ed estera di pari passo e in pieno accordo con il vescovado e anzi ogniqualvolta Firenze si annetteva politicamente una località poco dopo, se nel caso, la località cambiava pure diocesi come avvenne per la cintura di pievi, castelli, e borghi strappati militarmente alla contea di Fiesole e poi ecclesiasticamente alla diocesi di Fiesole tanto che, passando a quella fiorentina, isolarono fisicamente l'episcopio fiesolano dal resto del corpo territoriale diocesano in un'anomalia ecclesiastico-territoriale nota come "Isola di Fiesole". Firenze insomma era guelfa nell'anima e democratica nel senso di partecipativa dove tutti, almeno in teoria, avevano una chance. La vicenda dei Della Luna arrivati a Firenze in barroccio da Montevarchi e col tempo entrati a far parte dell'élite cittadina si commenta da sola.
Differente invece la situazione di Arezzo, ghibellina per forza, in quanto, preservata dalla distruzione ed elevata dai Longobardi a loro capoluogo, aveva mantenuto intatte le antiche gerarchie sociali aristocratiche franco-longobarde che vantavano quindi una più lunga e di conseguenza più radicata tradizione. Mentre a Firenze apparteneva al vescovo un'intera piazza, piazza del Duomo, ad Arezzo i vescovi avevano faticato a lungo prima di poter disporre persino di una cattedrale adeguata che infatti, in principio, stava addirittura fuori le mura e non al centro della città come a Firenze. Certo il vescovo aretino vantava, per l'epoca, la diocesi più grande della Toscana e quasi sicuramente nelle top 20 della cristianità ma questo significava sì grandi risorse ma anche molte energie da spendere nell'amministrazione diocesana e quindi poche forze per la partecipazione alla politica cittadina. Il vescovo insomma era uno dei tanti soggetti politici di Arezzo e non il loro arbiter come a Firenze. Di questa sostanziale differenza sociale tra le due realtà urbane gli Ubertini ne fecero direttamente le spese perché chi di loro s'inurbò ad Arezzo trovò il suo spazio politico nell'aristocrazia cittadina mentre chi si trasferì a Firenze ne fu poi cacciato in malo modo.
La maggior concentrazione delle risorse economiche in poche mani e la loro minore redistribuzione unita a una gestione politica oligarchica rendevano scarsi ad Arezzo tutti quei nuovi segmenti di professionalità e imprenditorialità la cui abbondanza era invece la fortuna di Firenze, ma allo stesso tempo Arezzo, concentrandosi più sulla produzione agricola che su quella manifatturiera, dipendeva di meno da vicende estranee al proprio raggio d'azione. Nel senso che per Firenze, che per esempio commerciava panni di lana nelle Fiandre, anche solo una scaramuccia tra feudatari tedeschi o francesi sulla strada da e per Bruges poteva significare la paralisi totale e la città non aveva nessun potere per impedire che accadesse. Ad Arezzo invece il massimo che li potesse preoccupare era una primavera ghiacciata o un'estate secca o, al limite, il passaggio di qualche masnada di soldati ma roba di ordine pubblico e niente che comunque non fosse facilmente gestibile: la campagna aretina era ricca e il cordone della borsa, controllato da pochi, era casomai facile da aprire.
Il guelfismo toscano insomma nasceva come spinta sociale dal basso in quelle realtà intenzionate a spezzare la catena di comando feudale per creare comunità autonome cioè libere da tasse e balzelli perché più orientate al commercio e alla manifattura e quindi più sensibili a tutti quei fattori che fanno la differenza nell'equazione ricavi - costi = guadagno. La controparte ghibellina invece era la reazione aristocratica e militaresca al tentativo di introdurre cambiamenti sociali in strutture economiche più tradizionali e agricole che, se questi cambiamenti avessero avuto luogo, avrebbero inevitabilmente danneggiato l'equilibrio esistente a danno dei magnati, in primis, ma poi anche a danno di tutti.
Va da sé che poi i ghibellini, quando si cominciò a dover fare sul serio, gioco-forza si appellarono all'Imperatore che a sua volta li accolse a braccia aperte visto che da tempo l'Impero voleva far passare l'idea di essere superiore, in tutti i sensi, al Papa che era in fondo solo un vescovo ma per riuscire in una impresa così audace gli servivano quanti più alleati, uomini, e mezzi fossero necessari. I Guelfi, di conseguenza, offrirono e non chiesero, al papa il loro appoggio in cambio di, diciamo, "comprensione" diplomatica e politica. Ma tutto furono i Guelfi e i Ghibellini meno che la cavalleria USA contro gli Apaches, i papa-boys contro i comunisti, gli eroici cavalieri della tavola rotonda contro le forze del maligno come, d'altronde, sono spesso stati intesi. O volutamente distorti.
È in questo articolato contesto storico che avvenne la fondazione di Montevarchi e pertanto non se ne può non tener conto. Agli inizi la comunità montevarchina, come ogni avamposto coloniale, rimase in embrione e bisognò aspettare che finisse di organizzarsi e che cominciasse a crescere prima di poter dire con certezza se sarebbe diventata guelfa oppure ghibellina ovvero se i montevarchini avrebbero voluto essere fiorentini, libertari e mercatanti ma soggetti a rischi e pericoli continui, oppure aretini, forse più oligarchi e aristocraticamente conservatori ma più stabili e in un certo senso più efficienti. E quando arrivarono i Conti Guidi e poi successivamente gli imperatori presero a scorrazzare per la Toscana i montevarchini furono costretti a fare in fretta la loro scelta. Il dado era ormai tratto cioè lanciato in aria: troppo tardi per fermarlo o per eventuali ripensamenti.

## Il panettone di Monte Guarco

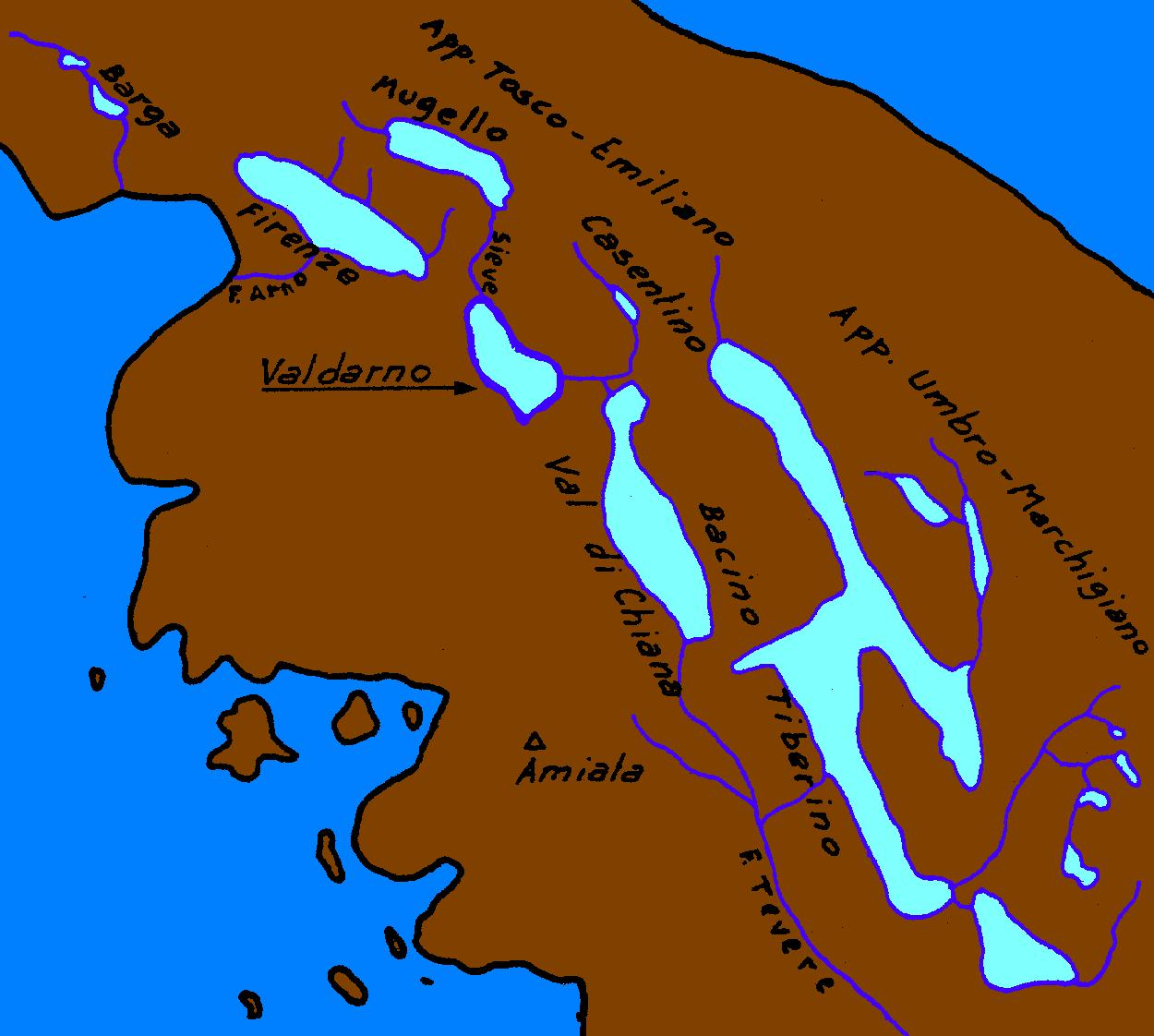
La Toscana e i suoi laghi 2 milioni di anni fa

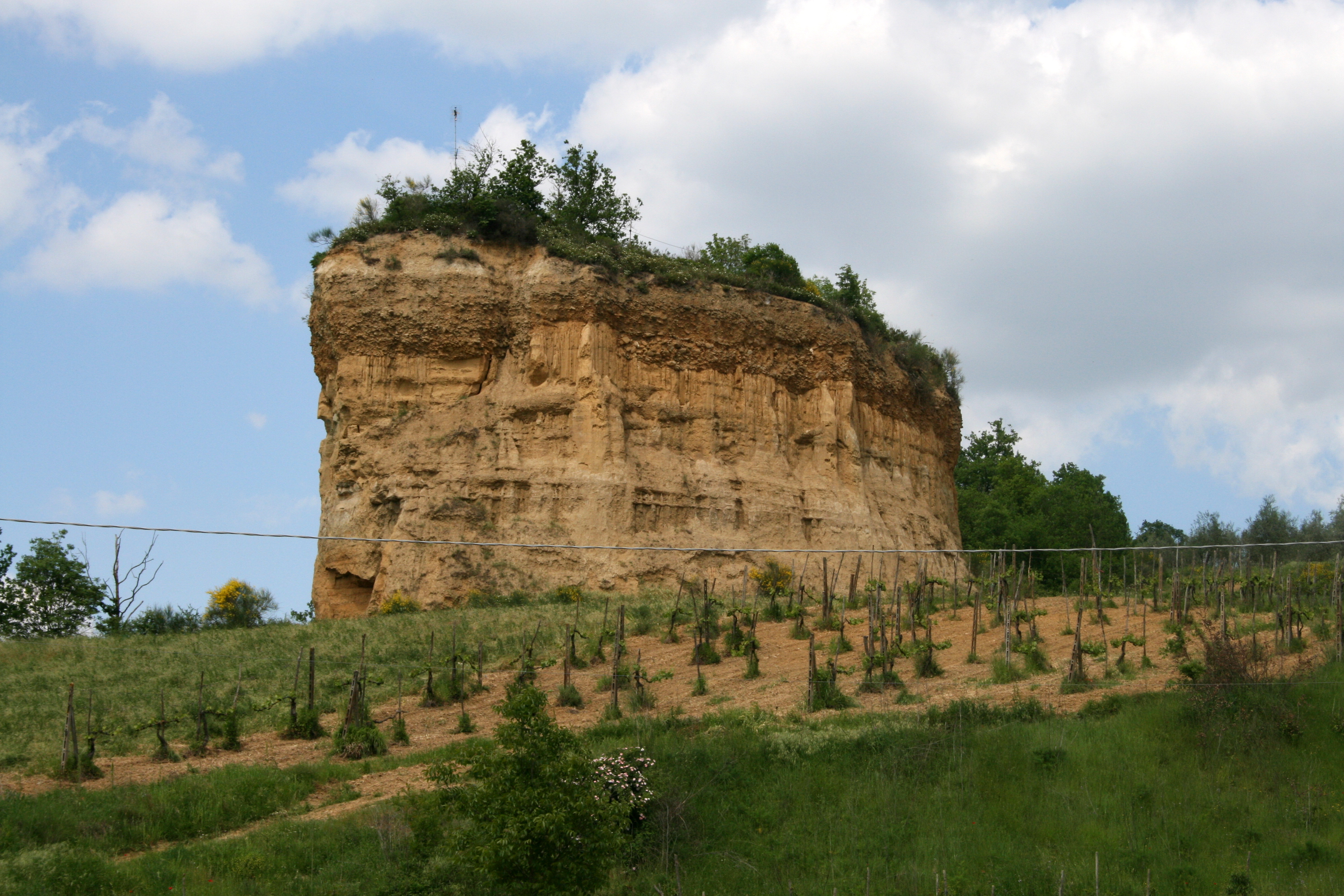
Tipica balza valdarnese

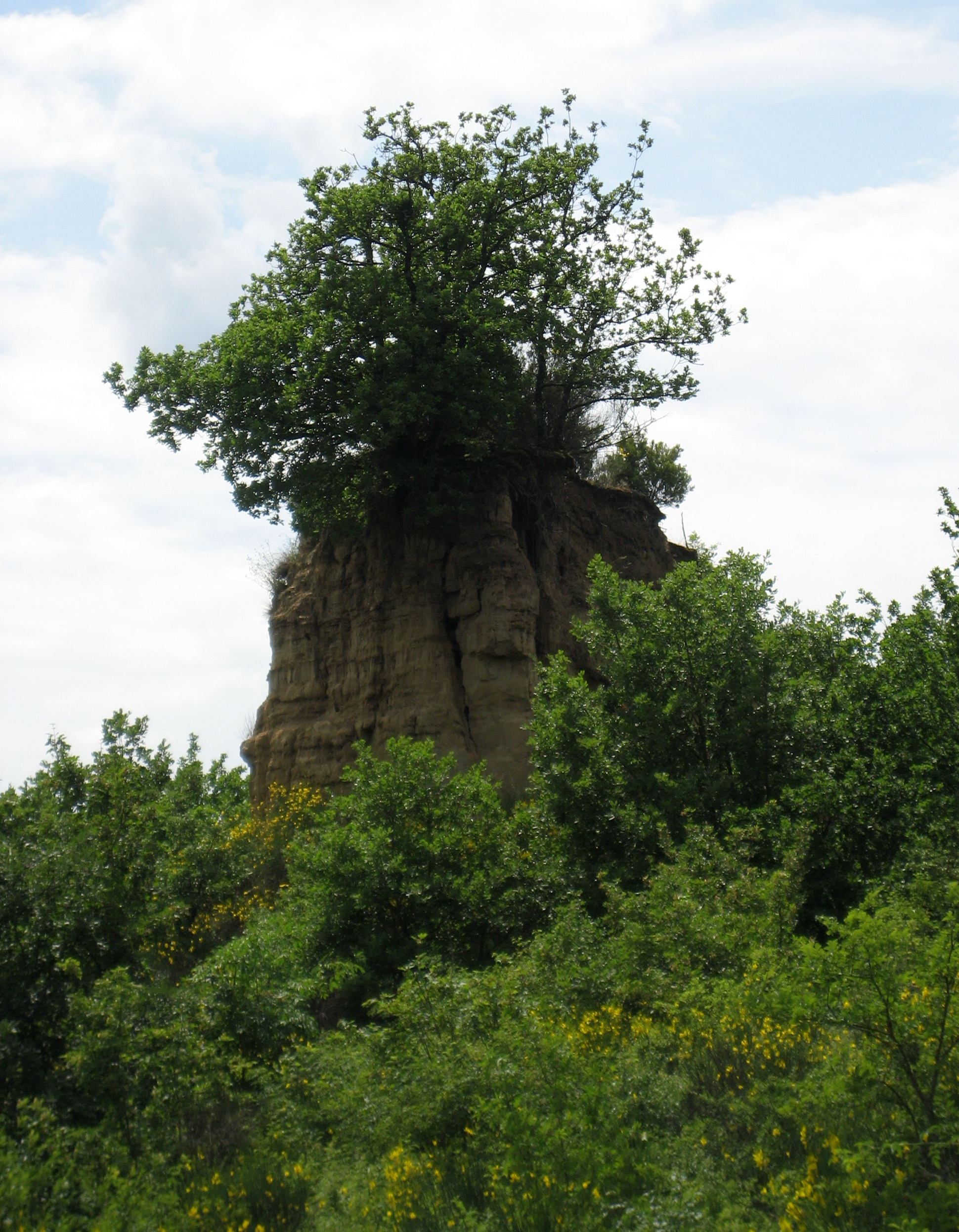
Una "smotta" sul colle di Monte Guarco: una balza sulla balza

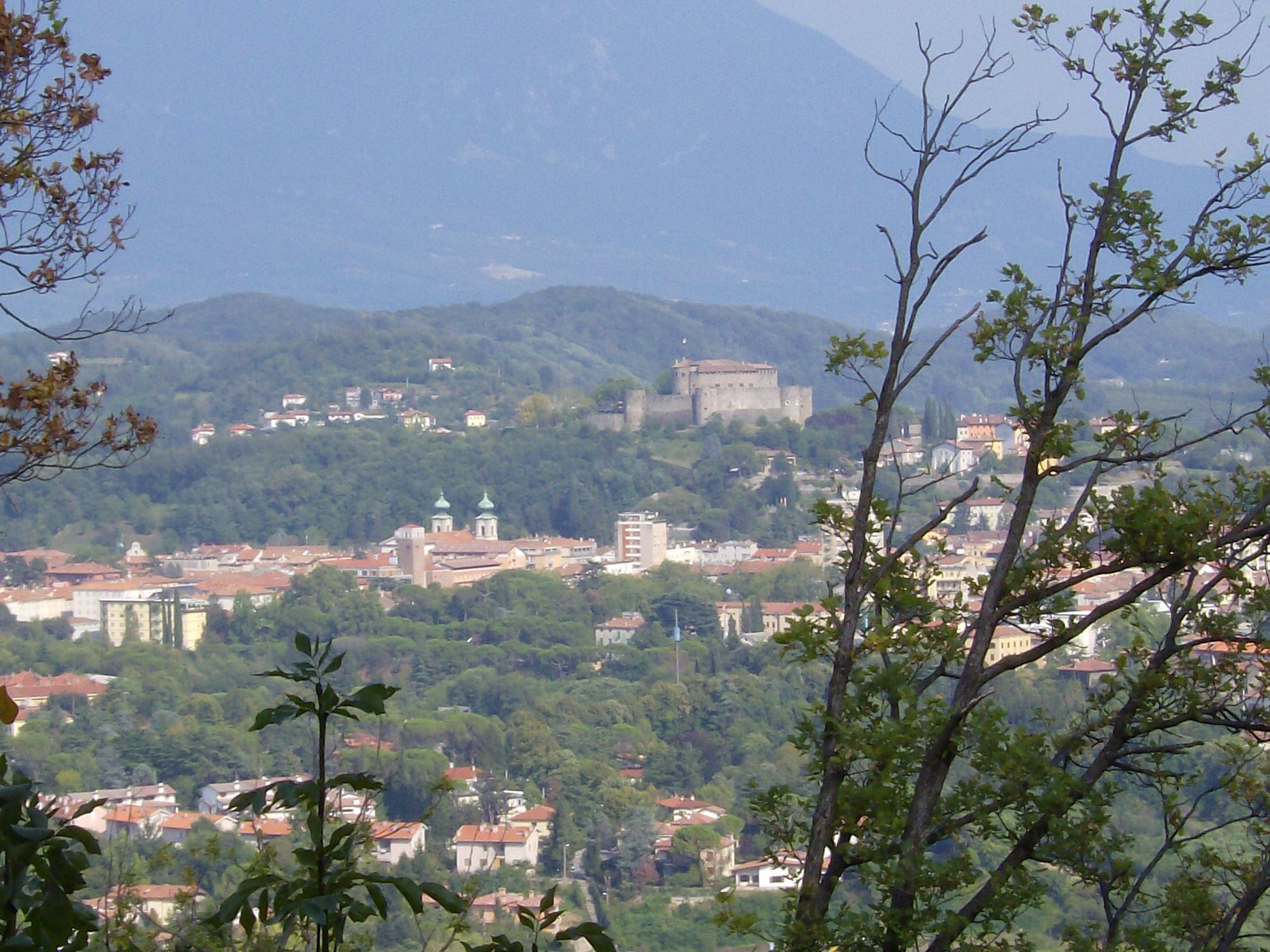
Il castello di Gorizia con sulla destra l'antico borgo detto anche "Gorizia Vecchia". Ai loro piedi la Gorizia più tarda e poi moderna

A Montevarchi non esiste e non è mai esistito un nome unico e definitivo per indicare quello che in geologia, anche se colloquialmente, è definito "panettone" ossia un "bubbone" di materiali, di sabbie arenariche in questo caso, che si erge e svetta di qualche centinaio di metri sulla pianura circostante. I più definiscono la curiosa formazione geologica montevarchina, che poi altro non è che un residuo sedimentario dell'antico Lago Pliocenico, come "colle dei Cappuccini" dal convento che, a partire dal 1538, andò a sovrapporsi alle rovine del castellare. Nelle scritture più antiche invece lo si definisce "colle di Cennano". Le due diciture però sono entrambe inappropriate o, meglio, imprecise in quanto pur trovandoci di fronte a una struttura geomorfologicamente unica e coerente, l'erosione millenaria a cui il rilievo è stato inevitabilmente sottoposto dal prosciugamento del lago, avvenuto nel Pleistocene, all'arrivo dei Bourbon nel X secolo d.C. ha dato vita a due colline separate e distinte: il "colle del castellare" poi "dei cappuccini" e quello di Cennano dove sorge la cosiddetta "croce dei Cappuccini". Sull'uno stava il castello e, molto probabilmente, sull'altro stava il borgo. Pertanto, almeno per convenzione, il modo più corretto di riferirsi all'impianto collinare bicefalo Cappuccini-Cennano è "colle di Monte Guarco".
L'assenza, o comunque la non diffusione pubblica, di qualsiasi studio geologico anche elementare sul quella formazione arenarica e la mancata realizzazione di scavi archeologici su entrambi i colli non permettono di definire con esattezza come, quando e perché avvenne il distaccamento, se di distaccamento si trattò, delle due realtà borgo-castello e dunque, ad oggi, qualsiasi ricostruzione, per quanto accurata, rimane una pura e semplice speculazione. Se a questo si aggiunge che, a parte la buona volontà del proposto Conti, nessuno ha mai tentato di fare una ricerca storico-storiografica completa e credibile sulla Montevarchi prefiorentina, è andata a finire che, anche in tempi recentissimi, gli studi ad oggi consultabili sull'argomento sono in gran parte quasi tutti appiattiti su fondamentalmente non-spiegazioni o su frettolose e incomplete ricostruzioni che sollevano più dubbi di quelli che dovrebbero eventualmente sciogliere.
È anche per questo, ma non solo, che la common knowledge dei Montevarchini sui "tempi del colle" è piuttosto scarsa e si riassume perfettamente nell'ingenua, ma davvero calzante, relazione fatta dal Fontani nel 1827:
Non si ha memoria рerò la quale ci dia sicura notizia dell'antico Castello in quella età, e la prima carta autentica in cui si faccia di lui precisa parola è del 1191, segnata dall'Imperatore Enrico VI, e confermata poscia da un diploma dell'Imperator Federigo II del 29 novembre del 1220. Essa conferma ai Conti Guidi il possesso e dominio di molte tenute, giurisdizioni e corti di varj luoghi, e precisamente di Montevarchi, onde è duopo credere che è sussistesse già intorno al mille, ed è probabile ch'ei fosse eretto da quei Conti e Marchesi, i quali a nome, e con l'autorità dell'impero tenevano ragione in varie parti d'Italia.
I pochi avanzi, che rimangono di lui non ci danno indizio alcuno di un'epoca anteriore, perloché tutto convincendoci della verità di quanto noi crediamo di aver potuto asserire ragionevolmente, non ci daremo pena di richiamare ad esame le ragioni di coloro che opinarono, ed opinano diversamente, indotti a ciò fare da prevenzione, o da troppo forse smodato affetto verso la Terra che fu prima loro nutrice.
Comunque siasi per altro circa l'esistenza, e pregj dell'antico superiore Castello, e qualunque si fosse di poi la cagione per cui, abbandonato appoco appoco, la popolazione scendesse al piano per ivi più agiatamente vivere, egli è fuor di dubbio che quantunque non si sappia il preciso tempo in che ciò avvenne, e per mezzo di chi, pure nel Secolo XIII esisteva la presente terra [...]»
Ma nonostante tutto la struttura odierna del colle di Monte Guarco, pur modificatasi enormemente nel corso dell'ultimo millennio, riesce comunque a dare ancora un'idea di come dovesse essere l'altura tra il X e il XII secolo. Tutto il lato nord del "panettone", quello che guarda Ricasoli, è costituito da una ripida scarpata, in alcuni punti addirittura verticale, che si prolunga per oltre 2 kilometri tra la croce dei Cappuccini e la tenuta de "i Selvatici" e lo stesso vale per la costa sud del colle tanto che è possibile affermare che il Monte Guarco altro non è che una lunga "balza" o, come si dice a Montevarchi, una enorme "smotta" non dissimile dalle, sebbene più piccole, Balze del Valdarno descritte anche da Leonardo da Vinci. Di conseguenza, militarmente parlando, il castello di Monte Guarco era praticamente imprendibile.
Favorito dall'inaccessibilità morfologica del colle su cui era stato, non a caso, edificato, il castello di Montevarchi, molto probabilmente, aveva il suo mastio, cioè il corpo abitativo principale, sull'antica struttura del convento cappuccino, aggiunte moderne escluse, mentre le sue mura partivano a circondare quello che è l'orto o bosco dei frati e, prendendo per buona la cronaca del tuttavia inaffidabile Jacopo Sigoni, si estendevano fino alla casa colonica nota ancora oggi come "castellare". I toponimi però, anche in questo caso, non aiutano la ricerca perché anche a Levane esiste una località detta "castelvecchio" che però sorge almeno 400 metri più in là rispetto alla posizione originaria del castello di Leona. Quindi il Podere del Castellare, che sta a poco più di 300 metri dal convento, avrebbe potuto essere sì uno degli ingressi al castello ma anche una postazione difensiva fuori le mura espressamente realizzata per tenere sotto osservazione il monastero della Ginestra o ancora potrebbe non aver avuto nulla a che fare con il castello vero e proprio ed averne assorbito il nome solo in tempi successivi.
Il borgo di Montevarchi invece sorgeva o appena fuori delle mura castellane, come per esempio nel caso del binomio "Borgo-Castello" di Gorizia ancora splendidamente conservato nella sua conformazione originaria, o addirittura a sé stante e parimenti fortificato ma sul colle di Cennano come nel caso di Levane Alta. E proprio la vicinanza e le numerose somiglianze con Levane porterebbero a propendere per questa seconda ipotesi. D'altra parte, allo stato attuale degli studi, l'unica testimonianza ancora visibile di questo antico borgo scomparso è la cappellina di Cennanuzzo edificata, ma in posizione leggermente defilata, in data imprecisata con i materiali di scarto delle rovine dell'originaria chiesa di Cennano.
D'altro canto è comunque vero che in varie memorie, anche orali, si fa spesso riferimento a cedimenti e smottamenti del colle di Cennano che avrebbero risucchiato pure le poche rovine rimaste in piedi, dunque non è del tutto fuori luogo ipotizzare che il borgo del castello sorgesse, in tutto o in parte, in quella che è oggi la depressione del terreno che divide in due, in modo brusco, il colle di Monte Guarco nella sua estremità più vicina alla città odierna. Certo, per quello che se ne sa, il borgo potrebbe anche essere stato più addossato al castello o più addossato al colle di Cennano oppure avrebbe potuto non stare affatto sul colle di Cennano ma su quello del castellare oppure direttamente si potrebbe essere sviluppato tutto su Cennano magari nei pressi della croce. Di certo la sua posizione esatta, al momento, non è proprio possibile stabilirla.
Ma a parte questi vuoti di topografia storica, che si spera un giorno verranno colmati, ecco spiegato il perché dell'esigenza di due chiese: Montevarchi, a un certo punto della sua primissima storia, prese ad essere composta da due realtà abitative differenti ovvero il castello e il borgo. Ed entrambe le comunità, a questo punto, avevano bisogno della loro cappella non solo per ragioni di ordine religioso o spirituale ma anche e soprattutto perché nell'alto medioevo la chiesa, intesa come edificio, era l'unica struttura ad uso pubblico che esistesse e dunque era in qualche modo il centro di raccolta, e di identificazione, dell'intera sua comunità di riferimento.

## Pugnacoda
Da una, onestamente piuttosto empirica, ricostruzione sembrerebbe dunque che morta la marchesa Sofia Bourbon-Alberti, sicuramente viva nel 1098 quando suo nipote il marchese Arrigo II le lasciò in eredità il castello di Monte Guarco, il feudo montevarchino con annessi e connessi passasse ai conti Guidi e in particolare a Guido Guerra I figlio della contessa Ermellina Alberti, figlia acquisita di Sofia, e moglie di un conte Guido Guidi.
Magari non è affatto andata così e i Guidi il castello di Monte Guarco lo acquisirono con la forza forse nel 1157 quando nei pressi di Montevarchi morì un conte Guido oppure durante una battaglia che rimase così impressa nella memoria dei nativi che dettero il nome di "pugnacoda" a uno dei primi borghi sorti nel fondovalle che magari era stato edificato proprio sul sito in cui ebbe luogo l'evento. Il che potrebbe essere del tutto plausibile in quanto, come è documentato per il 1248, gli scontri armati nei pressi del castello avvenivano tutti nella piana sottostante e inoltre il termine "coda", dal latino cauda, già prima dell'anno mille esisteva in questa forma definitiva nella lingua provenzale, alla cui famiglia linguistica dovevano appartenere i Bourbon, mentre la parola, sia latina che volgare, "pugna" si rifà nella sua etimologia a pugnus che propriamente rimanderebbe a un combattimento di uomo contro uomo a pugni ma è anche in qualche modo connessa al pungere cioè all'atto di trafiggere. Pertanto con "pugna" si definiva, e lo si definisce tutt'oggi, il combattimento uno contro uno alias un duello, oppure una scaramuccia tra battaglioni di soldati piuttosto che uno scontro tra eserciti che infatti i latini distinguevano in praelium. Un conte Guido o un conte Guidi forse sfidò e vinse a duello un marchese Bourbon con, come posta in palio, il possesso di Montevarchi e magari fu proprio quel conte Guido del 1157 a vincere la pugna pur rimettendoci la vita oppure una schiera delle truppe dei Guidi, forse nell'ambito di un conflitto su scala locale, mise in rotta la guarnigione montevarchina dei Bourbon e si prese il castello come, secoli dopo, fece Albertaccio de' Ricasoli con Moncioni. È anche vero però che quel toponimo potrebbe anche non voler dir nulla e magari quel "pugnacoda" stava solo a ricordare un'epica rissa o scazzottata di paese e forse Monte Guarco fu semplicemente perso ai dadi dai Bourbon, oppure, ancora più semplicemente, comprato dai Guidi.
A prescindere comunque da quale specifico evento possa aver segnato la fine della signoria dei Bourbon su Montevarchi e l'inizio dell'era Guidi, per tentare di comprendere quella serie di processi che s'innescarono all'interno della comunità di Monte Guarco e che, al loro perfezionamento, dettero vita alla Montevarchi odierna è necessario rifarsi a un qualche modello storiografico, plausibile ma del tutto ipotetico, che nel caso di Montevarchi chiama per forza in causa Guido Guerra I.
È noto che dagli anni novanta il musicista inglese Gordon Matthew Sumner, in arte Sting, ha fatto sua residenza un palazzo cinquecentesco a Ponte agli Stolli, nei pressi di Figline Valdarno. La casa, dopo essere stata adattata alle esigenze del nuovo proprietario, ha il suo corpo abitativo principale al centro o nei pressi di uno dei due fuochi della proprietà, l'intera area è recintata, è sorvegliata da un servizio di vigilanza privata e vi si può accedere solo su invito del padrone di casa o se si fa parte del personale di servizio. Quando Guido Guerra I, o comunque i conti Guidi, presero possesso di Montevarchi fecero esattamente lo stesso.
Immaginiamo che al giorno d'oggi il Convento dei Cappuccini e tutto il colle circostante venissero comprati dall'attore americano Will Smith con l'intenzione di farne la sua residenza privata. Con buona probabilità recinterebbe tutta la proprietà, la farebbe pattugliare da vigilantes di sua fiducia comandati dalla sua guardia del corpo, e ne vieterebbe l'accesso ai non addetti. Presumibilmente oltre alla famiglia e ad alcuni amici si porterebbe dietro uno staff di persone per occuparsi della cura e della gestione della casa che necessariamente, almeno in alcuni ruoli, dovrebbero essere americani perché Will Smith, tranne clamorose smentite, non parla l'italiano. Queste persone a loro volta si muoverebbero con le loro famiglie tanto che gli spazi abitativi all'interno dell'area vigilata verrebbero presto tutti o quasi tutti occupati dai "famigli" di Smith. Ne consegue che, mutatis mutandis, degli ipotetici montevarchini, inquilini del precedente padrone, sarebbero costretti a trasferirsi altrove magari ai margini della "villa Smith" perché comunque continuerebbero a possedere terre e case nei dintorni, ad avere un lavoro o a fornire dei servizi da rivendere anche proprio a Will Smith.
È noto che i Conti Guidi, dovunque possedessero proprietà, avevano loro amministratori e funzionari chiamati Eigenclöster o aiutanti de palatia e per di più questi signori non erano davvero dei gentiluomini come risulta anche dal processo di Rosano che trattò pure delle angherie e delle vessazioni sui locali perpetrate dagli uomini dei Guidi che infatti, alla fine del processo, vennero richiamati all'ordine. Tenendo in considerazione questi elementi è plausibile che gli antichi abitatori del castello vennero semplicemente sfrattati dalle loro abitazioni nel castello per far posto ai ministeriali e agli armigeri di casa Guidi e ovviamente ricostruirono le loro abitazioni, magari gliele costruirono direttamente i Guidi oppure gli concessero qualche sgravio fiscale, appena fuori delle mura del castello.
Il dualismo diocesano di San Lorenzo e di Cennano si potrebbe spiegare nel fatto che i Bourbon, da Elemperto in poi, erano da sempre stati legati ad Arezzo e alla sua diocesi e quindi presumibilmente lo erano anche i loro villici che, quando si trasferirono fuori del castello, vollero rimanere sotto il vescovo aretino mentre i Guidi, che erano da sempre in rotta con la diocesi di Arezzo per non parlare di quella fiorentina tanto che pur risiedendo a Firenze erano appositamente parrocchiani di Santa Maria in Campo pur di restare sotto Fiesole, per le loro funzioni religiose è possibile che preferissero un sacerdote di scuola fiesolana. Perché all'epoca, senza i seminari, l'evangelizzazione era, per ogni diocesi, anche una questione di studio, preparazione e scuola di pensiero dei singoli vescovi. La fondazione di San Lorenzo dentro il castello potrebbe anche essere stato un omaggio dei Guidi al vescovo di Fiesole in quanto in quell'area, pur sotto la giurisdizione ecclesiastica fiesolana, la diocesi di Arezzo era presente con varie chiese (La Ginestra, Pietraversa, San Leonardo tanto per nominare le più importanti) ma non c'era nessuna canonica alle dipendenze dell'episcopio di Fiesole.